# Gustav Klimt

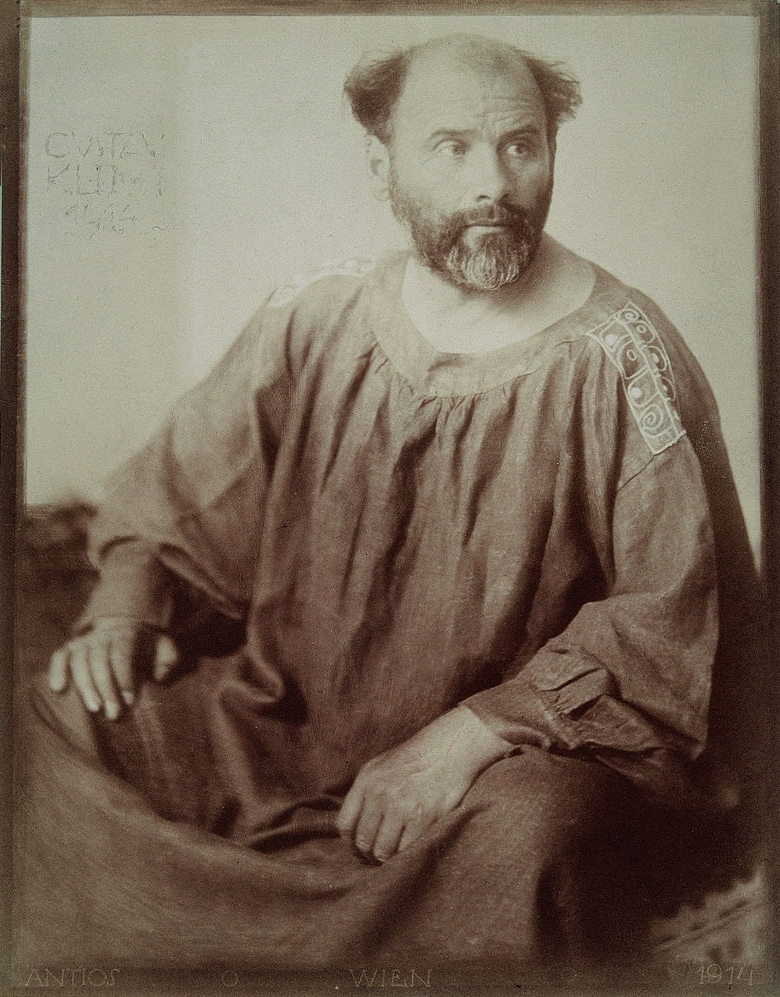
Gustav Klimt,
Foto: Anton Josef Trčka, 1914

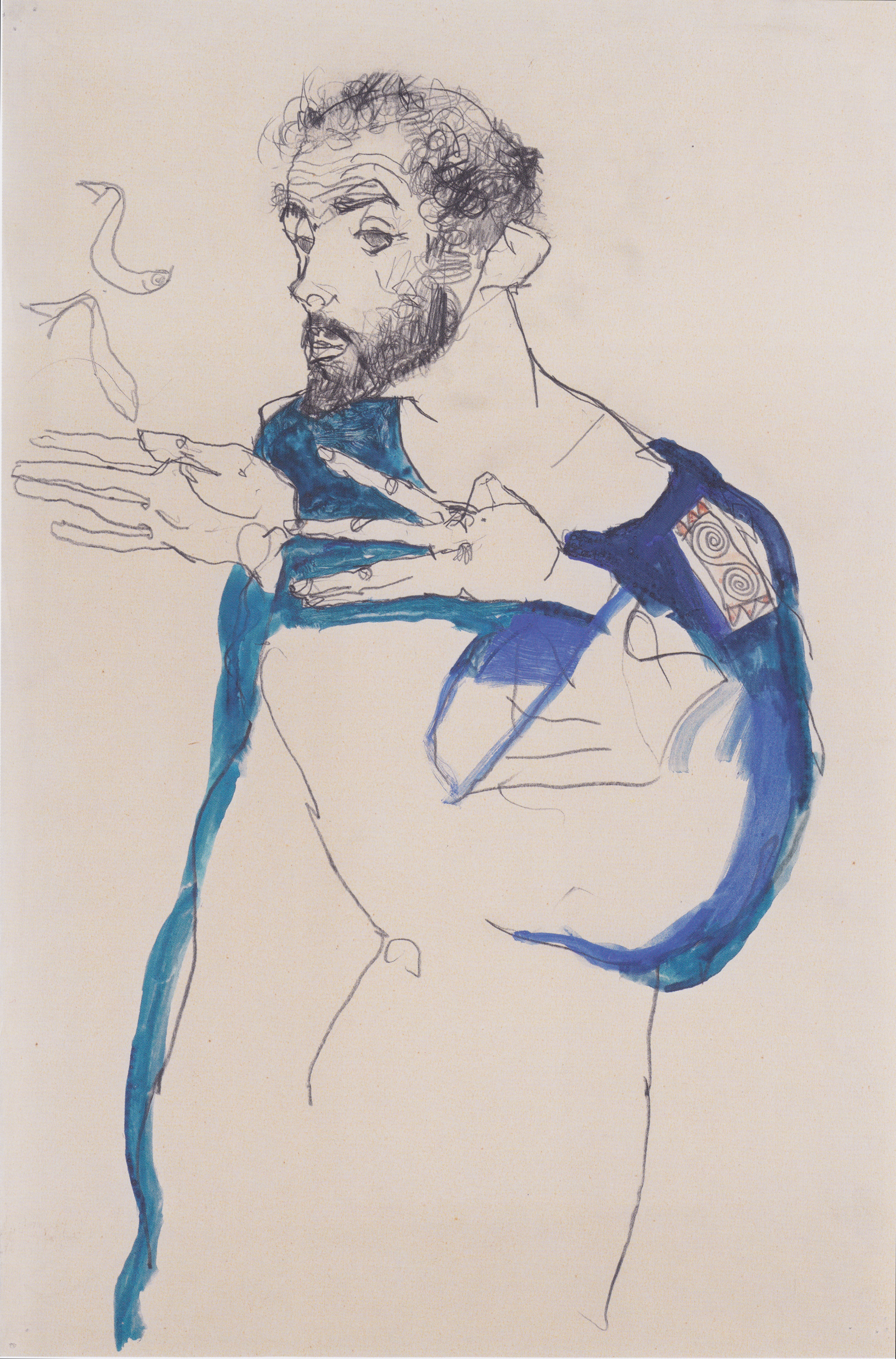
Gustav Klimt im blauen Malerkittel von Egon Schiele, 1913

Gustav Klimt (* 14. Juli 1862 in Baumgarten bei Wien, heute 14. Bezirk; † 6. Februar 1918 in Wien, 9. Bezirk) war ein bedeutender österreichischer Maler, bekanntester Vertreter des Wiener Jugendstils und Gründungspräsident der Wiener Secession.

## Leben

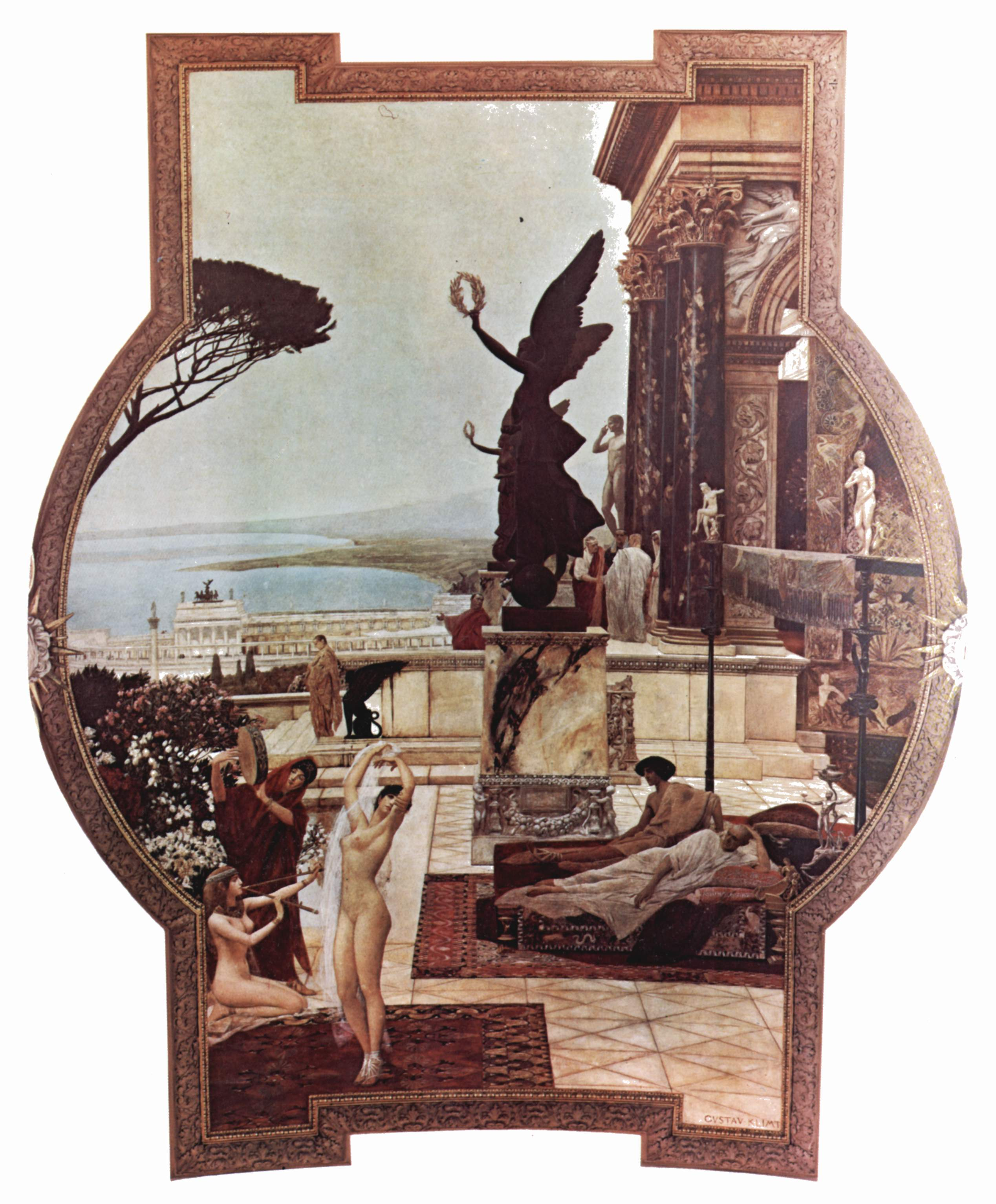
Das Theater von Taormina (Deckenbild im Wiener Burgtheater, 1886–1888)

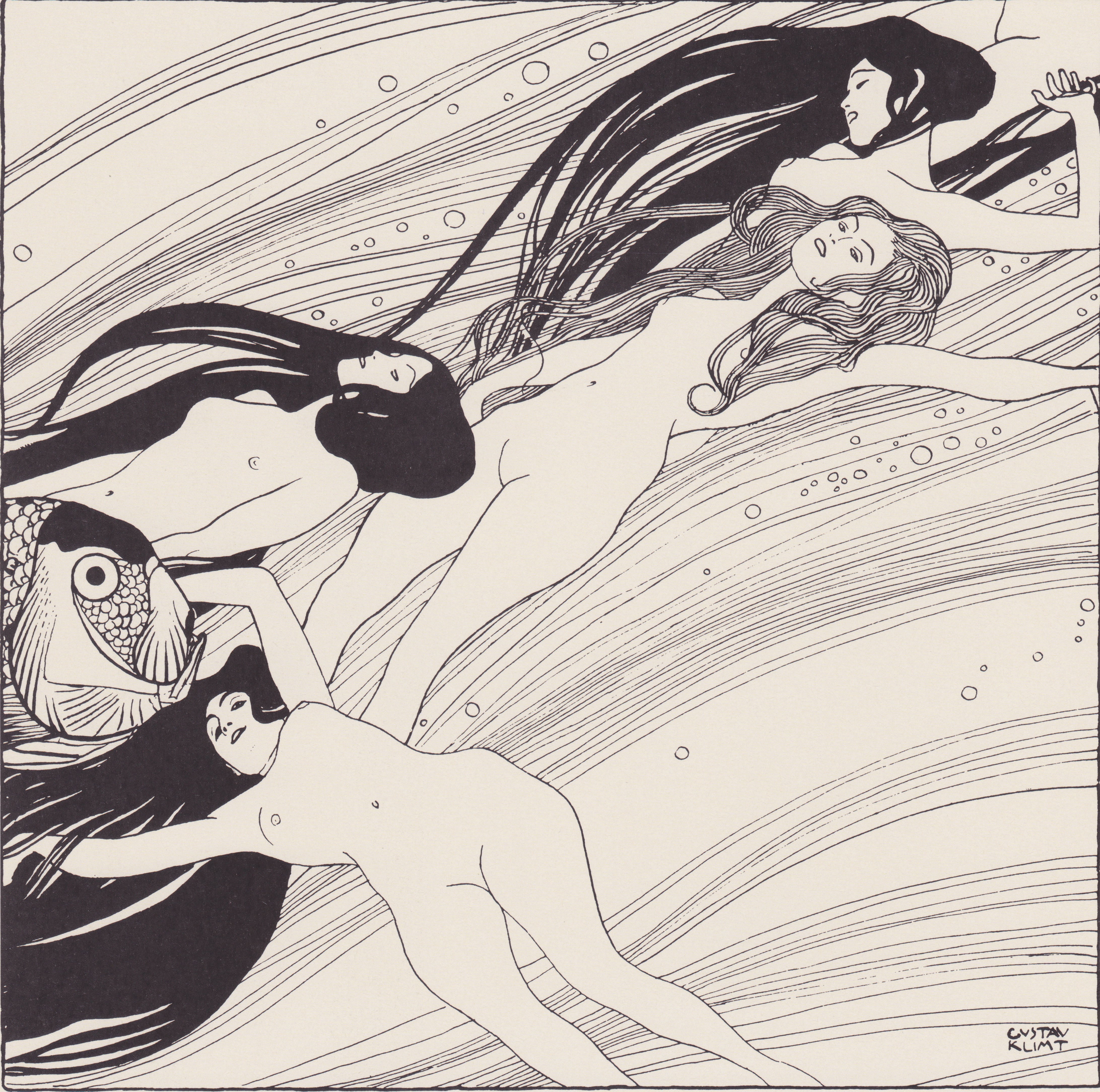
Fischblut (1898)

Gustav Klimt war Sohn des aus Böhmen stammenden Goldgraveurs Ernst Klimt d. Ä. (* 9. Februar 1834 in Prag; † 13. Juli 1892 in Wien) und dessen Ehefrau Anna Rosalia (geborene Finster; * 27. Jänner 1836 in Margareten; † 6. Februar 1915). Sie waren die Eltern von sieben Kindern: 
Klara (1860–1937), Gustav (1862–1918), Ernst (1864–1892), Hermine (1865–1938), Georg (1867–1931), Anna (1869–1874) und Johanna (1873–1950).  
Geboren wurde er als ältester Sohn im damaligen Wiener Vorort Baumgarten Nr. 4 (heute 14. Bezirk, Linzer Straße 247; das Geburtshaus wurde 1966 abgerissen). Seine Brüder Ernst Klimt d. J. und Georg Klimt waren ebenfalls Künstler. Die Eltern hatten am 17. Juli 1860 in Baumgarten geheiratet.
Zunächst sollte Klimt den Beruf des Vaters erlernen, erhielt jedoch ein Stipendium, sodass er 1876–1883 an der Wiener Kunstgewerbeschule des k.k. Österreichischen Museums für Kunst und Industrie bei Ferdinand Laufberger, Victor Berger, Ludwig Minnigerode, Karl Hrachowina und Michael Rieser ein Studium aufnehmen konnte. Dabei wohnte er (mit Unterbrechungen) bei seinen Eltern, 7., Burggasse 47, und war im Adressbuch von Lehmann noch 1894 dort eingetragen.
In den 1880er Jahren bildete er zusammen mit seinem Bruder Ernst (Eintragung bei Lehmann: Gebrüder Klimt) und Franz Matsch eine als Künstler-Compagnie geführte Ateliergemeinschaft, die bei Lehmann (s. o.) erstmals 1888 an der Adresse 6., Sandwirtgasse 8, aufscheint und hier bis 1890 genannt wird; 1888 war der jüngste der drei, Georg, volljährig geworden. 1888/1889 unternahm Klimt Reisen nach Krakau, Triest, Venedig und München. Von 1891 an scheint als Atelieradresse der Compagnie 8., Josefstädter Straße 21, auf. Man arbeitete im Gartenpavillon des Hauses gegenüber dem Theater in der Josefstadt.
Die Compagnie gestaltete unter anderem Vorhang- und Deckengemälde für die Theater in Reichenberg, Karlsbad und 1885 in Fiume. 1885 schuf sie die Deckengemälde in der Wiener Hermesvilla, in der Zeit von 1886 bis 1888 die Deckenfresken in den beiden Stiegenhäusern des Neubaus des Burgtheaters und 1891/1892 die Zwickel- und Interkolumnienbilder im Stiegenhaus des Kunsthistorischen Museums Wien sowie die Wandgemälde des Schlosses Peleș in Rumänien. Während Matsch nach seiner Eheschließung 1895 in Döbling, dem 19. Bezirk, wohnte und arbeitete, war Klimt nach Lehmann noch 1910 an der Josefstädter Straße tätig.
Er wurde 1891 Mitglied der Genossenschaft bildender Künstler Wiens (Künstlerhaus). 1892 starb im Juli sein Vater, im Dezember sein jüngerer Bruder Ernst. Am 24. Mai 1897 trat er aus dem Künstlerhaus aus und gehörte zu den Gründern der Wiener Secession, deren erster Präsident er von 1897 bis 1899 war. Für das von Josef Olbrich 1897/1898 errichtete Secessionsgebäude entwarf er die Metalltüren. 1898 veranstaltete die Secession ihre erste Ausstellung. Für die Secessions-Zeitschrift Ver Sacrum („Der heilige Frühling“) lieferte Klimt während der Jahre 1898 bis 1903 zahlreiche Bildvorlagen und Illustrationen.
Gustav Klimt erhielt 1894 vom k.k. Unterrichtsministeriums den Auftrag, gemeinsam mit Franz Matsch die Decke im Gebäude der neu errichteten Universität mit Gemälden auszugestalten. Vorgesehen war das Thema Der Sieg des Lichtes über die Finsternis. In den ihnen aufgetragenen Bildern sollten die einzelnen Fakultäten präsentiert werden. Die sogenannten Fakultätsbilder bezogen sich auf die Disziplinen der Medizin, Philosophie, Theologie und der Jurisprudenz. Da Klimt aber mit seinen Entwürfen die rationalen Wissenschaften und ihr nützliches Wirken nicht so darstellte, wie es den konservativen Erwartungen entsprach, lehnten 87 Fakultätsmitglieder seine Vorschläge ab. Auch die staatstreue Presse übte heftige Kritik. Da er aber auch, trotz Überarbeitungen, nicht bereit war, die optimistische Rolle der Wissenschaften zu feiern, kam es zum Bruch zwischen den beiden Künstlern. Nach dem Wiener Skandal um das erste Bild, Philosophie, das bei der Pariser Weltausstellung mit einer Goldmedaille ausgezeichnet wurde, war Klimt bei Medizin (1901) und Jurisprudenz malerisch noch weniger kompromissbereit als zuvor. Matschs Gemälde Theologie wurde hingegen akzeptiert und befindet sich bis heute in der Universität Wien. Karl Kraus, der Klimts Stil offenbar nicht schätzte, verteidigte in seiner Zeitschrift Die Fackel die Ablehnung des Philosophie-Gemäldes durch die Professoren und kolportierte die abschätzige Bemerkung, dass die Pariser der importierten Kunst den Spottnamen „goût juif“ (jüdischer Geschmack) verliehen hätten. Klimt trat vom Auftrag des Ministeriums 1905 zurück, retournierte mit Hilfe privater Gönner das erhaltene Honorar. Koloman Moser und die Familie Lederer kauften die Entwürfe zurück. Alle drei Bilder wurden im Zweiten Weltkrieg ausgelagert. Sie verbrannten 1945 im Schloss Immendorf in Niederösterreich. 2021 wurden diese Bilder mit Hilfe von künstlicher Intelligenz in einem Projekt anhand der vorhandenen Schwarz-Weiß-Bilder in Farbe rekonstruiert.

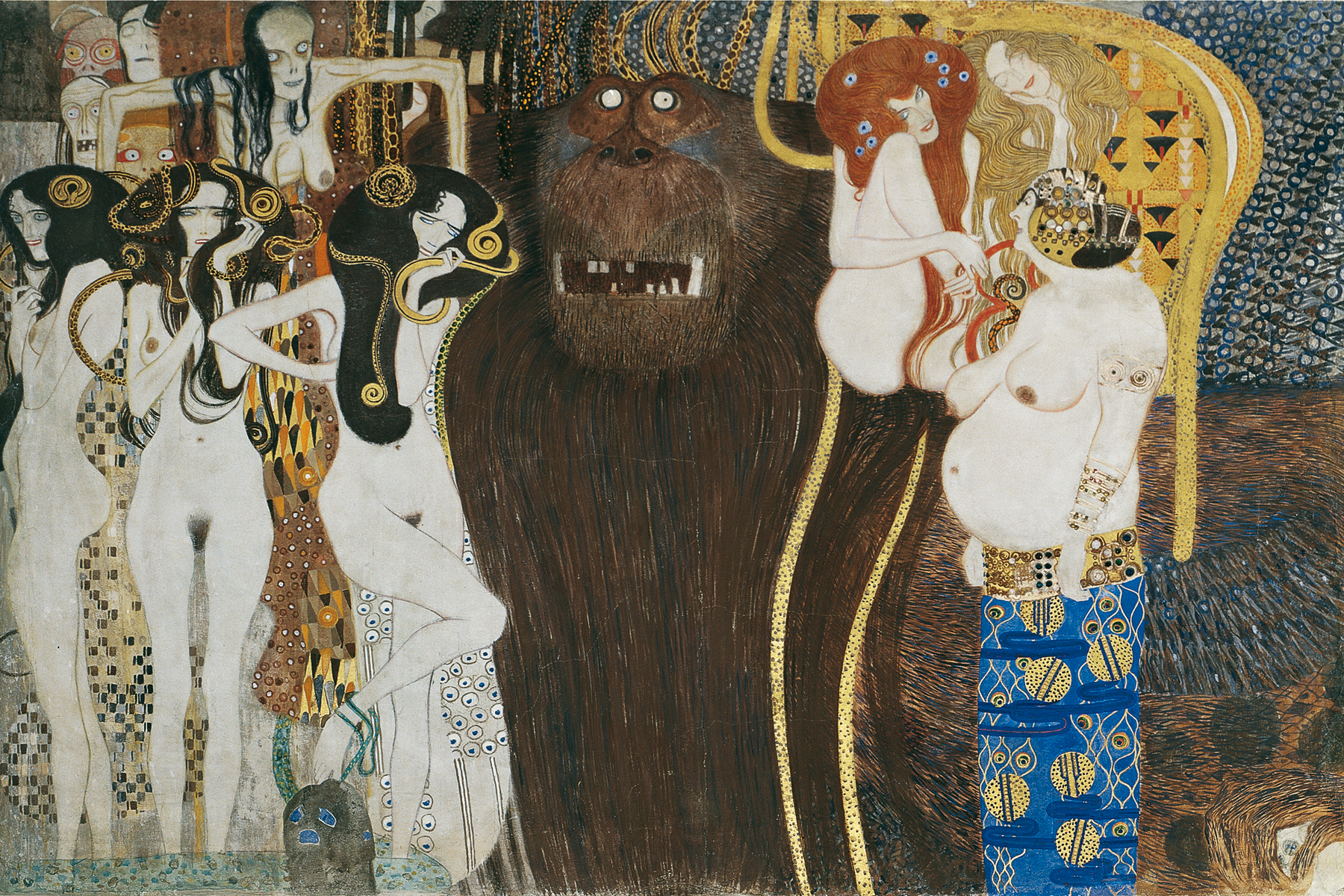
Beethovenfries: Die feindlichen Gewalten (1902)

1902 schuf Klimt aus Anlass der 14. Secessions-Ausstellung für den linken Seitensaal des Wiener Secessionsgebäudes (mit der Beethovenstatue Klingers) den Beethovenfries. Die Auseinandersetzungen, die darüber in der Presse geführt wurden, dokumentierte Hermann Bahr, Freund und Verfechter Klimts, im Buch Gegen Klimt, das Ende 1902 erschien und Zeitungsausschnitte zu Klimts Werk einsammelte. 1903 zeigte die Secession 80 Werke Klimts. 1905 trat Klimt mit einer Gruppe von Künstlern, unter anderen Carl Moll, aus der Secession aus, weil ihm einige Malerkollegen einen zu „naturalistischen“ Stil verfolgten, unter anderem Josef Engelhart. Klimts Bilder wurden aus dem Secessionsgebäude entfernt. Noch im selben Jahr wurde Klimt Mitglied im Deutschen Künstlerbund.
Mit Josef Hoffmann und Koloman Moser, den Gründern der Wiener Werkstätte, verband Klimt eine enge Freundschaft. 1904 wurde Josef Hoffmann mit dem Entwurf eines Stadtpalais für den belgischen Großindustriellen Adolphe Stoclet in Brüssel betraut; das Gebäude ist als Palais Stoclet in die Kunstgeschichte eingegangen. Gustav Klimt wurde von Fritz Wärndorfer, Wiener Werkstätte, mit dem Entwurf für den Fries (sog. Stoclet-Fries) für den Speisesaal des Palais beauftragt. Diese Arbeit begann er 1905 mit der Anfertigung von Werkzeichnungen (heutiger Aufbewahrungsort: Museum für angewandte Kunst, Wien), änderte aber die Entwürfe 1908 wieder. Die Montage der von der Mosaikwerkstatt Leopold Forstner ausgeführten Einlegearbeit fand 1911 in Anwesenheit Klimts in Brüssel statt. In Wien hatte Klimt die öffentliche Präsentation verboten, das Werk seiner Freundin Berta Zuckerkandl aber gezeigt.
1905 stellte Klimt in der 2. Jahresausstellung des Deutschen Künstlerbundes im neueröffneten Ausstellungshaus der Berliner Secession am Kurfürstendamm fünfzehn Werke aus und erhielt den Villa-Romana-Preis. 1906 reiste Klimt nach Belgien und England und wurde zum Ehrenmitglied der Königlich-Bayerischen Akademie der Bildenden Künste in München ernannt. 1908 reiste er nach Florenz.

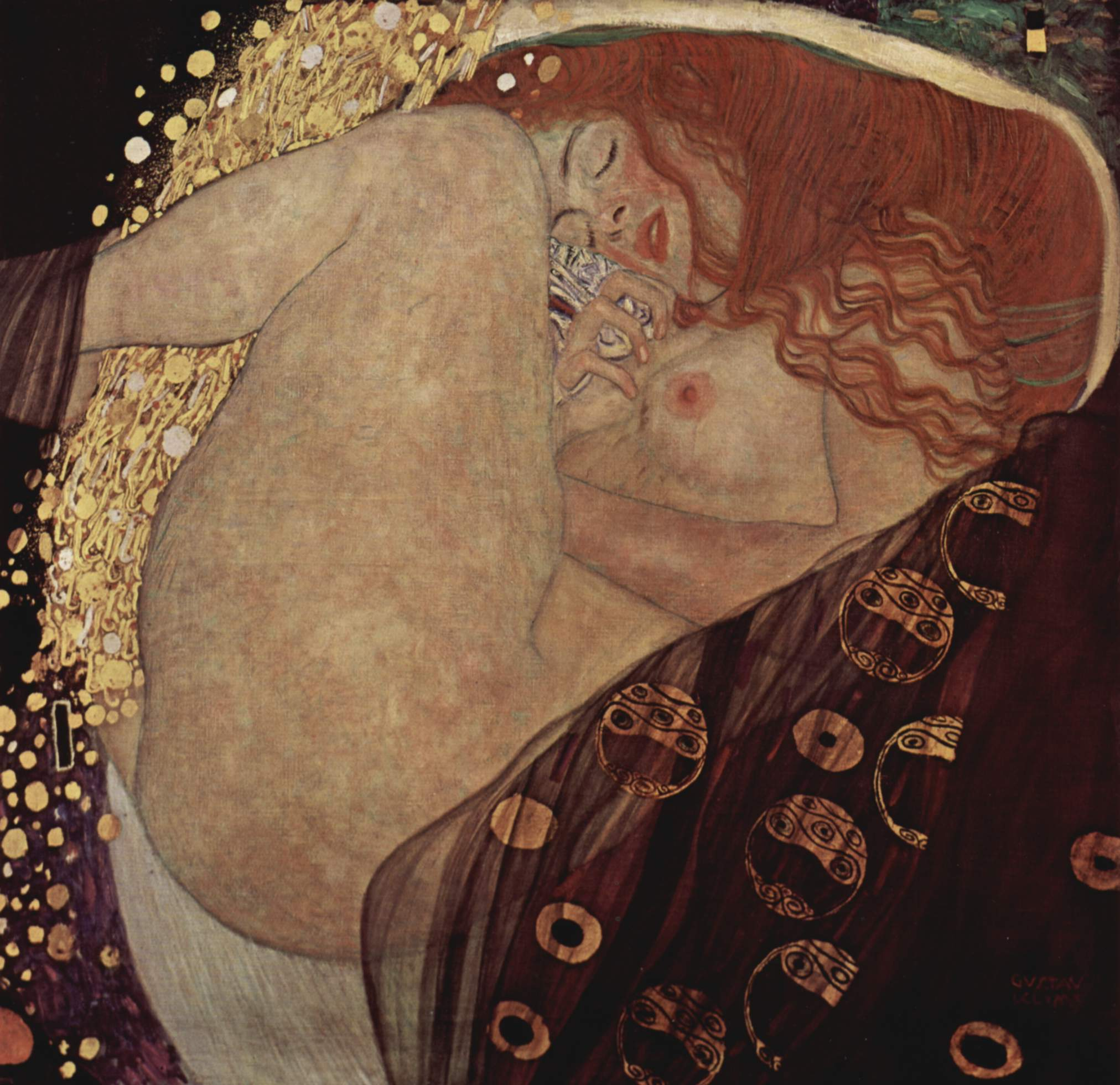
Danaë (1907–1908)

1907–1908 entstand Klimts berühmtestes Gemälde, Der Kuss. Das Bild wurde in der Kunstschau Wien 1908 gezeigt und vom k.k. Ministerium für Kultus und Unterricht sofort angekauft. Die Kunstschau wurde von der aus der Secession ausgetretenen Künstlergruppe um Klimt und von Josef Hoffmann in einem temporären Ausstellungsgebäude veranstaltet, das Hoffmann auf dem Grundstück des später gebauten Wiener Konzerthauses errichtete.
1909 reiste Klimt nach Paris, Madrid und Toledo, 1914 nach Brüssel. 1912 wurde er Präsident des Bundes Österreichischer Künstler.
Ausstellungen im Ausland zeugen von Klimts Bedeutung im damaligen Kunstbetrieb. Er stellte 1908 in Prag und Dresden aus, 1909 in München, 1910 an der IX. Biennale in Venedig, wo seine Werke begeistert aufgenommen wurden. 1911 stellte er in Rom aus, wobei Klimt aus diesem Anlass sowohl nach Rom als auch nach Florenz reiste, 1912 wieder in Dresden, 1913 in Budapest, München und Mannheim. 1914 reiste er mit dem Bund Österreichischer Künstler erneut nach Rom und war 1916 mit Schiele und Kokoschka in der Ausstellung des Bundes in Berlin zu sehen.

Schloss Kammer am Attersee (1908–1909)

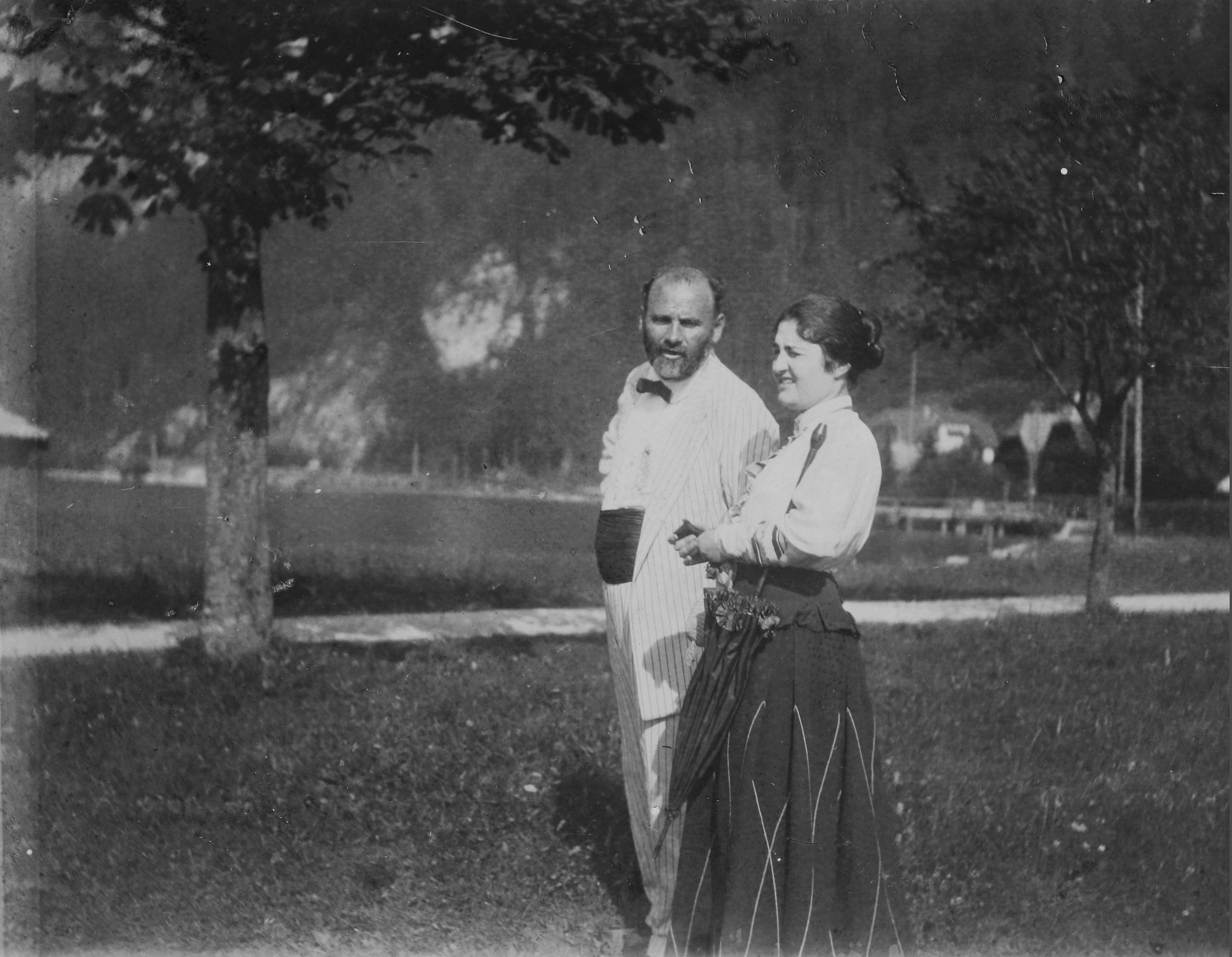
Friederike Maria Beer-Monti und Gustav Klimt im Sommer 1916 in Weißenbach am Attersee

Von 1900 bis 1916 war Gustav Klimt vorwiegend am Attersee in Oberösterreich auf Sommerfrische, vor allem zu Besuch in der Villa des Hoftischlermeisters Friedrich Paulick. Hier entstand der größte Teil seiner Landschaftsgemälde. In Unterach am Attersee erinnert daran ein Klimt-Denkmal am Seeufer. Nach dem Atelier in der Josefstädter Straße nützte er ab 1911/12 ein damals ebenerdiges Gebäude (Wien 13., Feldmühlgasse 11; in Lehmann mit Hausnummer 9 verzeichnet) im Wiener Vorort Unter-St.-Veit, das heute als Klimt-Villa bezeichnet wird, als Arbeitsort. Als sein Wohnsitz wurde, nachdem er in Lehmann 1911 überhaupt nicht aufgeschienen war, für die Ausgaben 1912 bis 1915 die neue Atelieradresse erfasst, von der Ausgabe 1916 an Wien 7., Westbahnstraße 36, die Wohnung, aus der seine Mutter Anna, Graveur-Witwe, Anfang 1915 „herausgestorben“ war.
Der Künstler pflegte enge Beziehungen zu einigen seiner Auftraggeber, die vornehmlich aus dem assimilierten jüdischen Wiener Großbürgertum stammten. Intime Beziehungen pflegte er insbesondere zu seinen Modellen aus großbürgerlichen Kreisen. Er galt als für seine Zeit progressiv, weil er in der Sexualität den Frauen eine aktive Rolle zugestand.
Klimt war nie verheiratet, hatte aber zu mehreren Frauen intime Beziehungen und zeugte sieben Kinder (siehe Abschnitt Klimts Nachkommen). Wie weit die Beziehungen mit den von ihm porträtierten Frauen seiner Auftraggeber gingen, etwa mit Serena Lederer, der Gattin August Lederers, oder mit Adele Bloch-Bauer, der Gattin des Zuckerindustriellen Ferdinand Bloch-Bauer, liegt im Dunkeln. Enge, aber nicht notwendigerweise sexuelle Beziehungen bestanden auch zu Alma Mahler-Werfel. Emilie Flöge, für deren Modesalon Klimt Entwürfe zu Reformkleidern anfertigte, wird als seine Lebensgefährtin bezeichnet.

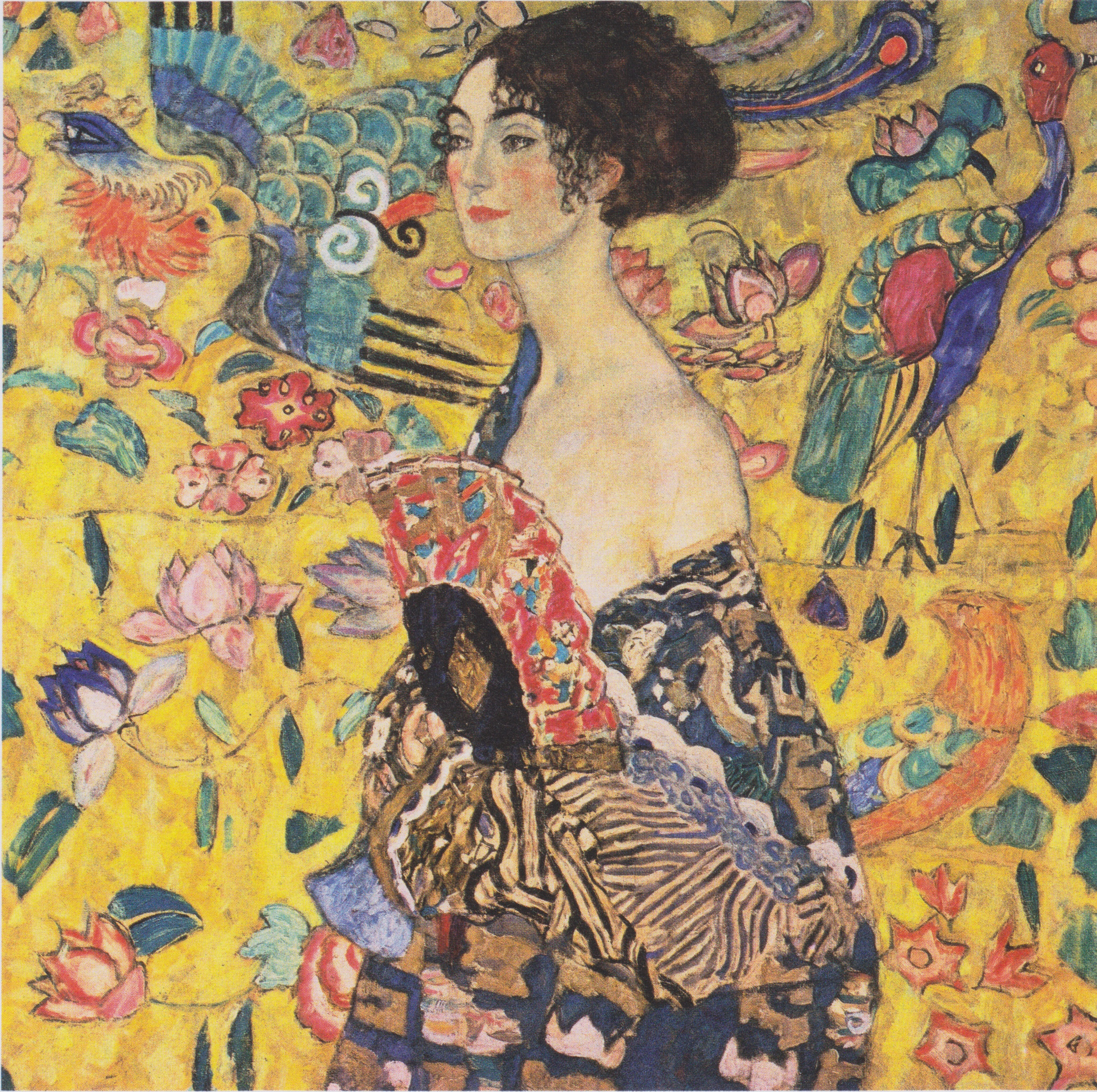
Dame mit Fächer (1917/18)

1917 lehnte das k.k. Unterrichtsministerium es zum vierten Mal ab, Klimt zum Professor an der Akademie der bildenden Künste in Wien zu ernennen (der erste Vorschlag dazu wurde 1891 gemacht), worauf ihn die Akademie am 26. Oktober 1917 zu ihrem Ehrenmitglied ernannte.

## Klimts Nachkommen
Als Klimts Nachkommen gelten:
- Elisabeth Bachofen-Echt (1894–1944; Mutter war Serena Lederer 1867–1943). Sie erreichte während der Zeit des Nationalsozialismus einen „Abstammungsbescheid“, durch den die außereheliche Vaterschaft des „arischen“ Gustav Klimt amtlich bestätigt wurde, was ihr vermutlich das Leben rettete.
- Gustav Ucicky, 1899–1961 (Mutter war Marie Ucicka 1880–1928)
- Gustav Zimmermann, 1899–1976
- Otto Zimmermann 1902 (Mutter war Maria „Mizzi“ Zimmermann, 1879–1975)
- Gustav Huber, 1912–1989 (Mutter war Consuela Camilla Huber 1896–1978)
- Charlotte Huber, 1914–1943 (Mutter war Consuela Camilla Huber 1896–1978)
- Wilhelm Huber, 1915–1943 (Mutter war Consuela Camilla Huber 1896–1978)

## Auszeichnungen

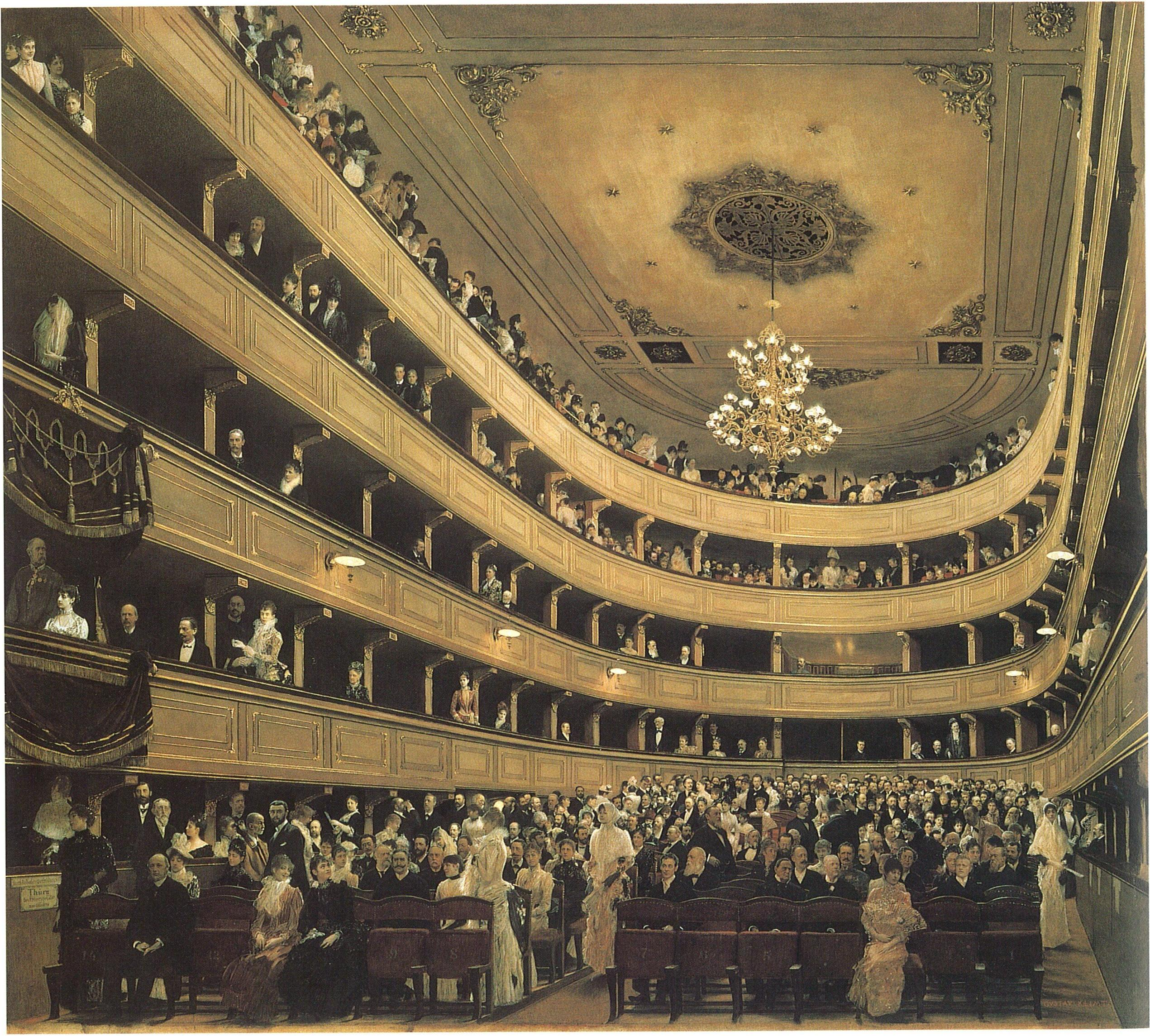
Innenraum des alten Burgtheaters: Die Personen sind so detailliert dargestellt, dass eine Identifizierung möglich ist.

- 1890: Kaiserpreis der Genossenschaft der bildenden Künstler Wiens: Klimt erhielt den 1890 erstmals vergebenen Preis als Anerkennung für sein Aquarell Inneres des alten Burgtheaters[9] (das Gebäude wurde abgerissen).

## Tod

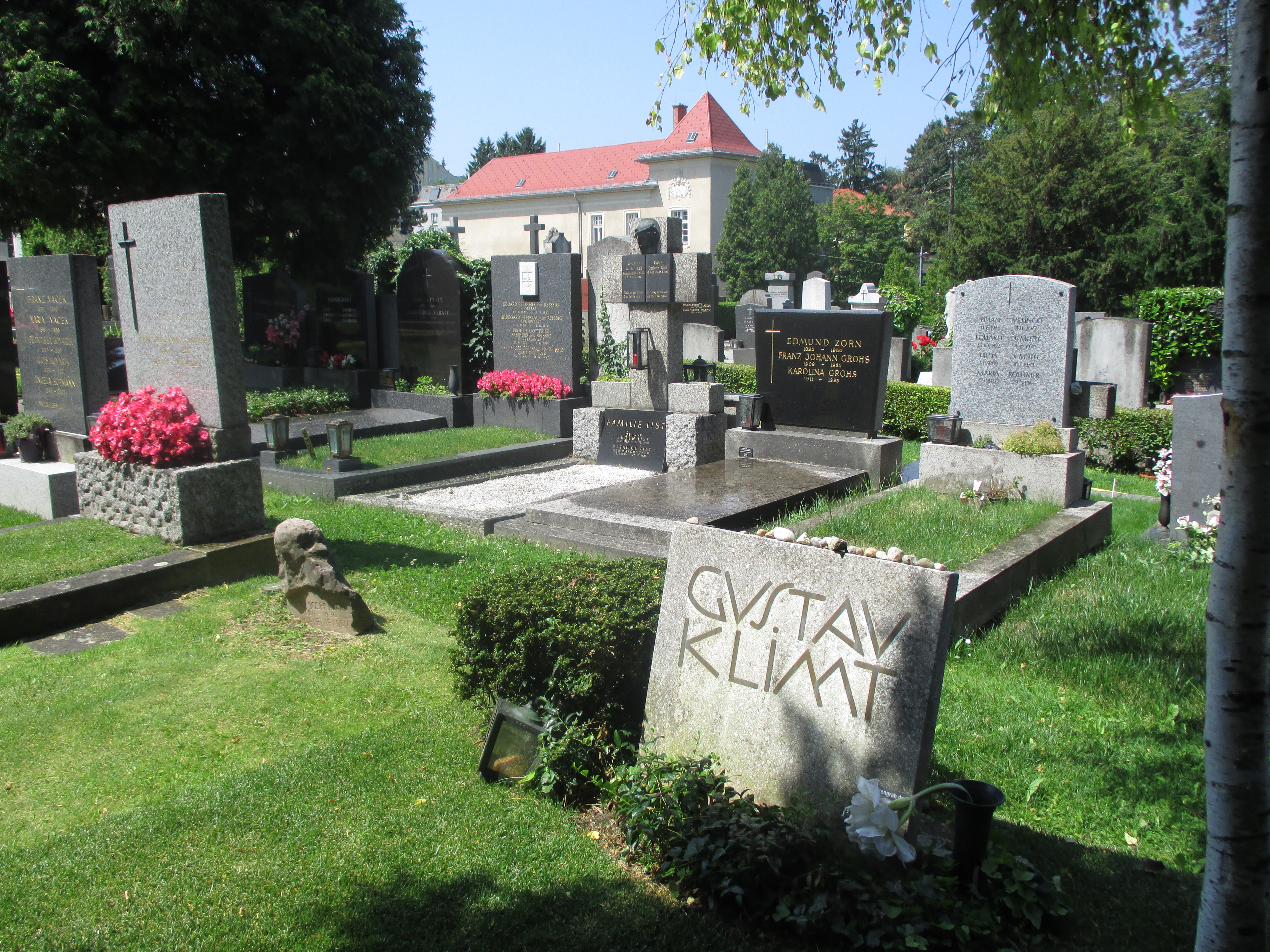
Klimts Grab auf dem Friedhof Hietzing

Gustav Klimt erlitt am 11. Jänner 1918 in seiner Wohnung in der Wiener Westbahnstraße einen Schlaganfall. Er starb am 6. Februar 1918 im Alter von 55 Jahren im Allgemeinen Krankenhaus, Wien 9., Alser Straße 4, nachdem er sich dort mit einer grippösen Lungenentzündung infiziert hatte. Er wurde auf dem Hietzinger Friedhof im 13. Bezirk, wo sich sein letztes Atelier befand, in Gruppe 5, Grab Nr. 194, bestattet.

## Nachleben

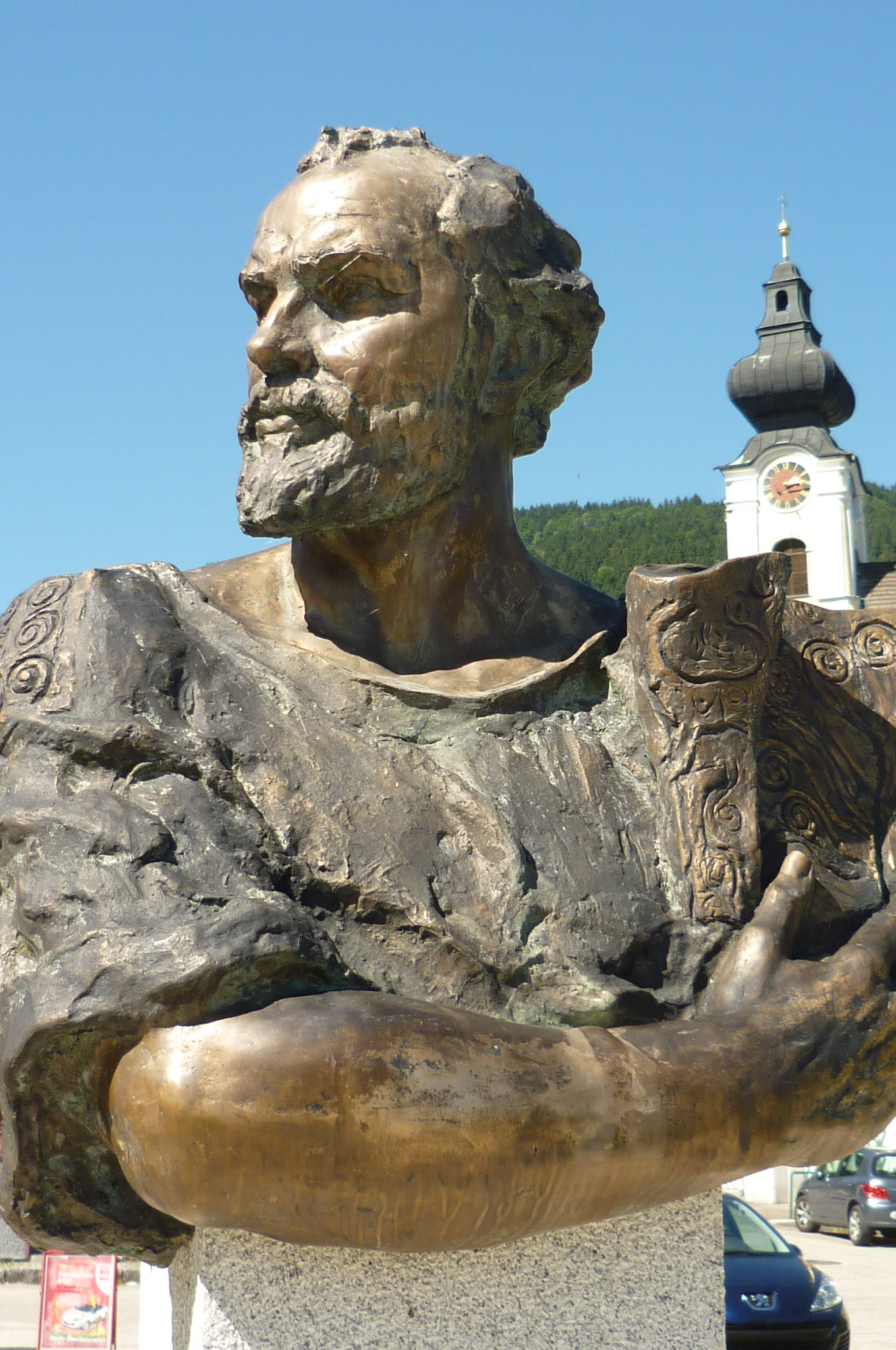
Klimt-Denkmal in Unterach am Attersee

Klimts 1923 ehrenhalber gewidmetes Grab befindet sich auf dem Hietzinger Friedhof (Gruppe 5, Nummer 194) in Wien 13. Das Grab, in dem seine Eltern und sein Bruder Ernst bestattet sind, befindet sich auf dem Baumgartner Friedhof (Gruppe T, Nummer 1929); das von Gustav Klimt entworfene Grabkreuz wurde von seinem Bruder Georg Klimt hergestellt.
Im Jahr 1924 wurde in Wien die Klimtgasse (12. und 13. Bezirk) ihm zu Ehren benannt. Neben der Klimtgasse in Wien wurden die Klimtstraße in Nürnberg, die Gustav-Klimt-Straße in Künzelsau und der Gustav-Klimt-Weg in Hamburg nach dem Maler benannt.
Das von Anton Hanak um 1927/1928 entworfene Klimt-Denkmal wurde nicht realisiert.
1928 veranstaltete die Secession für ihren ersten Präsidenten eine Gedächtnisausstellung. Die Post legte 1932 eine Markenserie auf, die neben Klimt Rudolf von Alt, Albin Egger-Lienz, Hans Makart, Moritz von Schwind und Ferdinand Georg Waldmüller als österreichische Malerikonen feierte. 1943 fand auf Veranlassung von Reichsstatthalter Baldur von Schirach eine Klimt-Ausstellung in der Secession statt, bei der ein Drittel der ausgestellten Werke aus NS-Raubkunst bestand. 1962 veranstalteten Belvedere und Albertina zum 100. Geburtstag Klimts eine Ausstellung.
Der Filmregisseur Gustav Ucicky gilt als unehelicher Sohn Klimts, Elisabeth Bachofen-Echt (siehe oben) wurde in der NS-Zeit als uneheliche Tochter Klimts anerkannt. Ucicky sammelte Werke seines vermutlichen Vaters und konnte vor allem während der Zeit der NS-Diktatur seine Sammlung wesentlich vergrößern, wobei es sich auch um Raubkunst gehandelt hat. Seine Witwe Ursula Ucicky stellte im September 2013 die gemeinnützige „Gustav Klimt | Wien 1900 – Privatstiftung“ (kurz Klimt-Foundation) vor, in die sie vier Ölgemälde (zwei davon: siehe Werkliste), zehn Zeichnungen und Autografen von Klimt samt einem Stiftungskapital einbrachte. Im Stiftungszweck ist ausdrücklich die Provenienzforschung der Werke genannt. Die Direktorin der Österreichischen Galerie Belvedere und einzelne Organe des Leopold Museums zeigten sich ob der Gründung der Stiftung irritiert. U. a. fungiert der kaufmännische Direktor des Leopold-Museums als ehrenamtliches Vorstandsmitglied der Klimt-Foundation.
Am 26. April 1989 erschien die österreichische 500 Schilling Gustav-Klimt-Gedenkmünze in Silber in einer Auflage von 350.000 Stück, Gestalter war der Chefgraveur der Münze Österreich AG. Auf der Vorderseite befindet sich ein Porträt Klimts sowie seine Signatur. Die Rückseite zeigt ein Abbild seiner Judith.
2003 wurde der Themenweg „Klimt am Attersee“ vom Verein Attersee-Attergau und vom Leopold Museum Wien errichtet. Mietbare Audio-Guides liefern ergänzende Informationen zu zehn Stelen mit drehbaren Bildtafeln an der Uferpromenade in Kammer und Seewalchen. Der Weg ist eben und rollstuhlgerecht.
Am 5. November 2003 erschien die österreichische 100-Euro-Goldmünze, die auf der Vorderseite Gustav Klimt vor einer Staffelei mit einem seiner Kunstwerke zeigt und auf der Rückseite sein berühmtes Bild Der Kuss.
2007 wurde der Asteroid (16445) Klimt nach Klimt benannt, der bereits 1989 von Eric Walter Elst entdeckt worden war.
2012 startete Münze Österreich die Serie Klimt und seine Frauen, in der bisher folgende 50-Euro-Goldmünzen herausgegeben wurden: Adele Bloch-Bauer (2012), Die Erwartung (2013), Judith II (2014), Medizin (2015), Der Kuss (2016)
Am 14. Juli 2012 eröffnete das Gustav-Klimt-Zentrum am Nord(ost)ende des Attersees. Seit 2015 von der Klimt-Foundation geleitet, wird hier an der Adresse Hauptstraße 30, 4861 Schörfling am Attersee, in einem Gebäude am Beginn der – von ihm gemalten – Lindenallee zum Schloss Kammer eine Dokumentation präsentiert zu Klimts Schaffen in den Sommern 1910–1916 am Attersee – in den Orten Litzlberg, Kammer und Weißenbach.

## Werke (Auswahl)
Dies folgende Tabelle listet 25 Werke Klimts, die einen repräsentativen Querschnitt durch sein malerisches Werk wiedergeben.
| Bild | Titel                                                          | Wann entstanden | Größe, Material                                         | Ausstellung/Sammlung/Besitzer                                              |
| ---- | -------------------------------------------------------------- | --------------- | ------------------------------------------------------- | -------------------------------------------------------------------------- |
|      | Dame mit lila Schal                                            | 1895            | 67 × 41,2 cm, Öl auf Leinwand                           | Kunsthistorisches Museum, Wien                                             |
|      | Pallas Athene                                                  | 1898            | 75 × 75 cm, Öl auf Leinwand                             | Wien Museum                                                                |
|      | Bildnis der Sonja Knips                                        | 1898            | 145 × 145 cm, Öl auf Leinwand                           | Österreichische Galerie Belvedere, Wien                                    |
|      | Nuda Veritas                                                   | 1899            | 252 × 55,2 cm, Öl auf Leinwand                          | Österreichisches Theatermuseum, Wien                                       |
|      | Judith I                                                       | 1901            | 84 × 42 cm, Öl auf Leinwand                             | Österreichische Galerie Belvedere, Wien                                    |
|      | Goldfische                                                     | 1901–1902       | 181 × 66,5 cm, Öl auf Leinwand                          | Kunstmuseum Solothurn                                                      |
|      | Beethovenfries (Ein Teil des Wandgemäldes)                     | 1902            | 73 m², Wandgemälde                                      | Wiener Secessionsgebäude                                                   |
|      | Bildnis der Emilie Flöge                                       | 1902            | 181 × 84 cm, Öl auf Leinwand                            | Wien Museum                                                                |
|      | Bildnis der Gertrud Löw                                        | 1902            | 149,5 × 45 cm, Öl auf Leinwand                          | Privatbesitz                                                               |
|      | Wasserschlangen I                                              | 1904–1907       | 50 × 20 cm, Mischtechnik mit Goldauflagen auf Pergament | Österreichische Galerie Belvedere, Wien                                    |
|      | Bildnis der Margarethe Stonborough-Wittgenstein                | 1905            | 180 × 90 cm, Öl auf Leinwand                            | Neue Pinakothek, München                                                   |
|      | Die drei Lebensalter einer Frau                                | 1905            | 180 × 180 cm, Öl auf Leinwand                           | Galleria Nazionale d’Arte Moderna, Rom                                     |
|      | Adele Bloch-Bauer I                                            | 1907            | 138 × 138 cm, Öl auf Leinwand                           | Neue Galerie, New York City                                                |
|      | Danaë                                                          | 1907            | 77 × 83 cm, Öl auf Leinwand                             | Privatbesitz, Wien                                                         |
|      | Der Kuss                                                       | 1908–1909       | 180 × 180 cm, Öl auf Leinwand                           | Österreichische Galerie Belvedere, Wien                                    |
|      | Judith II                                                      | 1909            | 178 × 46 cm, Öl auf Leinwand                            | Ca’ Pesaro, Venedig                                                        |
|      | Allee zum Schloss Kammer bzw. Allee im Park vor Schloss Kammer | 1912            | 110 × 110 cm, Öl auf Leinwand                           | Österreichische Galerie Belvedere, Wien                                    |
|      | Apfelbaum I                                                    | 1912            | 110 × 110 cm, Öl auf Leinwand                           | Privatbesitz                                                               |
|      | Adele Bloch-Bauer II                                           | 1912            | 190 × 120 cm, Öl auf Leinwand                           | Von Oprah Winfrey 2017 um 150 Millionen Dollar an einen Chinesen verkauft. |
|      | Bildnis der Eugenia Primavesi                                  | 1912–1913       | 140 × 84 cm, Öl auf Leinwand                            | Toyota Municipal Museum of Art                                             |
|      | Die Jungfrau                                                   | 1913            | 200 × 190 cm, Öl auf Leinwand                           | Nationalgalerie Prag                                                       |
|      | Kirche in Unterach am Attersee                                 | 1916            | 110 × 110 cm, Öl auf Leinwand                           | Privatbesitz                                                               |
|      | Dame mit Fächer                                                | 1917            | 100 × 100 cm, Öl auf Leinwand                           | Privatbesitz                                                               |
|      | Bildnis der Johanna Staude (unvollendet)                       | 1917–1918       | 70 × 50 cm, Öl auf Leinwand                             | Österreichische Galerie Belvedere, Wien                                    |
|      | Adam und Eva (unvollendet)                                     | 1917–1918       | 173 × 60 cm, Öl auf Leinwand                            | Österreichische Galerie Belvedere, Wien                                    |

Weitere Werke

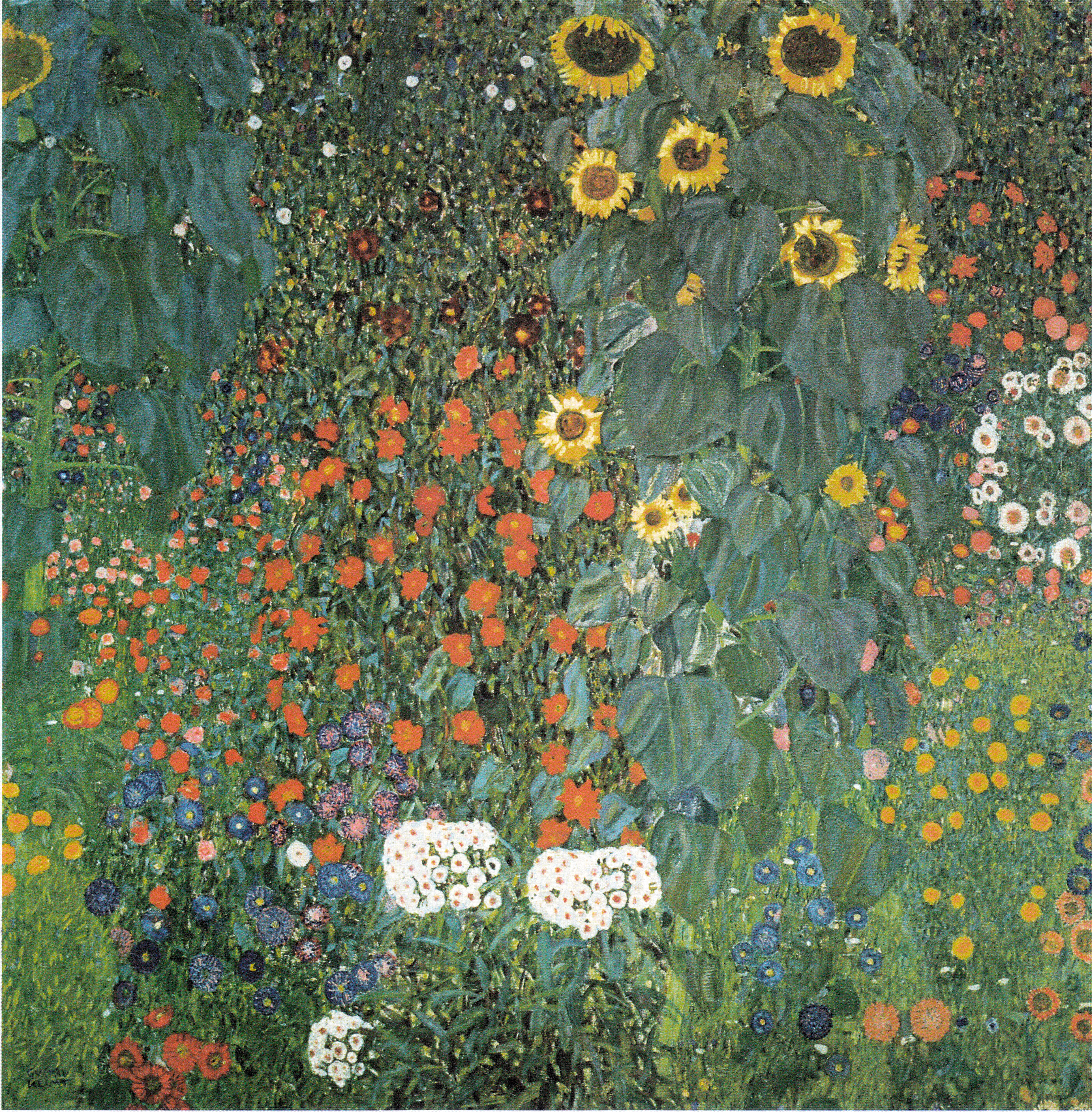
Bauerngarten mit Sonnenblumen, 1907, Belvedere, Wien

- Zwickel- und Interkolumnienbilder im Stiegenhaus des Kunsthistorischen Museums Wien, 1891:

Römisches und Venezianisches Quattrocento, Griechische Antike und Aegypten, Altitalienische Kunst, Florentinisches Cinquecento und Quattrocento
- Sitzendes junges Mädchen (Wien, Leopold Museum), 1894, Öl auf Holz, 14,1 × 9,6 cm
- Marie Breunig (Wien, Privatbesitz), 1894, Öl auf Leinwand, 155 × 75 cm
- Die Musik (München, Neue Pinakothek), 1895, Öl auf Leinwand, 37 × 44,5 cm
- Studienkopf einer Hannakin (Wien, Leopold Museum), 1896, Öl auf Holz, 28,6 × 22,7 cm
- Der Blinde (Wien, Leopold Museum), um 1896, Öl auf Leinwand, 66 × 53 cm
- Bildnis eines alten Mannes im Profil (Graf Traun?) (Wien, Leopold Museum), um 1896, Öl auf Leinwand, 46 × 35,2 cm
- Schubert am Klavier (Entwurf) (Privatsammlung/Dauerleihgabe im Wien, Leopold Museum), 1896, Öl auf Leinwand, 30 × 39 cm
- Ein Morgen am Teiche (Wien, Leopold Museum), 1899, Öl auf Leinwand, 75,2 × 75,2 cm
- Am Attersee (Wien, Leopold Museum), 1900, Öl auf Leinwand, 80,2 × 80,2 cm
- Der schwarze Stier (Leopold Privatsammlung), 1900, Öl auf Leinwand, 90 × 89,5 cm
- Stoclet-Fries (Brüssel, Speisesaal im Palais Stoclet);
- Entwurfszeichnungen für den Stoclet-Fries (Museum für angewandte Kunst (Wien))
- Marie Henneberg Halle, Kunstmuseum Moritzburg, 1902, Öl auf Leinwand, 140 × 140 cm
- Buchenwald (Dresden, Galerie Neue Meister), 1902, Öl auf Leinwand, 100 × 100 cm
- Das Leben ein Kampf (Der goldene Ritter) (Nagoya, Aichi Prefectural Museum of Art), 1903, Öl auf Leinwand, 100 × 100 cm
- Die große Pappel II (Aufsteigendes Gewitter) (Wien, Leopold Museum), 1902/03, Öl auf Leinwand, 100,8 × 100,8 cm
- Die Hoffnung I (1903) (Ottawa, National Gallery of Canada), 1903, Öl auf Leinwand, 181 × 67 cm
- Hermine Gallia (London, National Gallery), 1904, Öl auf Leinwand, 170,5 × 96,5 cm
- Wasserschlangen II (Freundinnen), 1904–07, Öl auf Leinwand, 80 × 145 cm
- Bauerngarten mit Sonnenblumen (Wien, Belvedere), 1907, Öl auf Leinwand, 110 × 100 cm
- Fritza Riedler (Wien, Belvedere), 1906, Öl auf Leinwand, 153 × 133 cm
- Mohnblumenwiese (Wien, Belvedere), 1907, Öl auf Leinwand, 110 × 110 cm
- Die Hoffnung II (1907) (New York, Metropolitan Museum of Art), 1907, Öl auf Leinwand, 110 × 110 cm
- Tod und Leben (Wien, Leopold Museum), 1910/11, umgearbeitet 1912/13 und 1915/16 Öl auf Leinwand, 180,8 × 200,6 cm
- Blühendes Feld (Pittsburgh, Carnegie Museum of Art), 1909, Öl auf Leinwand, 100,5 × 100,5 cm
- Der Park (New York, Museum of Modern Art), 1909/10, Öl auf Leinwand, 110,5 × 110,5 cm
- Bauernhaus in Buchberg (Wien, Belvedere), 1911/12, Öl auf Leinwand, 110 × 110 cm
- Italienische Gartenlandschaft (Zug, Kunsthaus Zug), 1913, Öl auf Leinwand, 110 × 110 cm
- Kirche in Cassone, 1913, Öl auf Leinwand, 110 × 110 cm
- Mäda Gertrude Primavesi (auch „Mäda“ genannt) (Metropolitan Museum of Art, New York) 1912–13; Öl auf Leinwand, 149,9 × 110,5 cm
- Litzlberg am Attersee, um 1915, Öl auf Leinwand, 110 × 110 cm, Privatbesitz
- Schönbrunner Landschaft (Privatsammlung/Dauerleihgabe im Wien, Leopold Museum), 1916, Öl auf Leinwand, 110 × 110 cm
- Gartenlandschaft mit Bergkuppe (Pfarrgarten), (Zug, Kunsthaus Zug), 1916, Öl auf Leinwand 110 × 110 cm
- Friederike Maria Beer (Tel Aviv-Jaffa, Museum of Art), 1916, Öl auf Leinwand, 168 × 130
- Ria Munk III, 1917/18, Öl auf Leinwand, 180 × 128
- Baby (Privatbesitz), 1917/18, Öl auf Leinwand, 110 × 110
- Die Braut (unvollendet), Öl auf Leinwand, 165 × 191 cm, Gustav Klimt | Wien 1900 – Privatstiftung (Klimt-Foundation), Dauerleihgabe Belvedere, Wien
- Bildnis Fräulein Lieser, 1917, Öl auf Leinwand, 140 cm × 80 cm, nicht signiert, Privatsammlung.[24]
- Die Medizin, wegen öffentlicher Empörung wurde es nicht gezeigt und in der NS-Zeit zerstört, 2024 mittels KI digital rekonstruiert und auf 12 × 8 m Größe auf Fassadenkacheln auf dem Anna-Spiegel-Forschungsgebäude der MedUni Wien aufgebracht.[25][26]

Weitere Werke Klimts befinden sich etwa im Besitz des Art Institute of Chicago, des Detroit Institute of Arts und des Musée d’Orsay in Paris.

## Künstlerische Einordnung
Gustav Klimt war zu Lebzeiten einer der umstrittensten, aber auch beliebtesten Künstler der Jahrhundertwende. Neben seinem außergewöhnlichen zeichnerischen Talent bestach er unter anderem durch die Darstellung komplexer Bildinhalte, in denen erotische Frauengestalten häufig als Ausdrucksträger menschlicher Lebenszusammenhänge und Empfindungen wie Hoffnung, Liebe und Tod dienten. Von der Wiener Gesellschaft wurde der Maler wegen der erotischen Ausstrahlung seiner weiblichen Porträts gesucht.
Der folgende Abschnitt soll einen Überblick über die unterschiedlichen Schaffensphasen von Klimt bieten. Die ausgewählten Beispiele liefern jedoch nur eine grobe, keineswegs vollständige stilistische Übersicht.
Zu Klimts ältesten erhaltenen Bildern zählen Studien im Stil des Historismus aus den Jahren 1879 und 1880. In Motiv und Ausführung weisen sie große Detailgenauigkeit sowie Ähnlichkeit mit Werken seines Kollegen Franz Matsch auf.

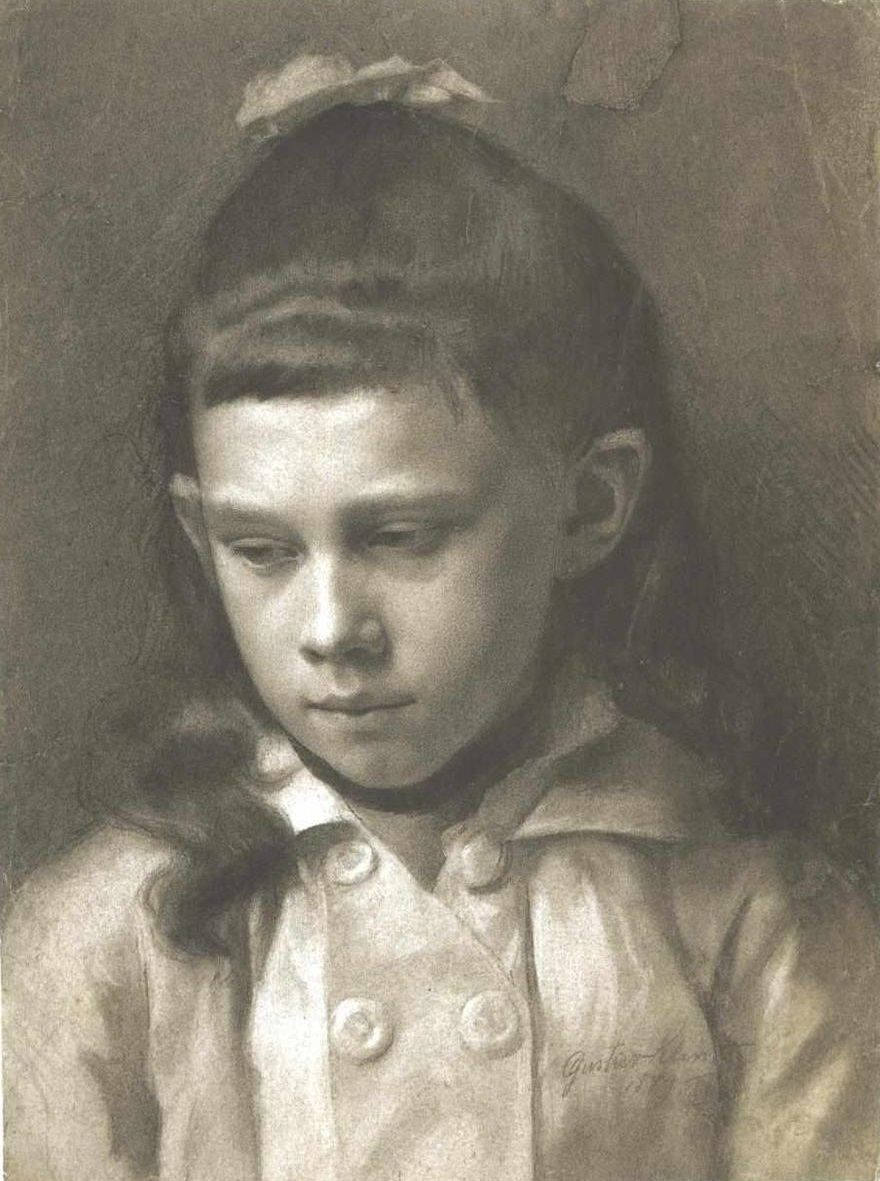
Klimt: Porträt eines Mädchens (1879)
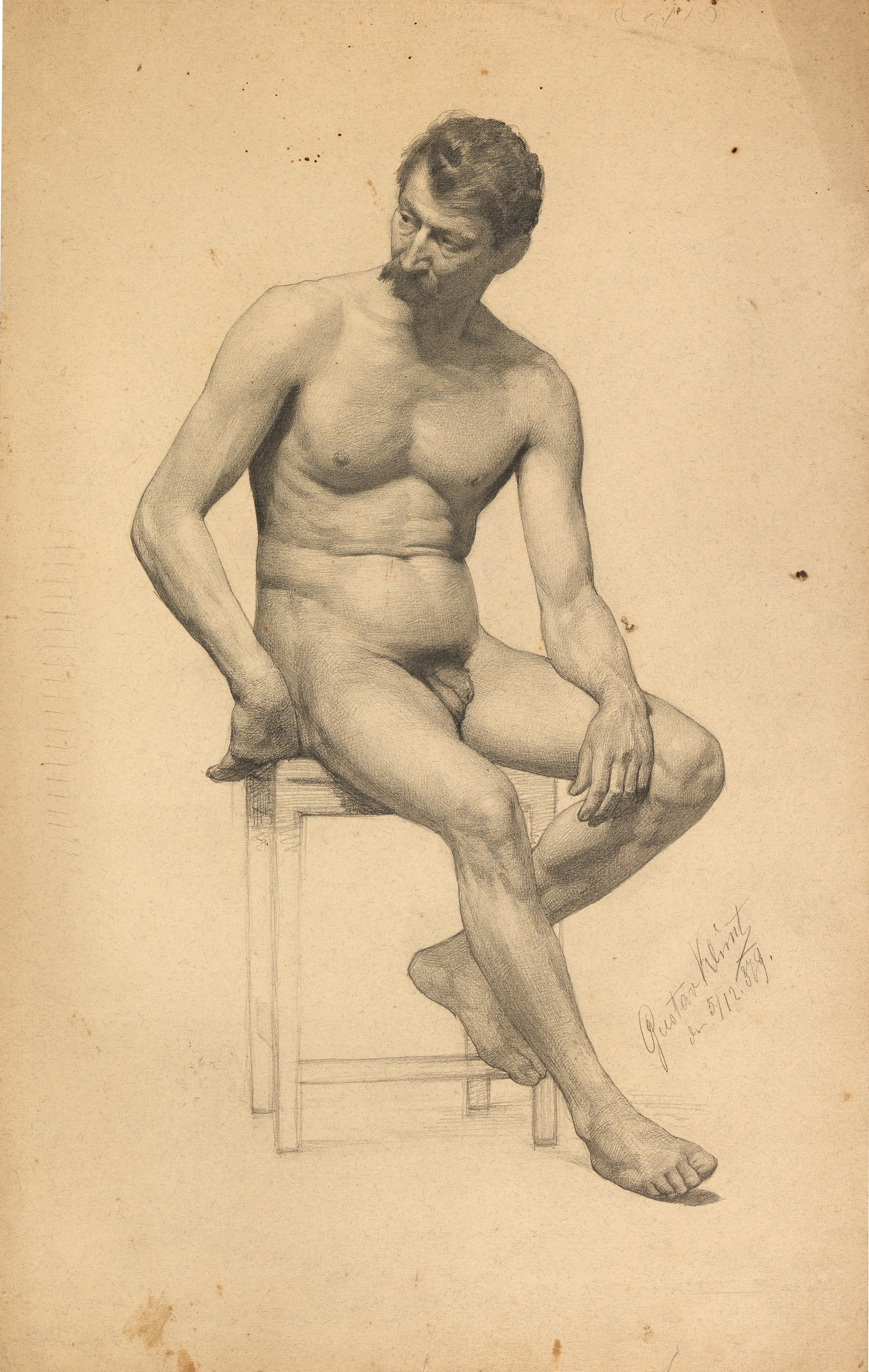
Klimt: Sitzender männlicher Akt (1879)
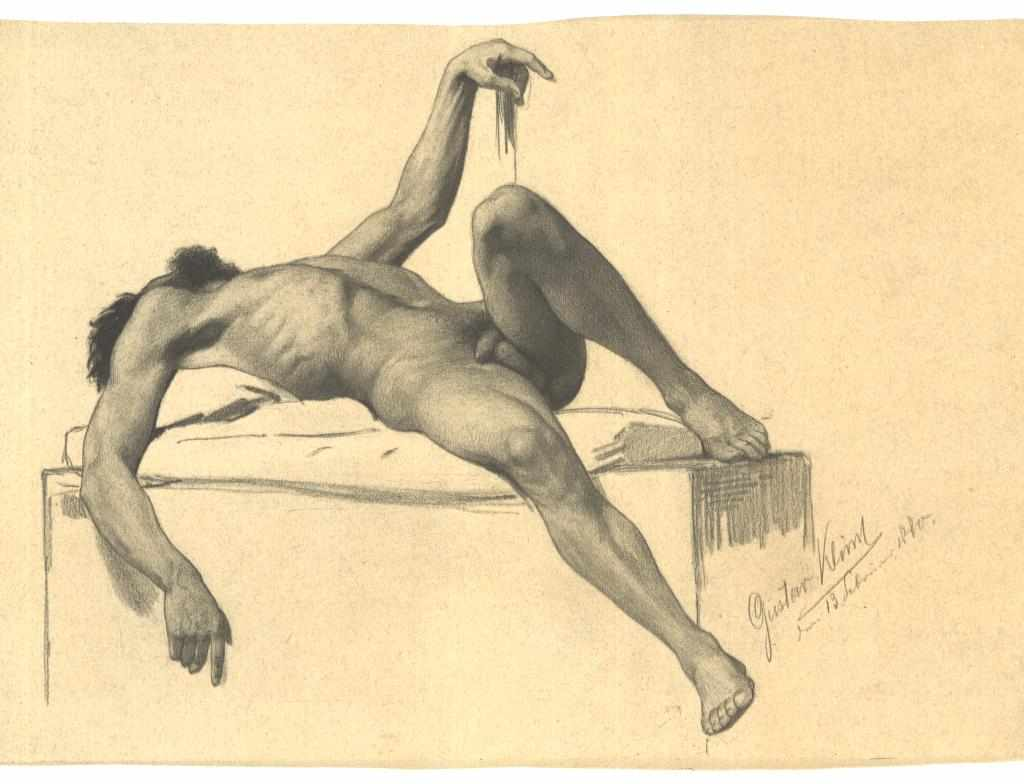
Klimt: Liegender männlicher Akt (1880)

In den Jahren 1886–1891, in denen Monumentalarbeiten für das Burgtheater und das Kunsthistorische Museum in Wien entstanden sind, lässt sich eine Inspiration durch die Antike sowie den Stil von Lawrence Alma-Tadema erkennen. Vergleicht man Klimts Theater von Taormina mit Alma-Tademas Pompejanischer Szene, werden die Analogien besonders klar: Aulos-Spielerin, zwei liegende Männer (ein Glatzkopf, der andere mit dunklen Haaren), antike Statuetten. Die Darstellung der Beatrice im rechten Zwickelbild der Altitalienischen Kunst ist ein frühes Beispiel für die Trennung von plastisch gemalten Körperteilen und flächigen, dekorativen Elementen. Dieses künstlerische Gestaltungsprinzip ist kennzeichnend für Klimts spätere Jugendstilwerke.

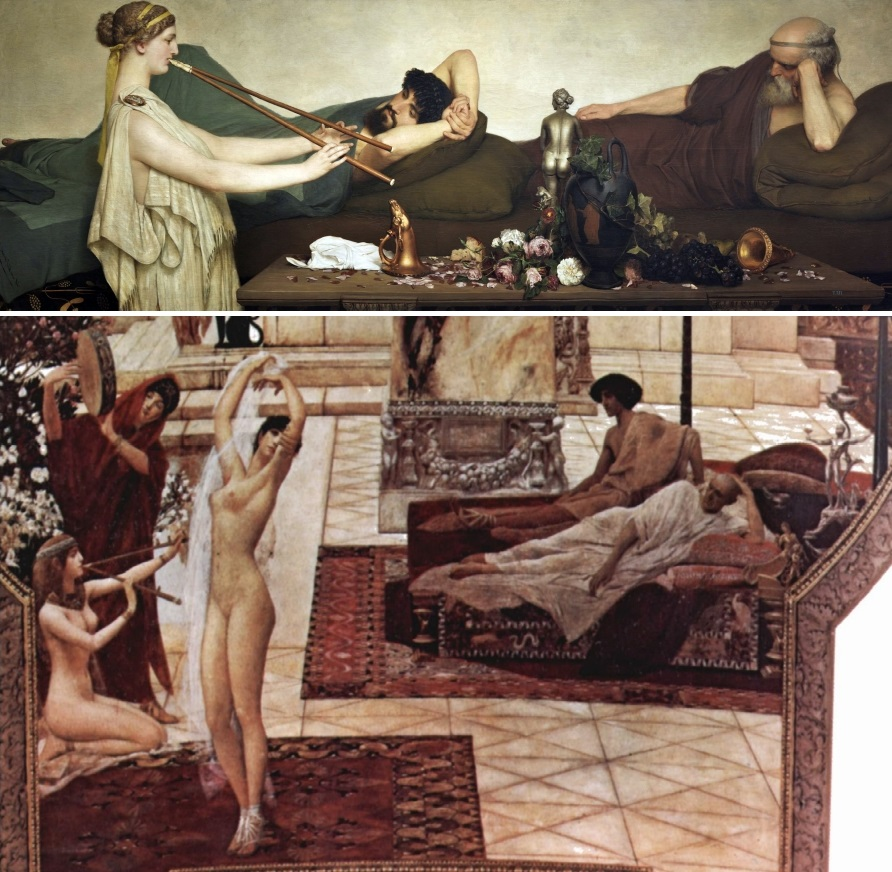
oben: Alma-Tadema – Pompejanische Szene (1868), unten: Klimt – Theater von Taormina (1886–1888, Detail)
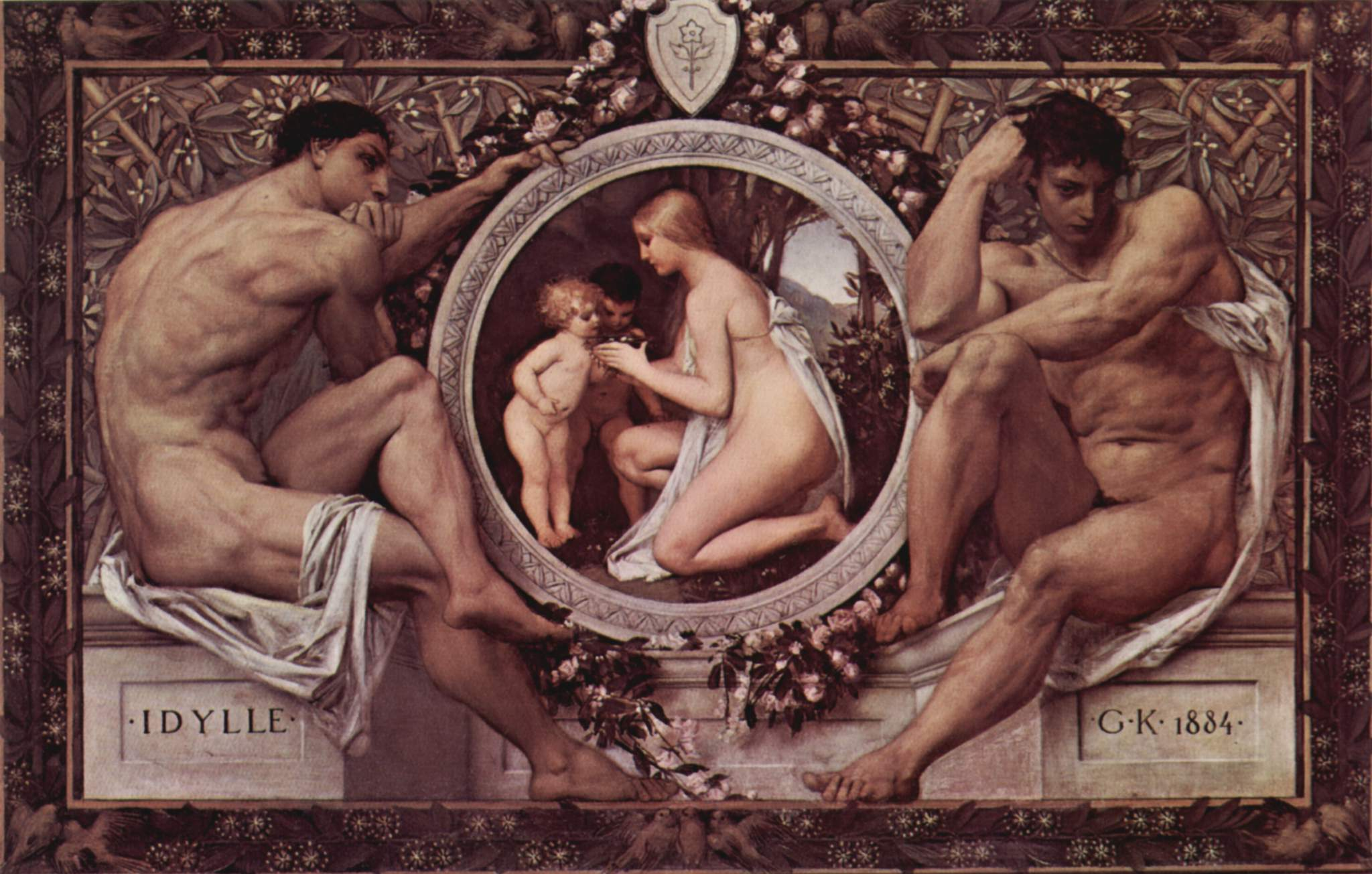
Klimt: Idylle (1884)
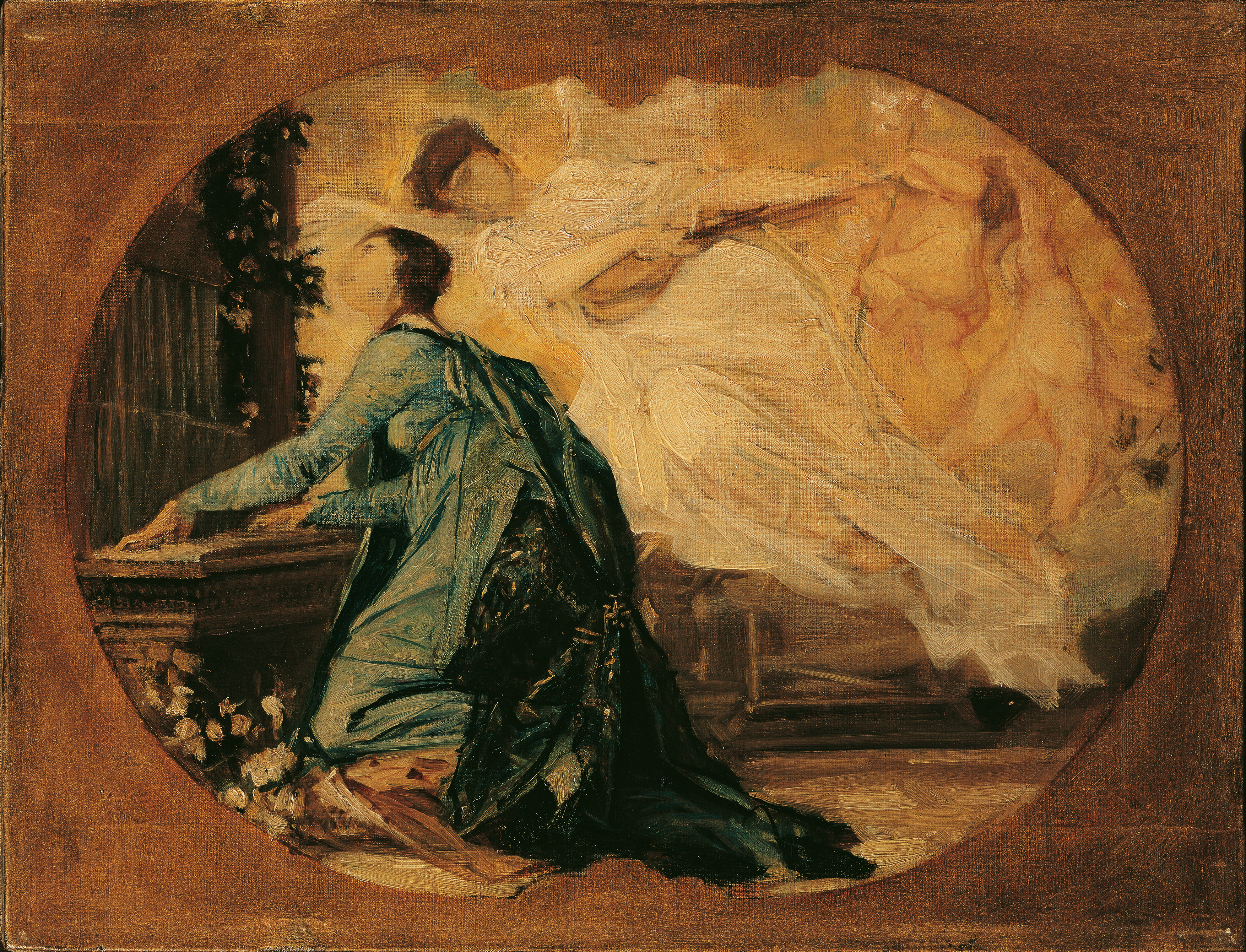
Klimt: Entwurf für die Allegorie der Musik (1885)
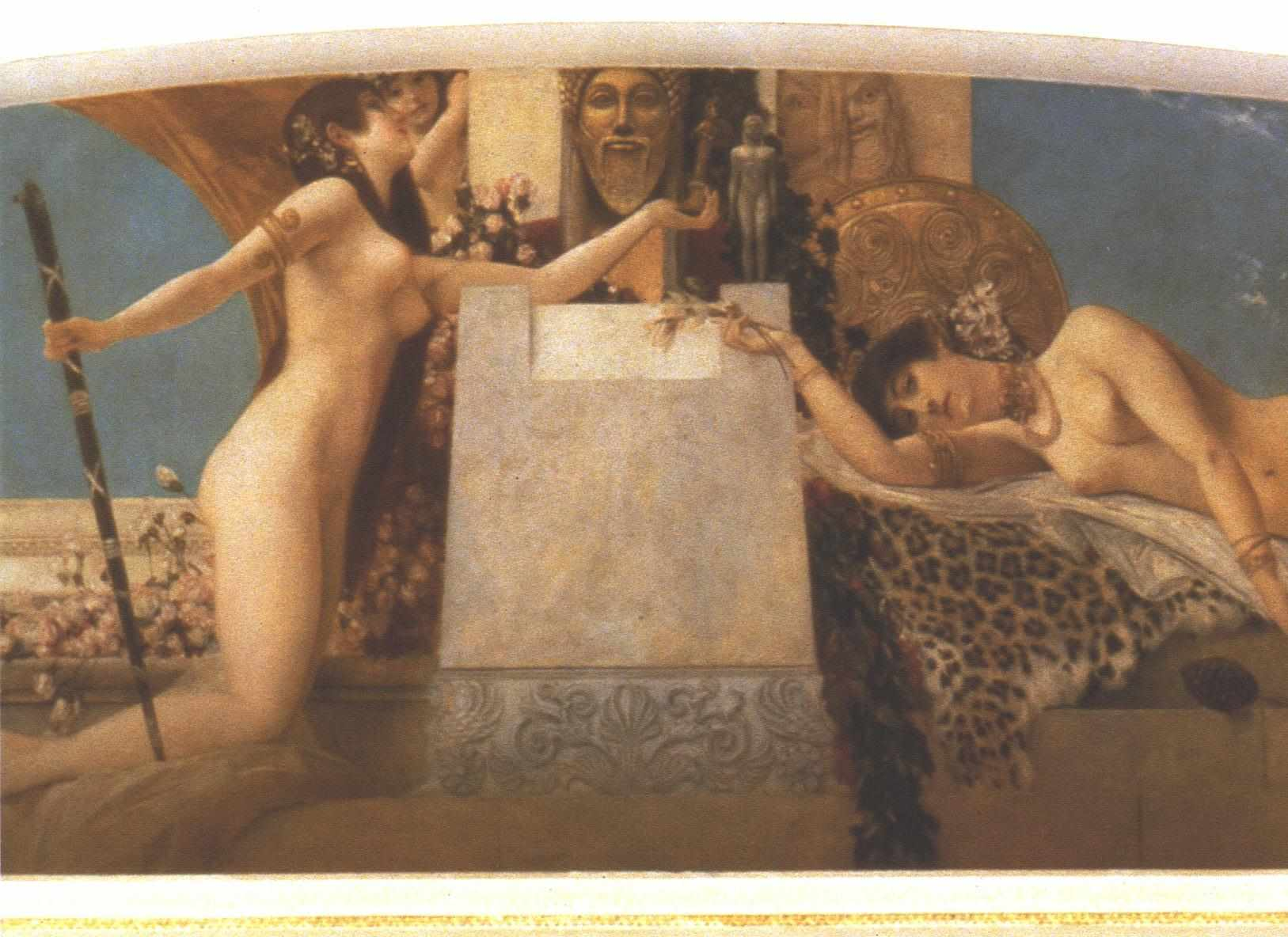
Klimt: Altar des Dionysos (1886–88)
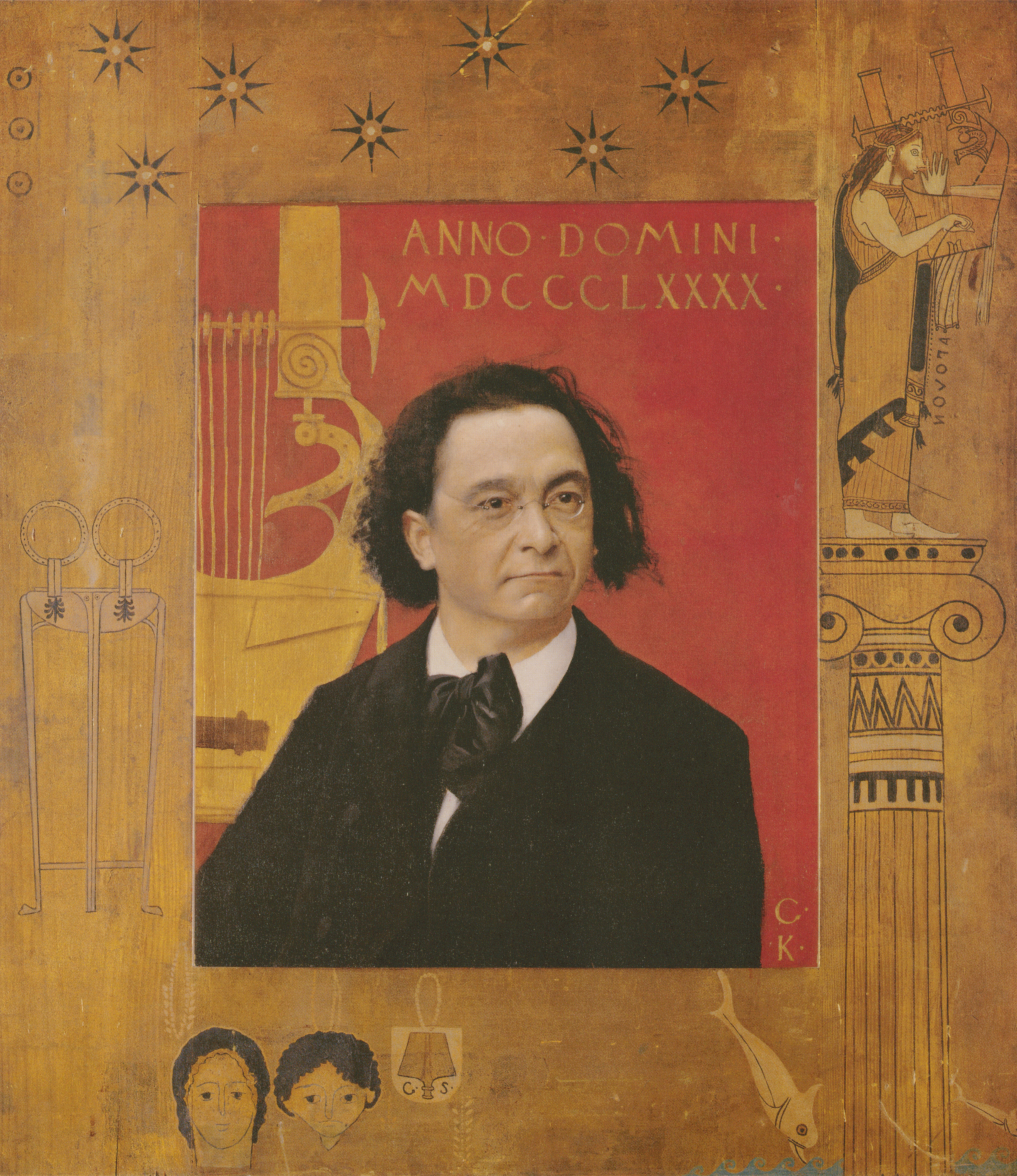
Klimt: Portrait von Josef Pembaur (1890)
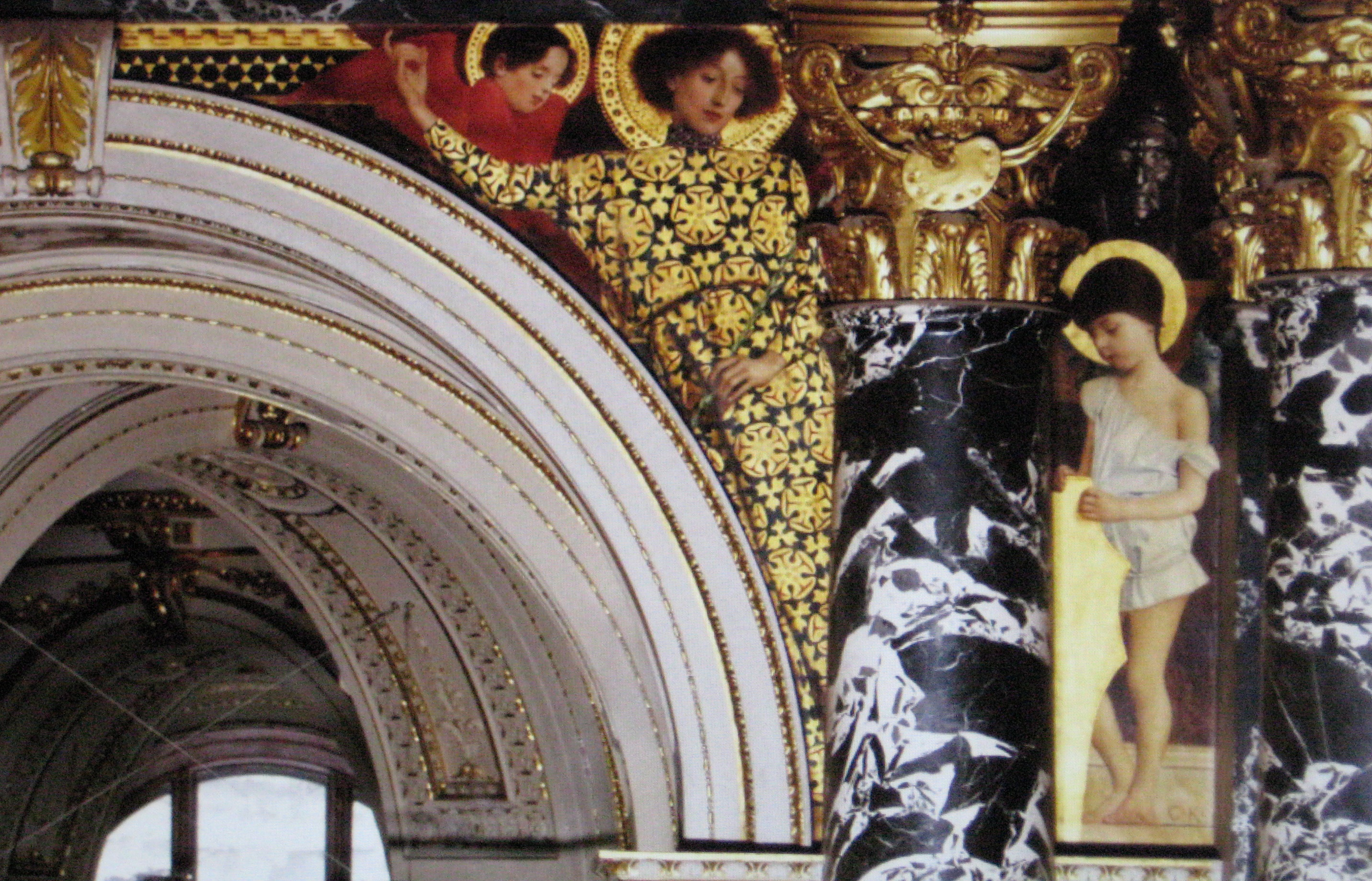
Klimt: Altitalienische Kunst (1891)

Der 1896 entstandene Entwurf zum Supraportenbild Schubert am Klavier gilt als erstes Beispiel für Klimts Schaffensphase in der Malweise des Impressionismus. Aus dieser Periode stammt auch eine Reihe von sitzenden Frauenporträts wie Junge Frau im Fauteuil (1896), Portrait einer Dame (1897), Dame am Kamin (1897/98), Dame im Fauteuil (1897/98) sowie das Bildnis Sonja Knips (1898). Klimt ist hier wahrscheinlich von Whistlers Mutter und Werken Fernand Khnopffs inspiriert worden.

Whistler: Porträt der Mutter des Künstlers (1871)
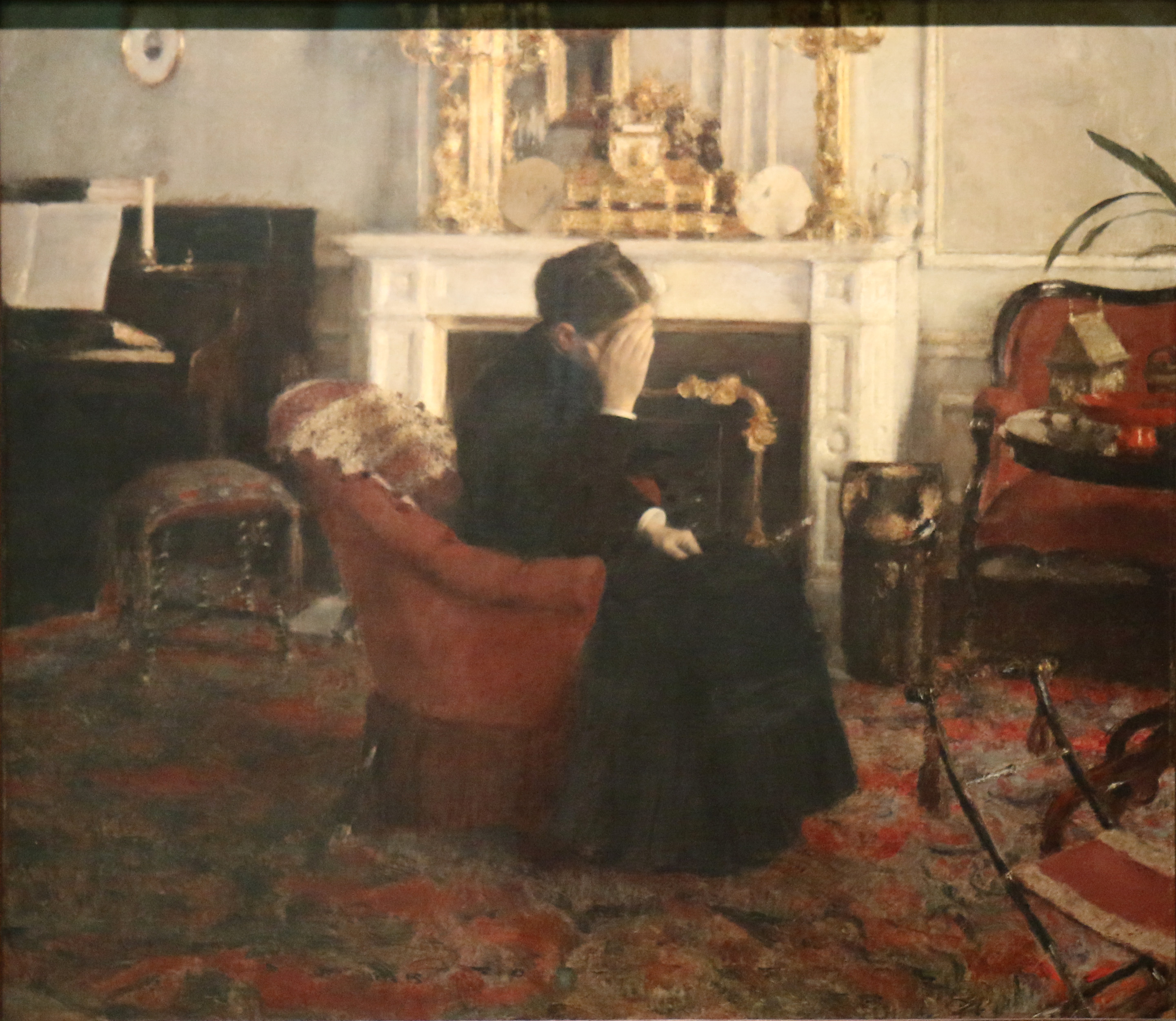
Khnopff: Der Musik Schumanns lauschend (1883)
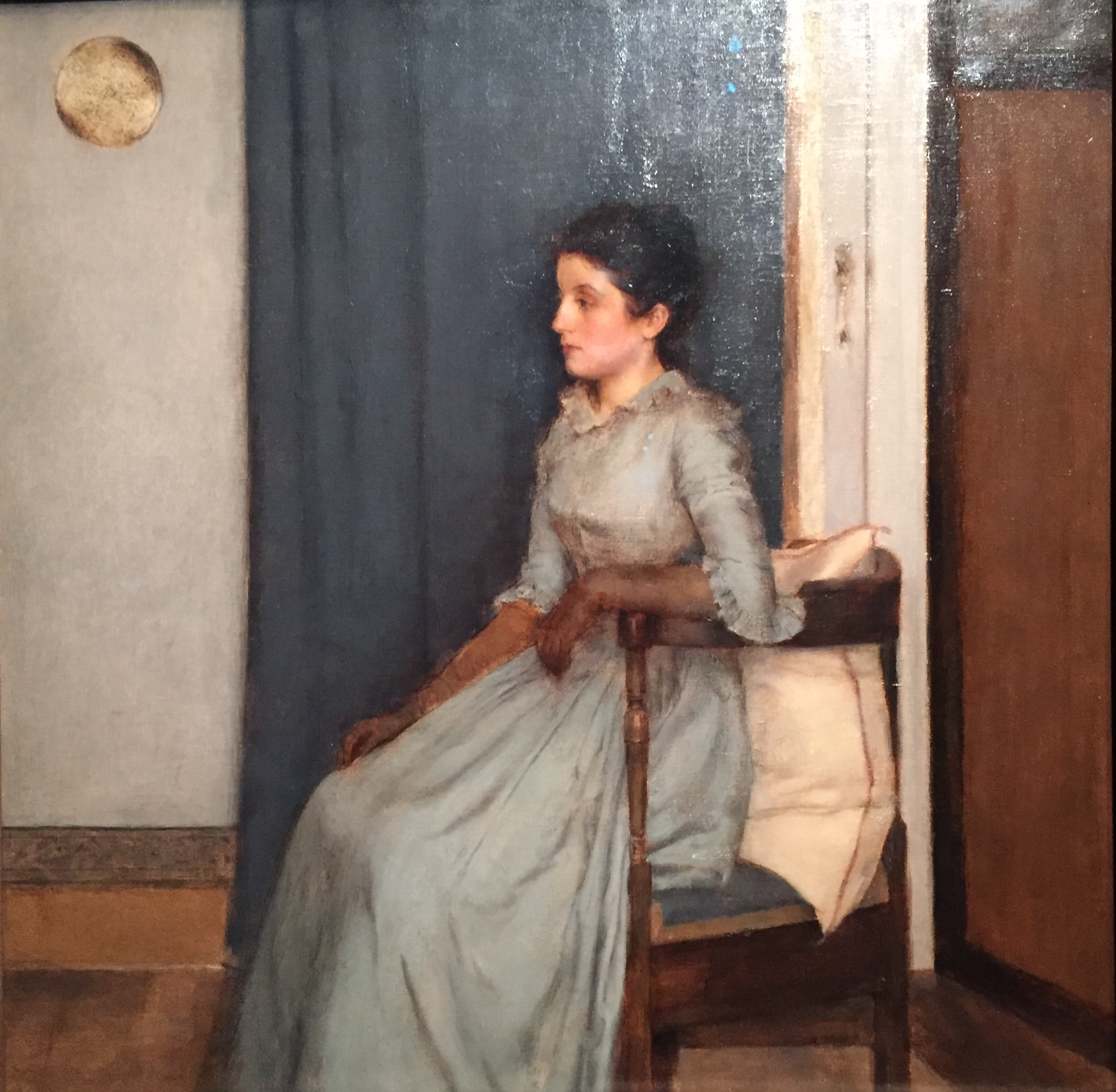
Khnopff: Marie Monnom, 1887
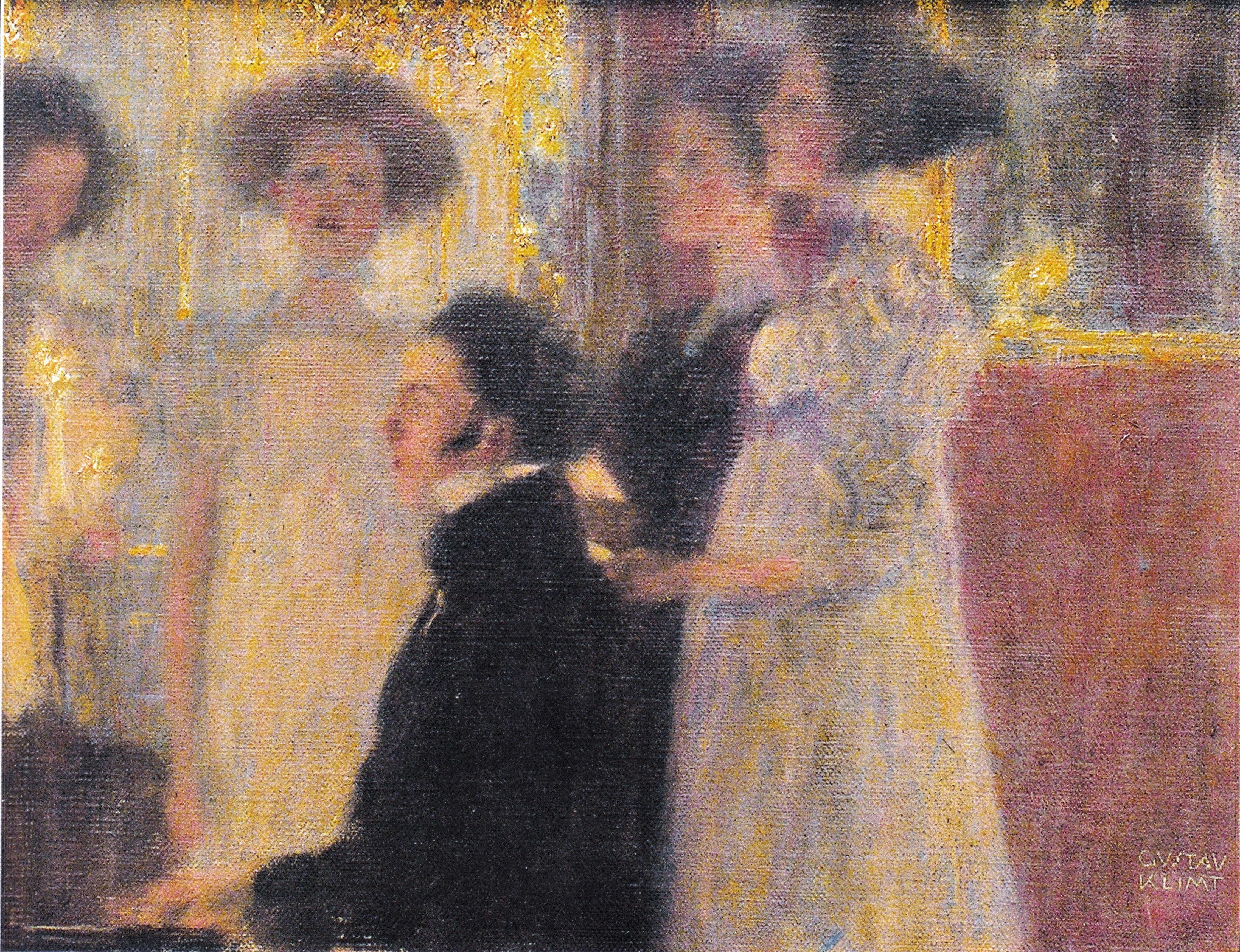
Klimt: Schubert am Klavier, Entwurf für das Supraportenbild im Palais Dumba (um 1896)
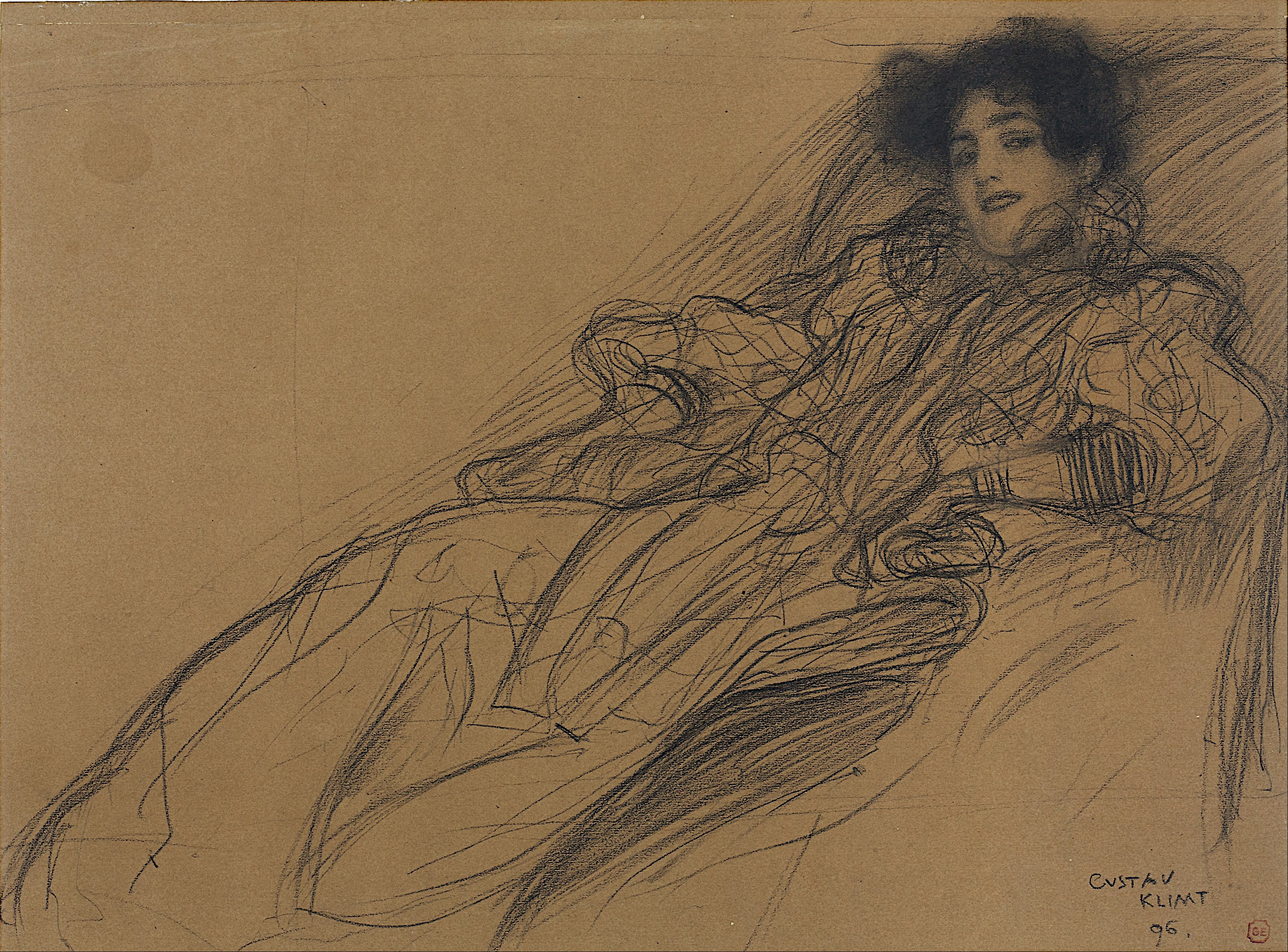
Klimt: Junge Frau im Fauteuil (1896)
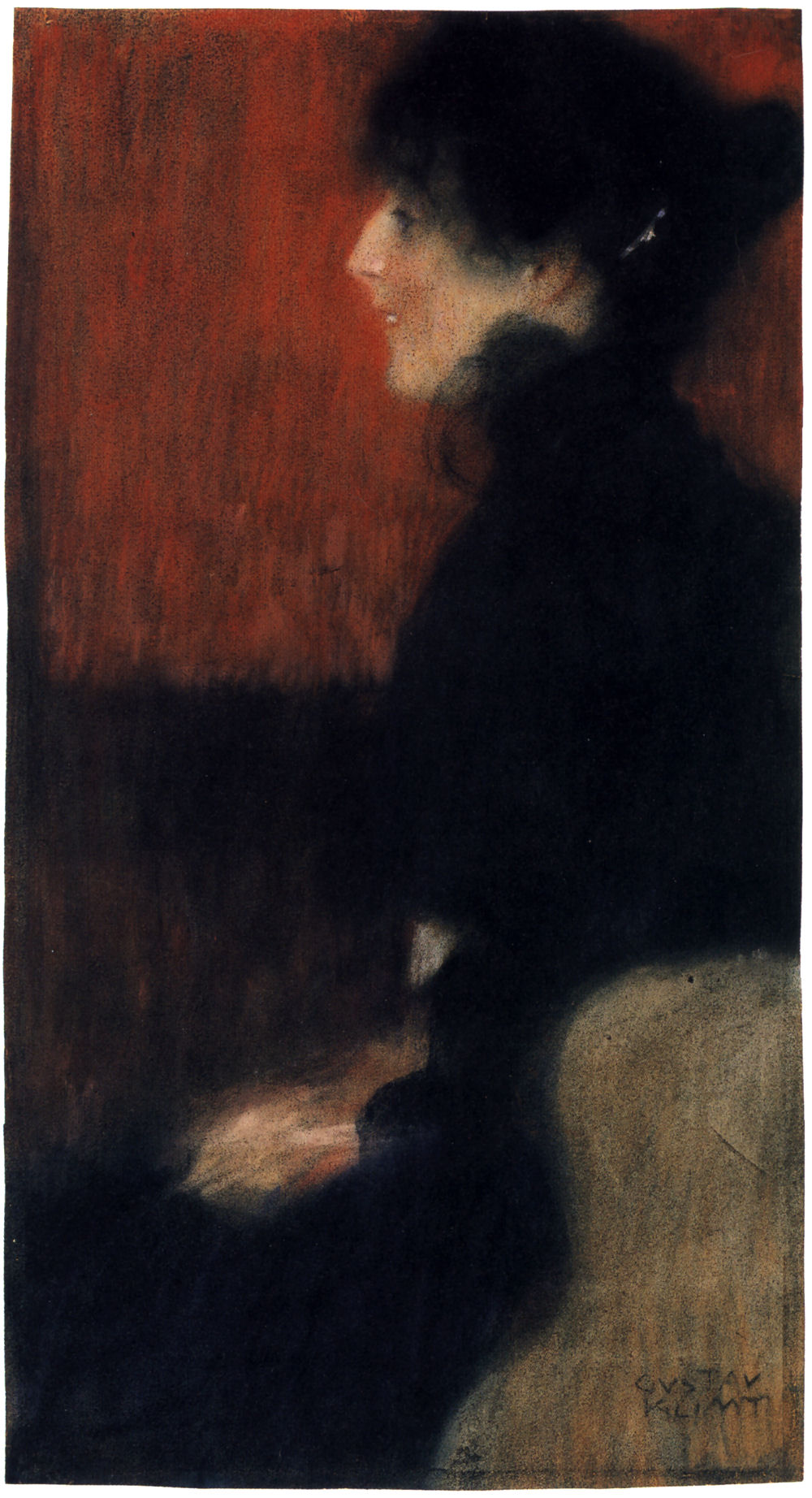
Klimt: Portrait einer Dame (1897)
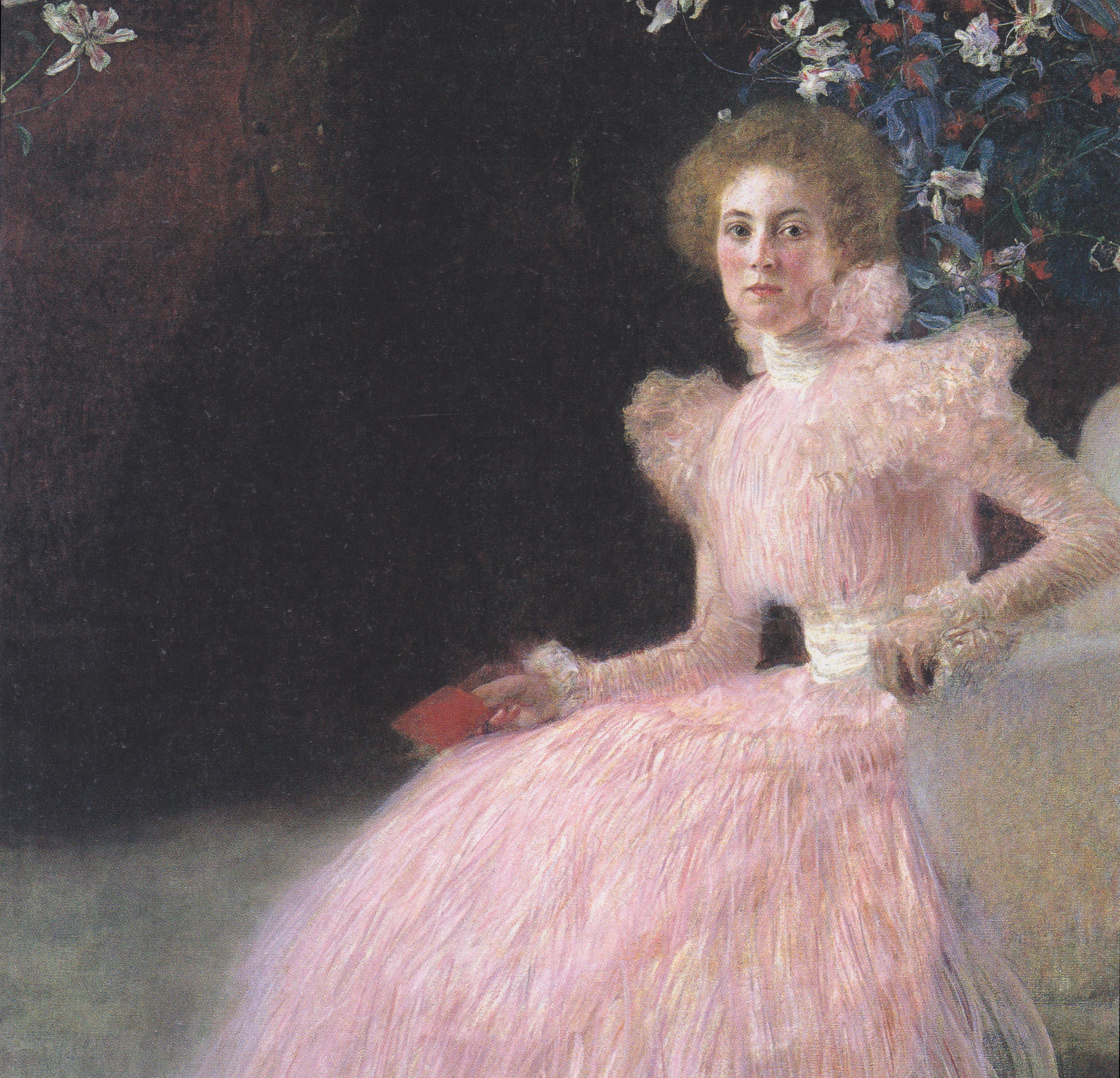
Klimt: Bildnis Sonja Knips (1898)

Die Goldhintergründe, die Klimt ab Mitte der 1890er Jahre auf mehreren Bildern einsetzt, erinnern mit ihrem Japonismus etwa an Ogata Kōrin, einen japanischen Maler des 17. Jahrhunderts. Die Verwendung von Gold wird charakteristisch für Klimt.

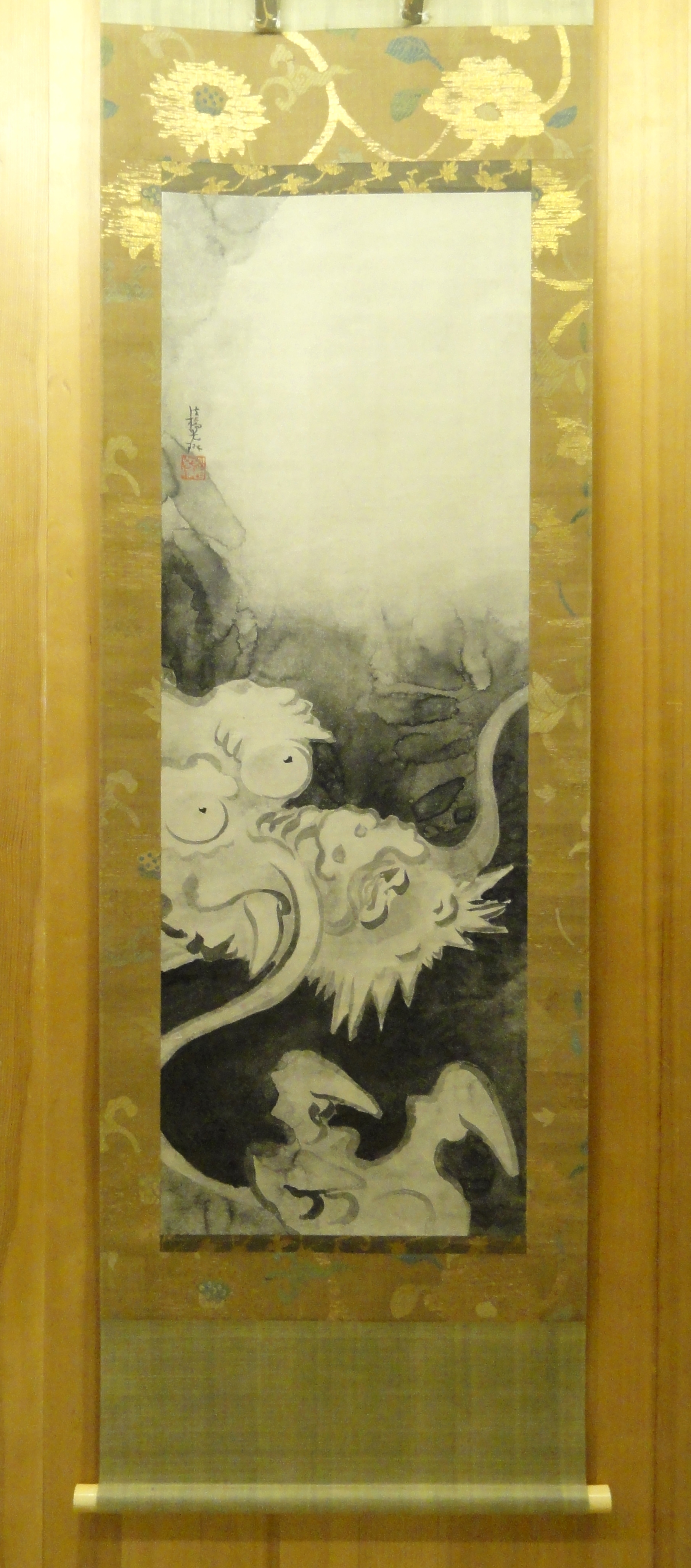
Kōrin: Drache (17. Jh.)
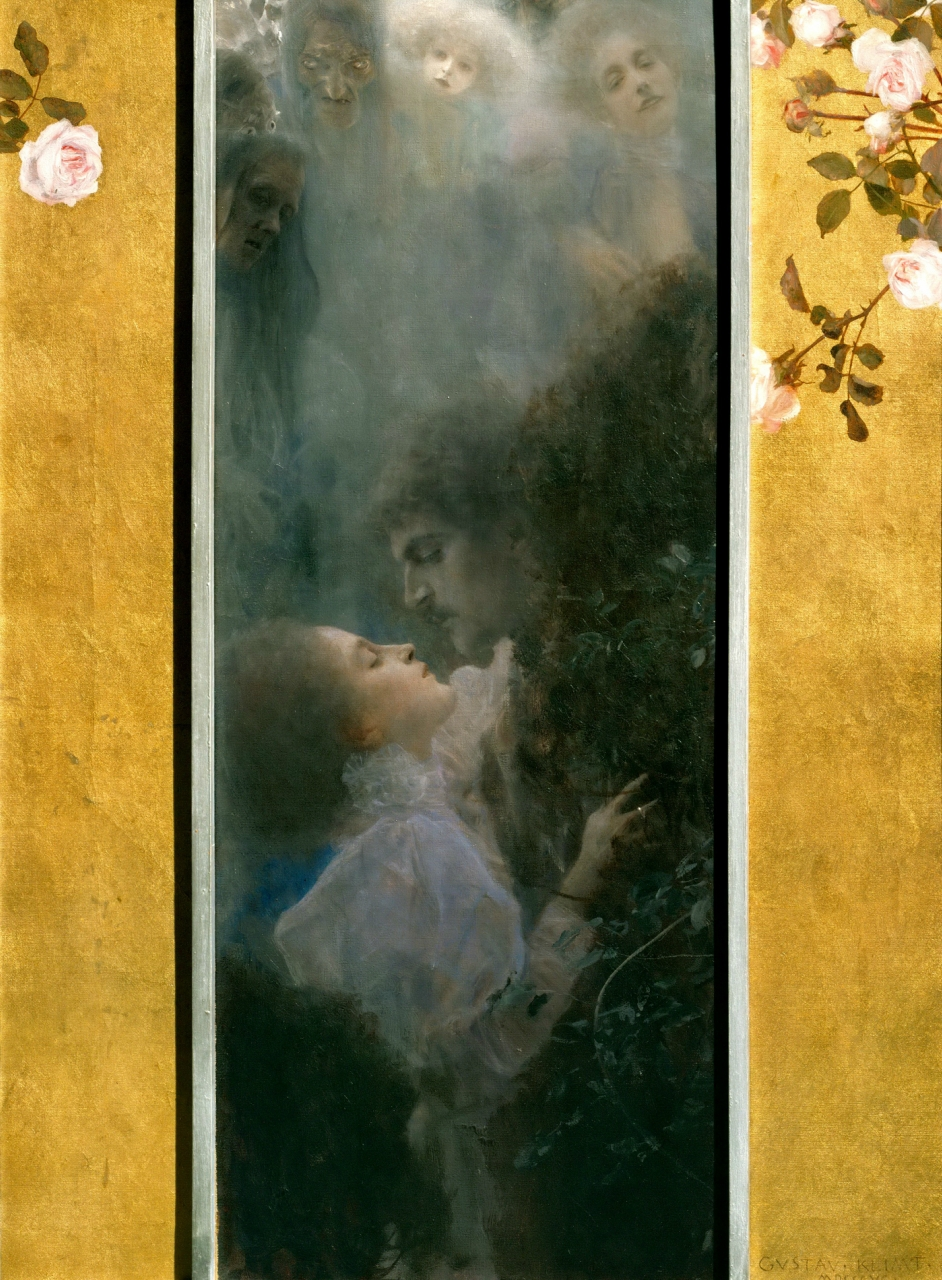
Klimt: Liebe (1895)
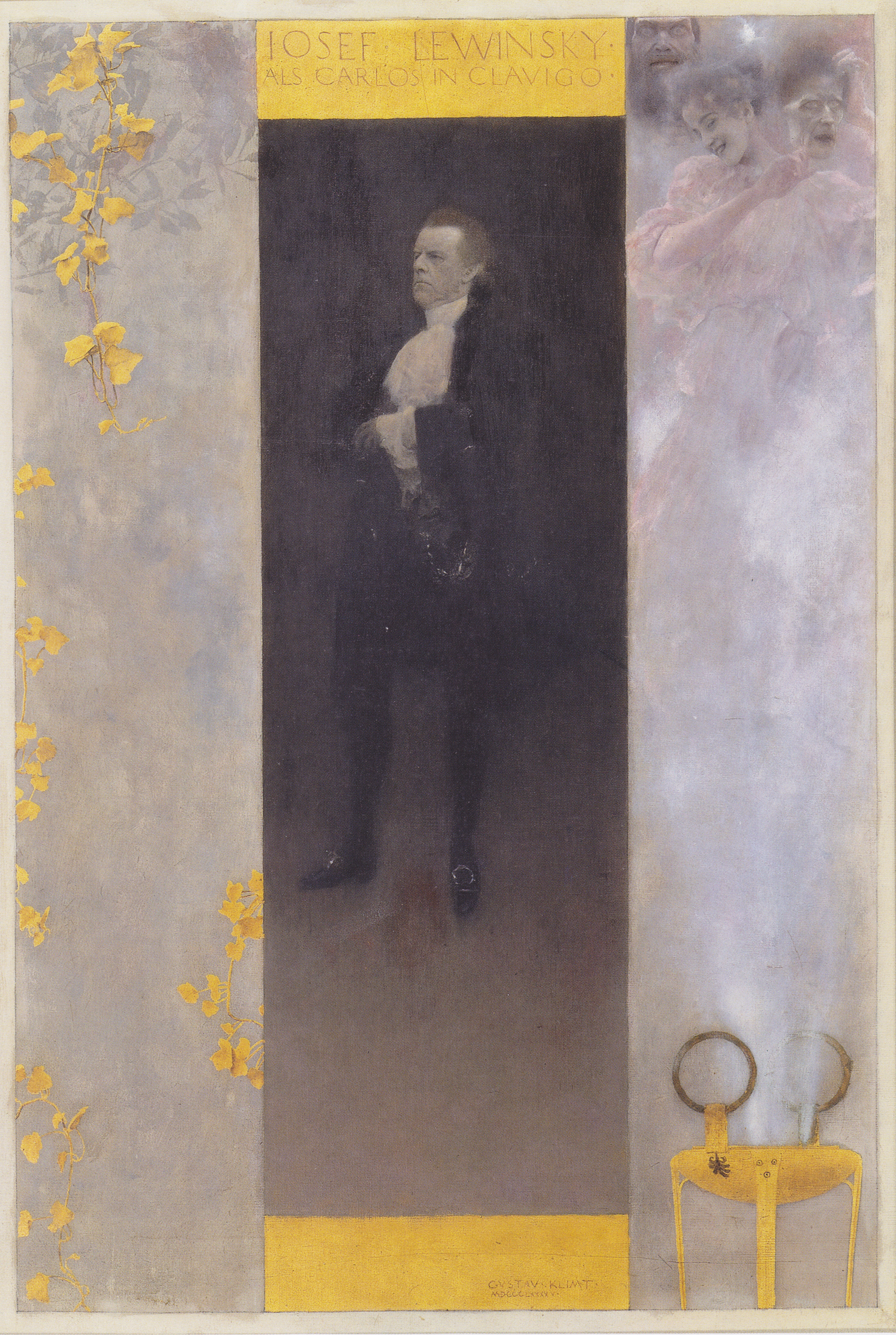
Klimt: Der Hofschauspieler Josef Lewinsky als Carlos in Clavigo (1895)
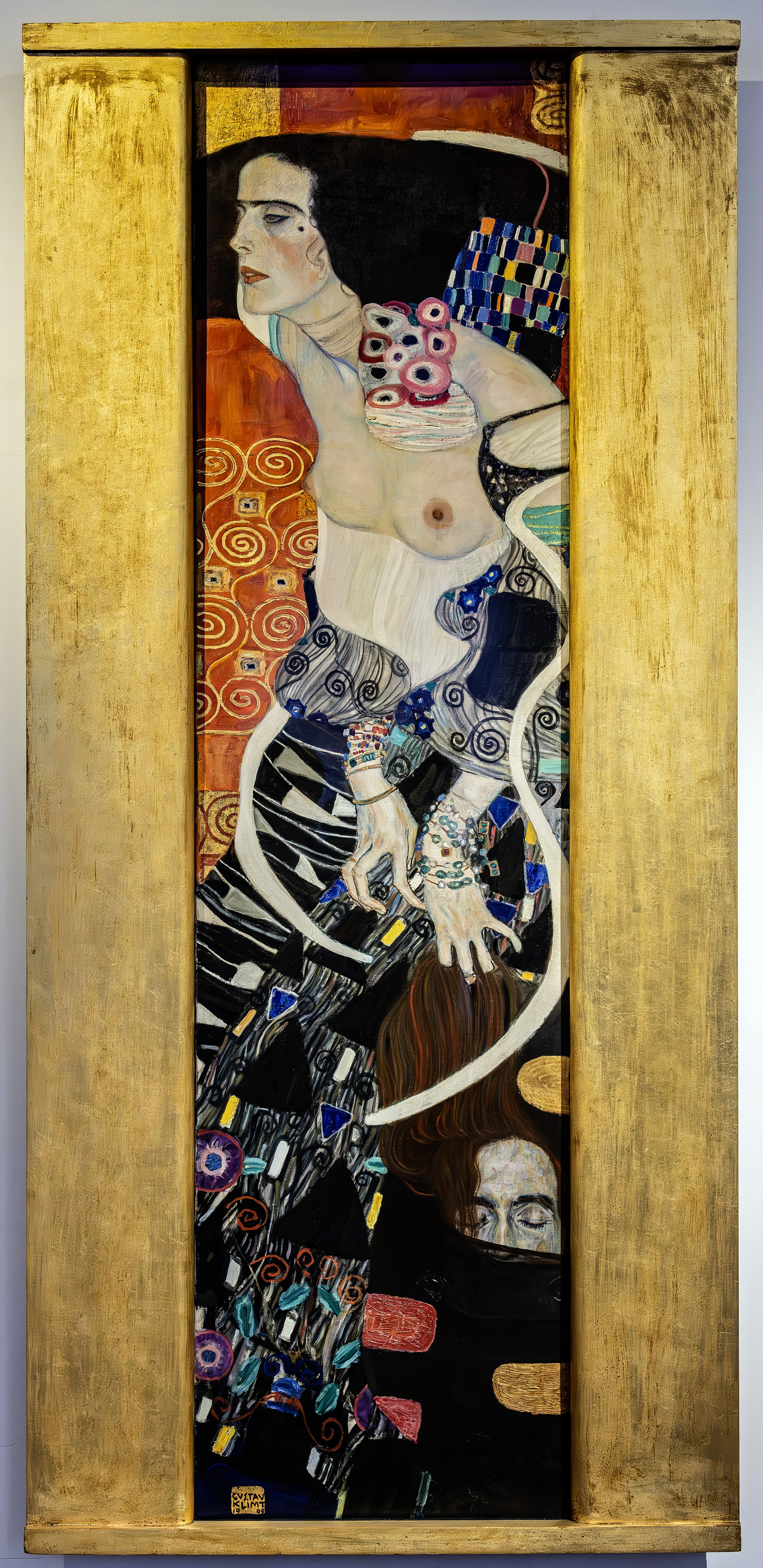
Klimt: Judith II (1909)

Die Gründung der Wiener Secession 1897 nach dem Vorbild der Münchner Sezession leitet die Periode des Jugendstils ein und ist somit der wohl bedeutendste Einschnitt im künstlerischen Leben Klimts. In seinen Werken um die Jahrhundertwende lassen sich deutliche Einflüsse u. a. von Künstlern wie Franz von Stuck und Jan Toorop erkennen. Beispielsweise ähnelt die Darstellung der Frauenhaare bei Klimt jener in Toorops Bildern. Klimts Judith I scheint von Stucks Sünde inspiriert. Die Position der beiden Körper in Klimts Wasserschlangen I entspricht in etwa jener im Bild Die Tiefen des Meeres (1887) von Edward Burne-Jones.
Kennzeichnend für Klimts Stil wird die Aufnahme der Nuda Veritas als symbolische Figur in einige seiner Kunstwerke gegen Ende des 19. Jahrhunderts, darunter Pallas Athene (1898) und Nuda Veritas (1899). Als Klimts erste Nuda-Veritas gilt eine Illustration für die Zeitschrift Ver sacrum (März-Ausgabe 1898). Ein Vorbild für Klimts Darstellung der Nuda Veritas war vermutlich seine eigene Isis im Zwickelbild Aegypten (1891). Kunsthistoriker nehmen an, dass Klimt mit der Nuda Veritas sowohl die Politik der Habsburger als auch die Ignoranz der österreichischen Gesellschaft anprangert. Adel und Bürgertum haben ihre Augen vor innen- und außenpolitischen Problemen verschlossen und stattdessen mit historistischem Prunk sowie Festivitäten die Wahrheit zu verdecken versucht.

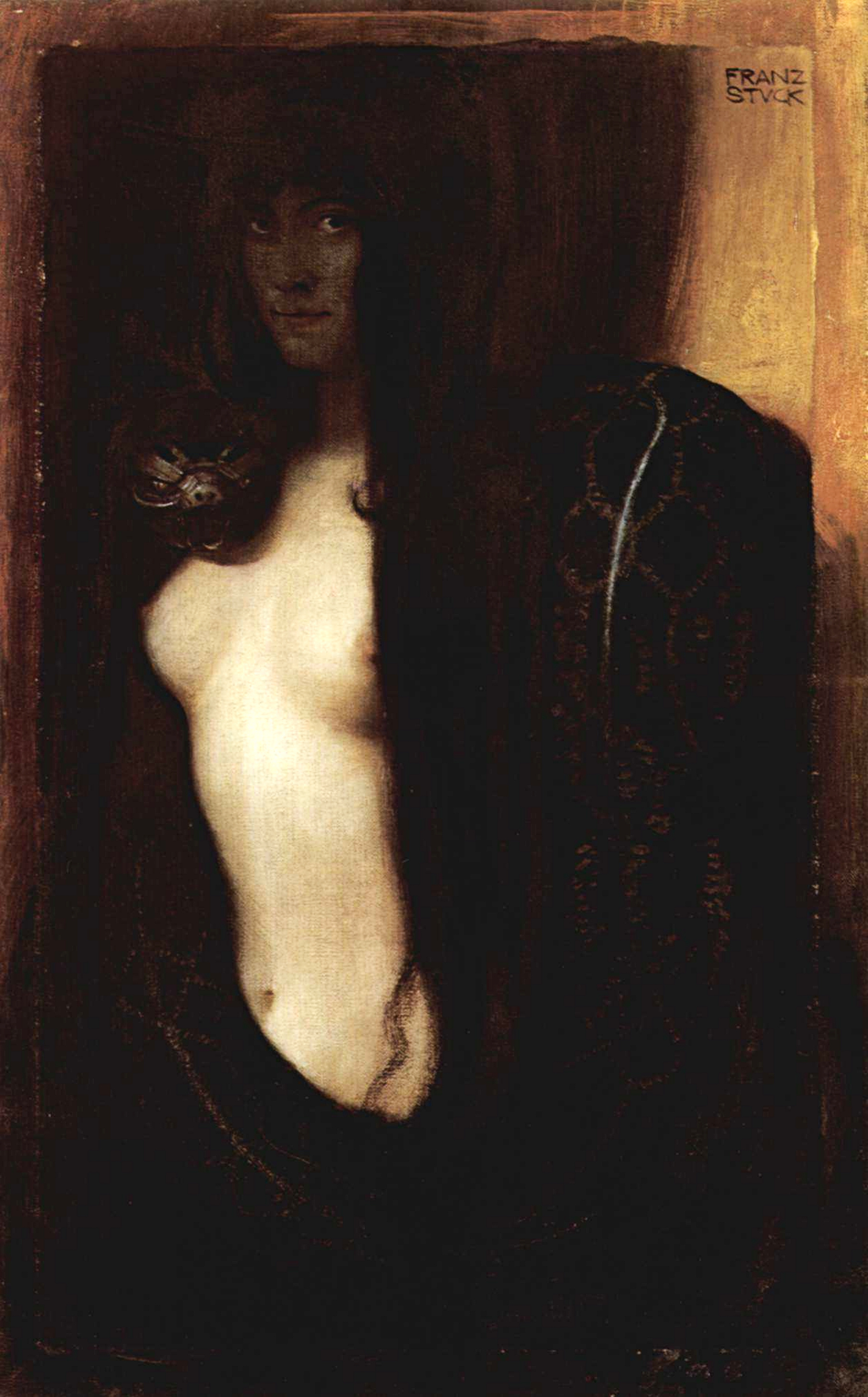
Stuck: Die Sünde (1893)
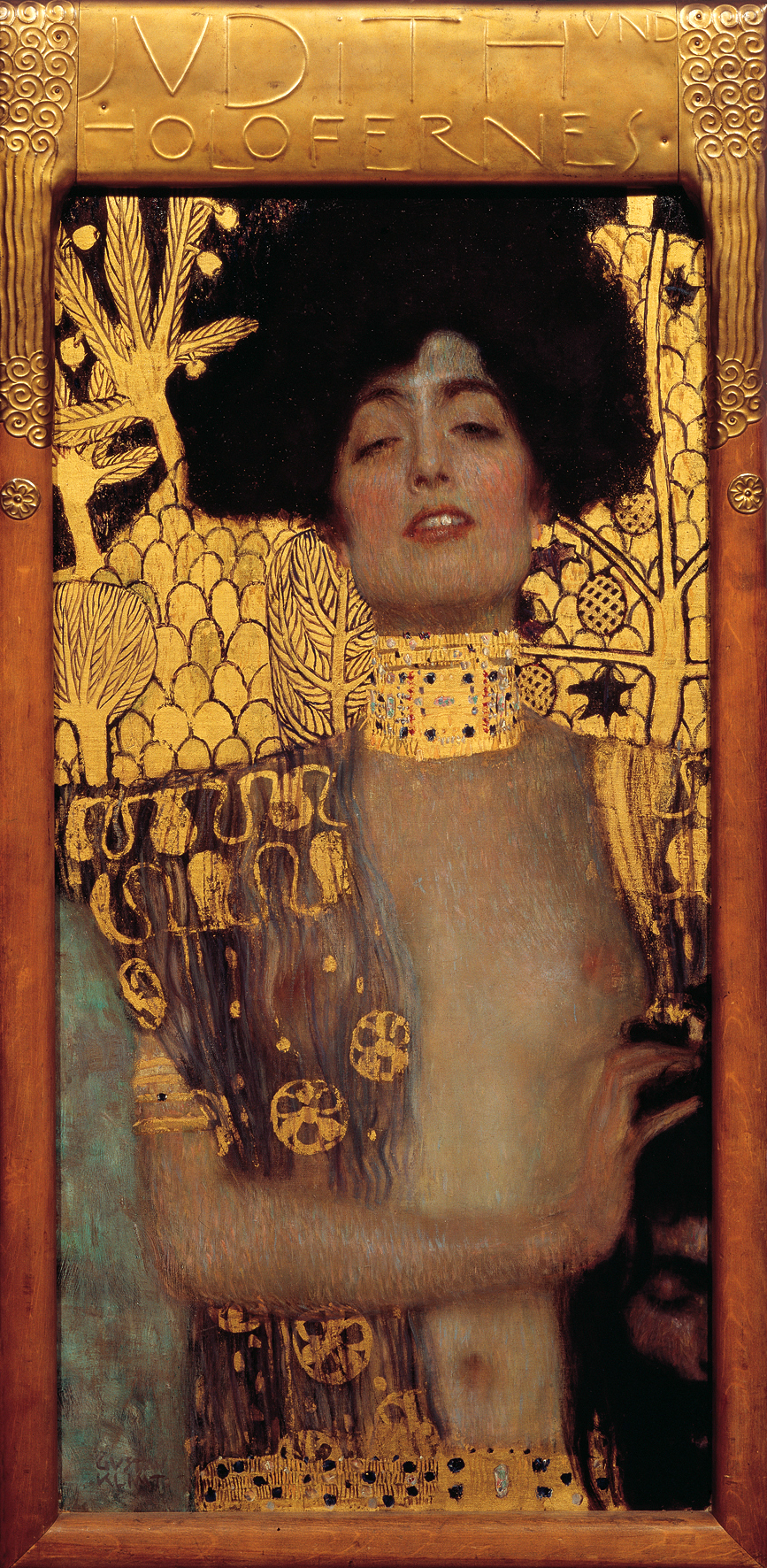
Klimt: Judith I (1901)
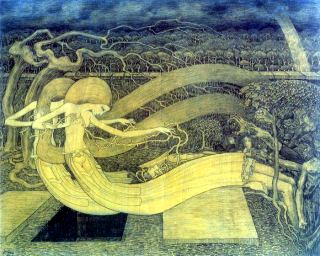
Toorop: Oh Grab, wo ist dein Sieg (1892)
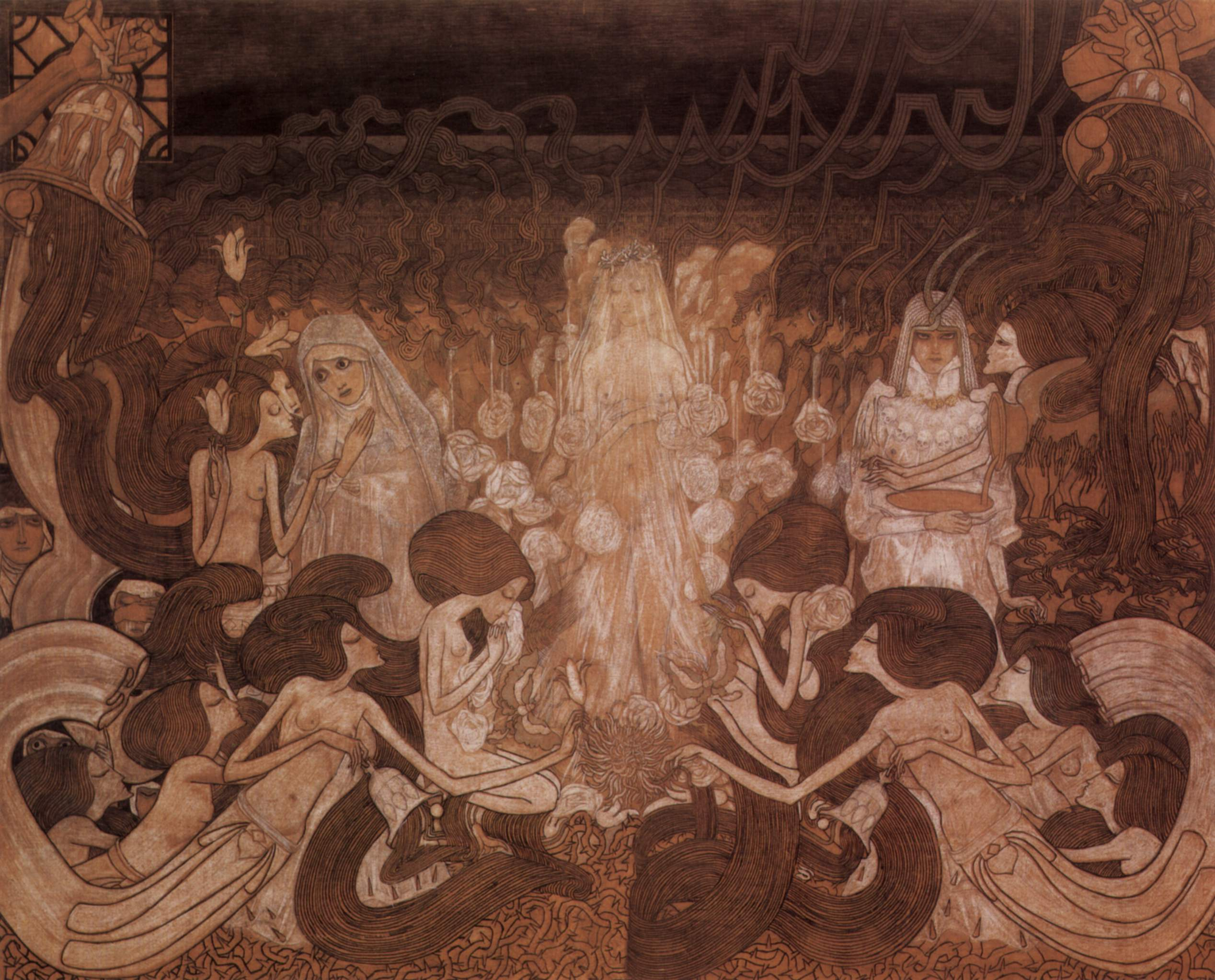
Toorop: Die Drei Bräute (1893)
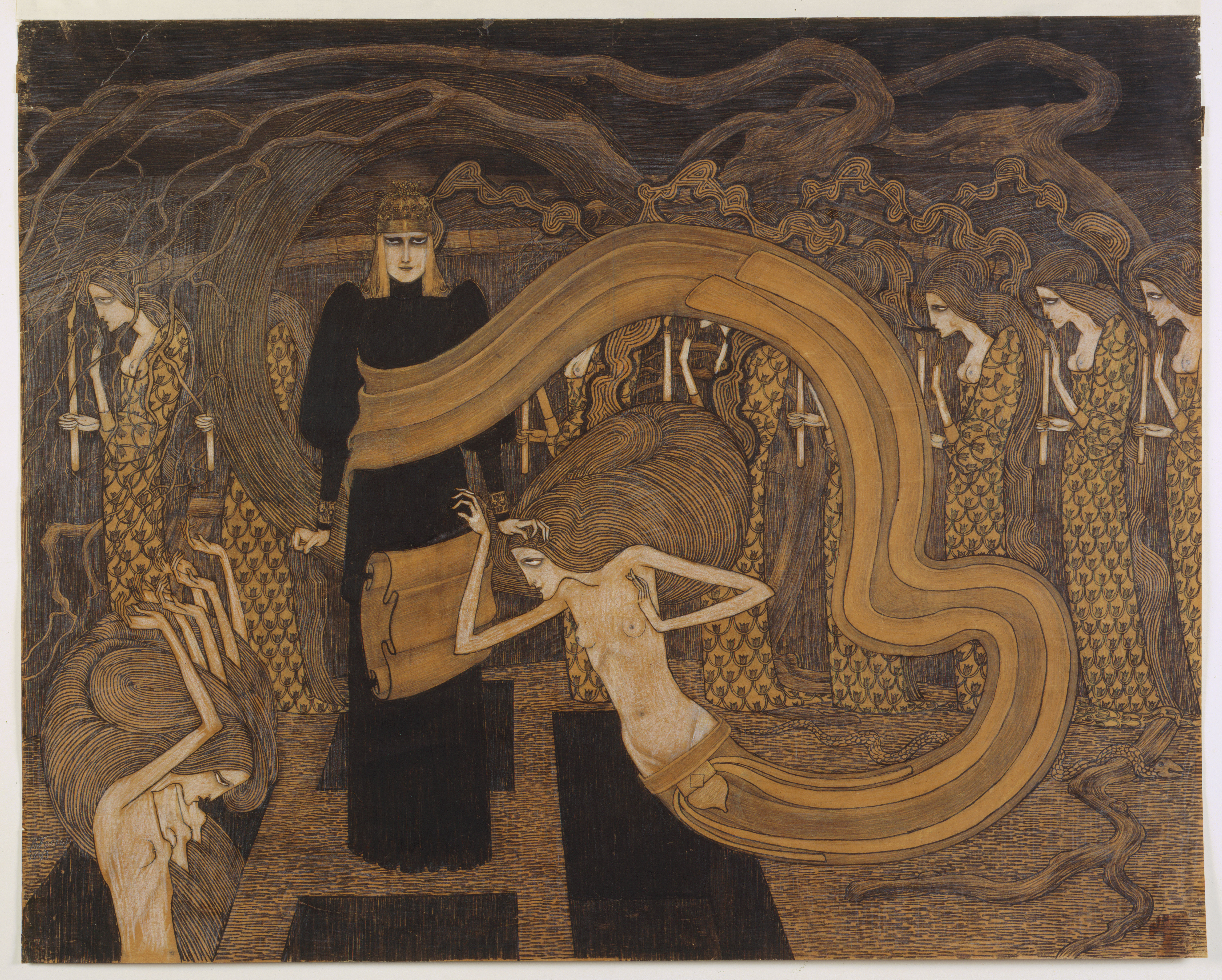
Toorop: Fatalisme (1893)
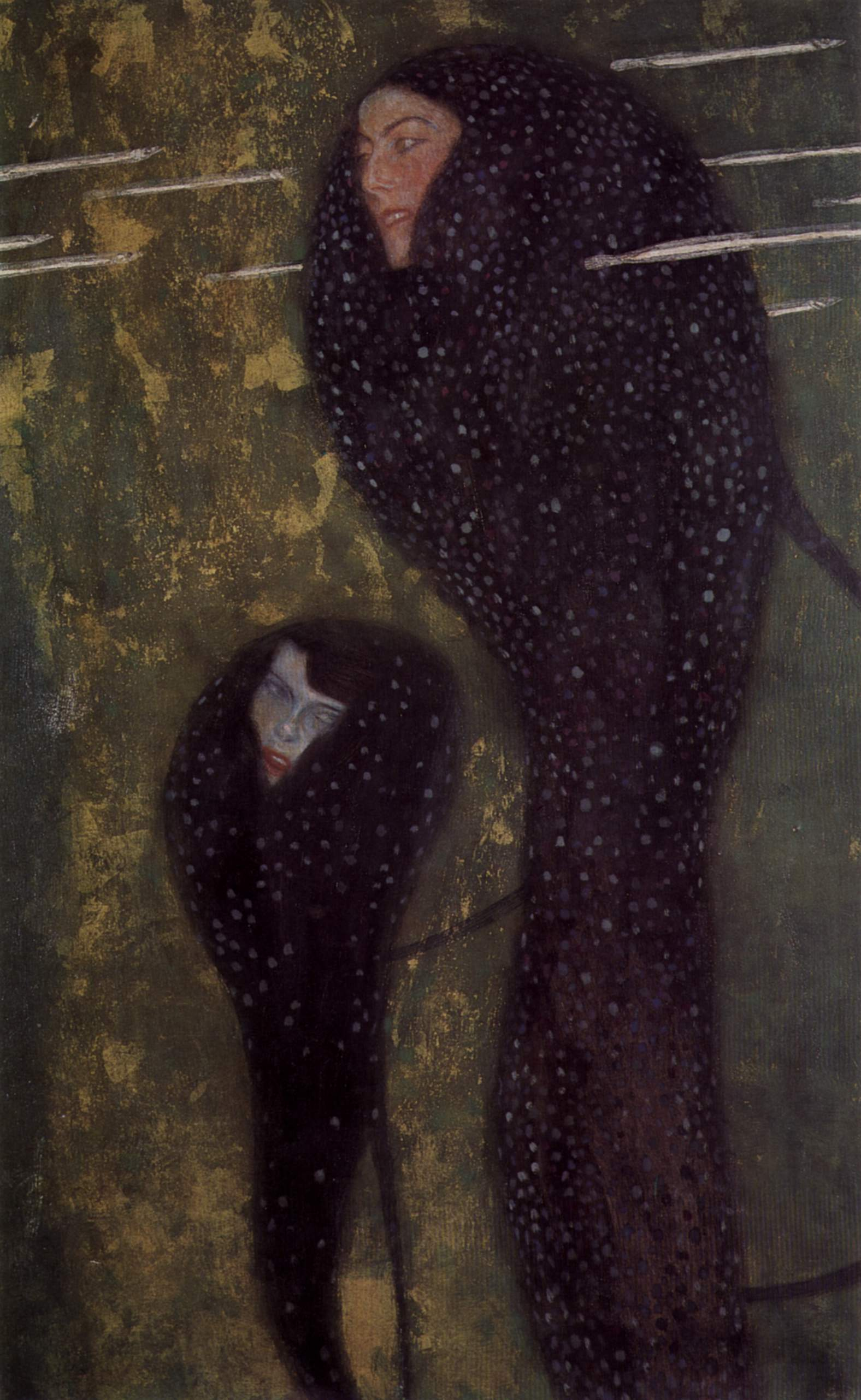
Klimt: Nixen oder Silberfische (um 1899)
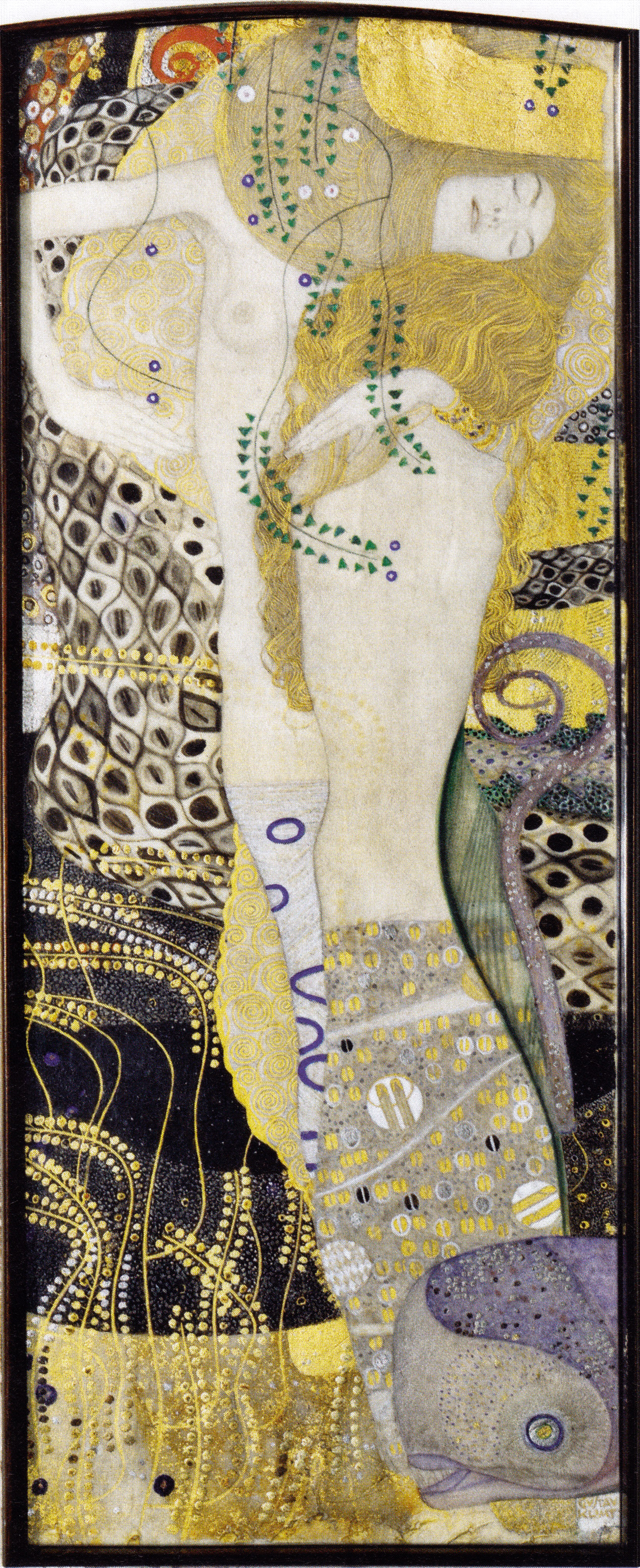
Klimt: Freundinnen oder Wasserschlangen I (1904–07)
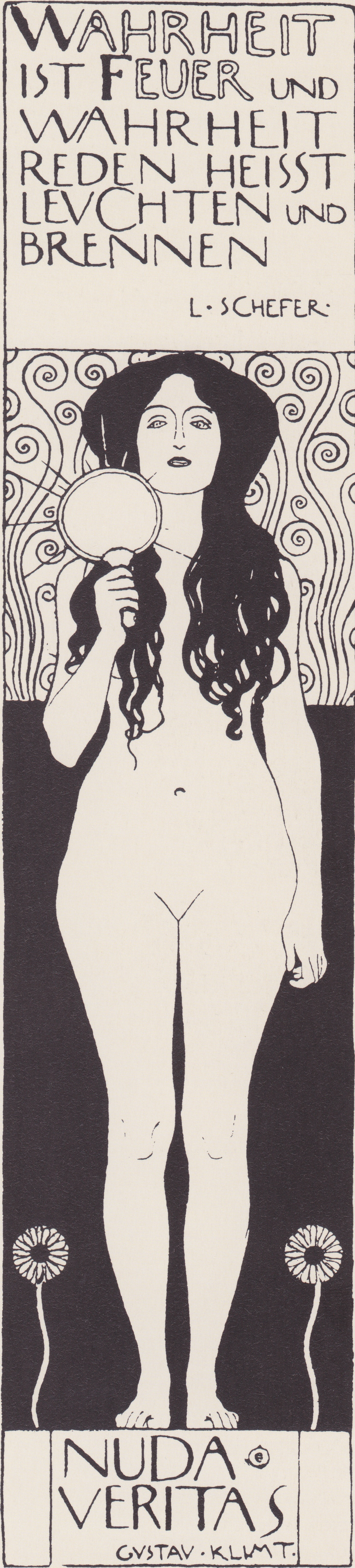
Klimt: Nuda Veritas, Illustration für die Zeitschrift Ver Sacrum, März 1898

Nach dem Skandal um die Fakultätsbilder nahm Klimt keine öffentlichen Aufträge mehr an und widmete sich der Porträt- und Landschaftsmalerei. Die auffällige Verdichtung und flächige Wirkung zahlreicher Landschaftsbilder erreicht Klimt dadurch, dass er sich mittels Fernrohr ausgewählte entfernte Landschaftsausschnitte nah heranholt.

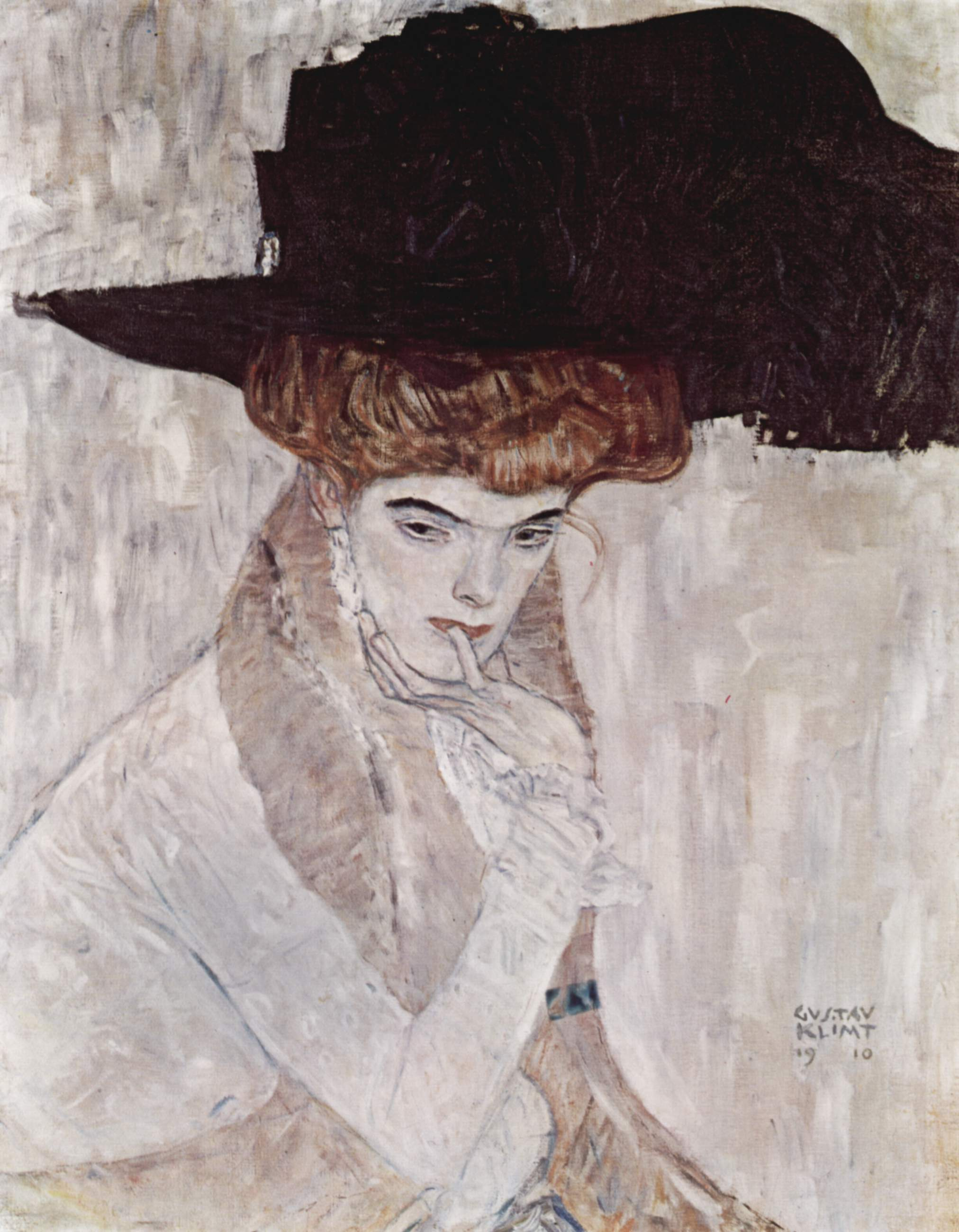
Klimt: Der schwarze Hut (1910)
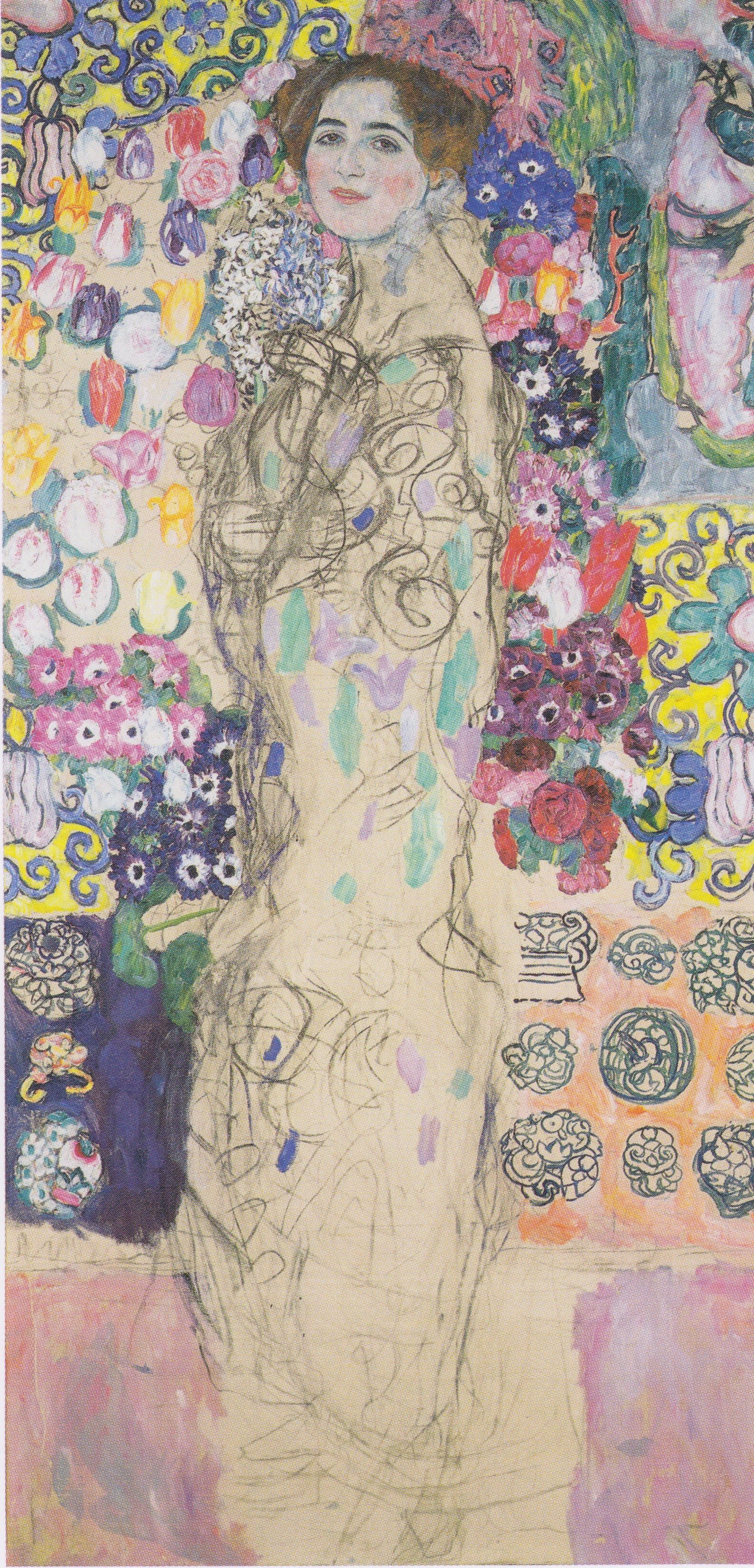
Klimt: Bildnis Ria Munk (1917/18)
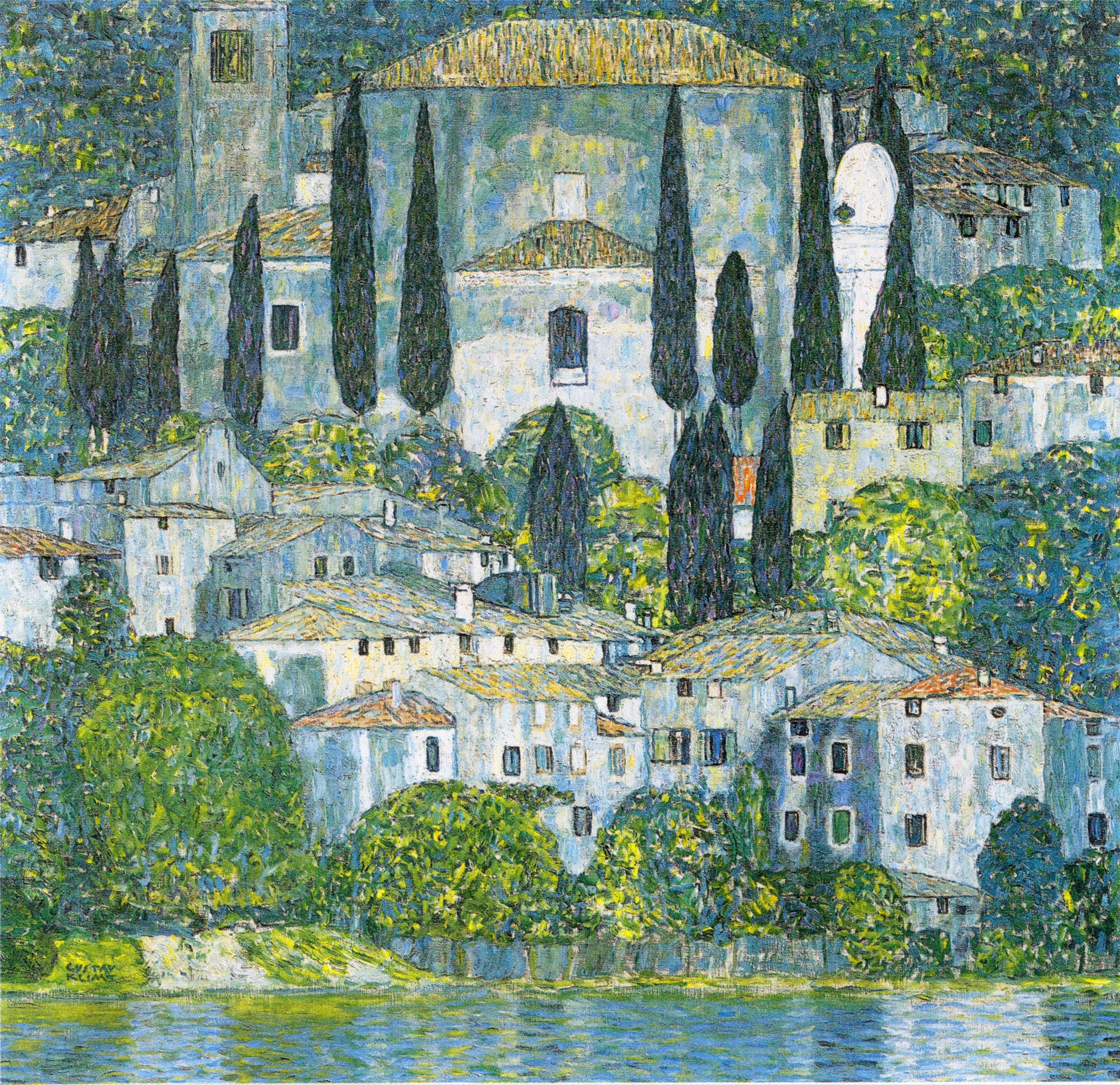
Klimt: Kirche in Cassone (1913)
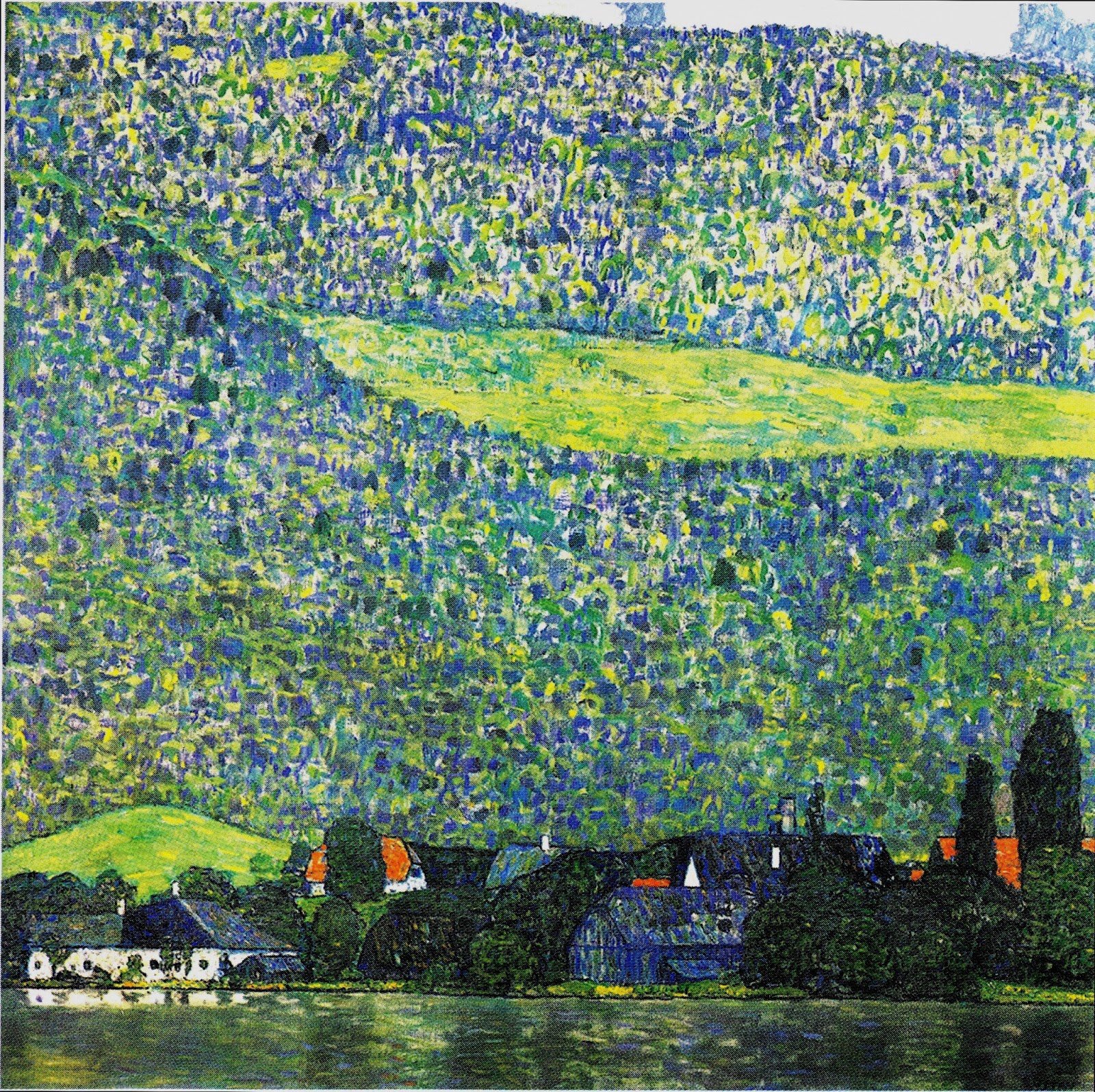
Klimt: Litzlberg am Attersee (1915) vormalige falsche Bezeichnung „Unterach am Attersee“

Klimt ist zweifellos der bedeutendste Künstler des Jugendstils in Österreich, nimmt aber auch im internationalen Maßstab eine Spitzenstellung ein. Dennoch wurde sein Werk besonders in der deutschsprachigen Kunstkritik der ersten Hälfte des 20. Jahrhunderts teilweise völlig ignoriert oder als reine Dekorationsmalerei abgetan. Erst später wurde seine statische Flächenhaftigkeit und seine ornamentale Abstraktion als richtungsweisend für die Entwicklung der modernen Malerei erkannt (Kubismus, abstrakte Malerei). Darüber hinaus förderte er junge Künstler wie Egon Schiele oder Oskar Kokoschka und leistete damit einen weiteren wichtigen Beitrag zur Entwicklung der Moderne.
Klimt gehörte zur bevorzugten Auswahl zeitgenössischer Künstler, die das „Komité zur Beschaffung und Bewertung von Stollwerckbildern“ dem Kölner Schokoladeproduzenten Ludwig Stollwerck zur Beauftragung für Entwürfe vorschlug.
Im Jahr 1964 wurden Arbeiten von ihm auf der documenta III in Kassel in der Abteilung Handzeichnungen gezeigt.
Das Porträt Adele Bloch-Bauer I gehört mit einem Erlös von 135 Millionen US-Dollar zu den am teuersten verkauften Gemälden der Welt. Die Liste der teuersten Gemälde enthält fünf weitere Bilder von Klimt, die um über 50 Mio. USD verkauft wurden. Im September 2022 ist „Insel im Attersee“ bei Sotheby’s in New York versteigert worden.

## Forschung
Im Jahre 1963 begann das Albertina Museum in Wien mit der Erforschung des zeichnerischen Werks von Gustav Klimt. Das Forschungsprojekt Gustav Klimt. Die Zeichnungen die seither mit einer intensiven Ausstellungs- und Publikationstätigkeit verbunden.
Zwischen 1980 und 1984 veröffentlichte Alice Strobl den dreibändigen Werkkatalog, welcher sämtliche damals bekannten Zeichnungen von Gustav Klimt in chronologischer Ordnung erfasst und beschreibt. Im Jahr 1989 erschien ein zusätzlicher Ergänzungsband. Im Folgejahr übertrug Alice Strobl ihre Arbeit an die Kunsthistorikerin und Kuratorin Marian Bisanz-Prakken, die ihr seit 1975 bei der Bestimmung und Einordnung der Werke assistierte und das Forschungsprojekt bis heute weiter führt. Seit 1990 wurden so von Marian Bisanz-Prakken rund 400 weitere Zeichnungen neu bestimmt, dokumentiert und wissenschaftlich bearbeitet.
Damit ist die Albertina Wien die weltweit einzige Institution, die seit einem halben Jahrhundert die Werke des Künstlers untersucht und wissenschaftlich einordnet. Das Forschungsprojekt umfasst inzwischen Informationen zu über 4300 Werken von Gustav Klimt.

## Klimt in Film und Musical
Gustav Klimt bzw. seine Werke wurden zum Thema für Filme und ein Musical:
- Die Affäre Klimt. (Originaltitel: Stealing Klimt) Dokumentarfilm, Großbritannien 2006, 88 Min., Buch: Martin Smith, Regie: Jane Chablani, Produktion: Films of Record, Inhaltsangabe von arte
- Der chilenische Regisseur Raúl Ruiz inszenierte im Jahr 2005 einen Film mit dem Titel „Klimt“, welcher in Wien und in den Filmstudios des Movie Park Germany bei Bottrop-Kirchhellen gedreht wurde. Der Film hatte am 1. März 2006 in Wien Premiere. Hauptdarsteller John Malkovich war bei der Premiere anwesend und besichtigte das Klimt-Gemälde „Emilie Flöge“, das im Film eine Rolle spielt, zusammen mit Zeichnungen und Skizzen Klimts im Wien Museum. Emilie Flöge wird im Film von Veronica Ferres dargestellt, den Malerkollegen Egon Schiele spielt Nikolai Kinski.
- Einige seiner Gemälde wurden in den japanischen Anime-Serien Elfen Lied und Sora no Woto des Regisseurs Mamoru Kambe verändert in Vor- und Abspann eingebaut. Den abstrakten Figuren Klimts wurde dabei das Aussehen der Figuren aus den Anime gegeben.
- 1996 entstand das interaktive Theaterstück Alma – A Show Biz ans Ende von Joshua Sobol über das Leben von Alma Mahler-Werfel, in dem Gustav Klimt als ihr Jugendschwarm und Mann auftritt, der ihr den ersten Kuss raubte.
- Gustav Klimt – Das Musical feierte am 2. Juli 2009 bei den Festspielen in Gutenstein Welturaufführung. Musik: Gerald Gratzer, Buch: Niki Neuspiel, Sissi Gruber.
- Gustav Klimt. Der Geheimnisvolle. Dokumentarfilm, Österreich, 2012, 60 Min., Buch und Regie: Herbert Eisenschenk, Produktion: ORF, arte, Erstsendung: 18. Juli 2012 bei arte, Inhaltsangabe (Memento vom 21. Oktober 2012 im Internet Archive) mit Video-Ausschnitten.
- Gustav Klimt. Sehnsucht nach dort. Dokumentarfilm, Österreich, 2012, 25 Min., Buch und Regie: Peter Weinhäupl, Stefan Kutzenberger, Produktion: Leopold Museum, Klimt-Zentrum Attersee.
- Die Frau in Gold. Spielfilm, Großbritannien, USA, 2015, 109 Minuten, Regie: Simon Curtis.
- Egon Schiele: Tod und Mädchen. Spielfilm, Österreich, Luxemburg, 2016, 110 Minuten, Regie: Dieter Berner, Gustav Klimt wird von Cornelius Obonya verkörpert.

## Klimt auf dem Kunstmarkt

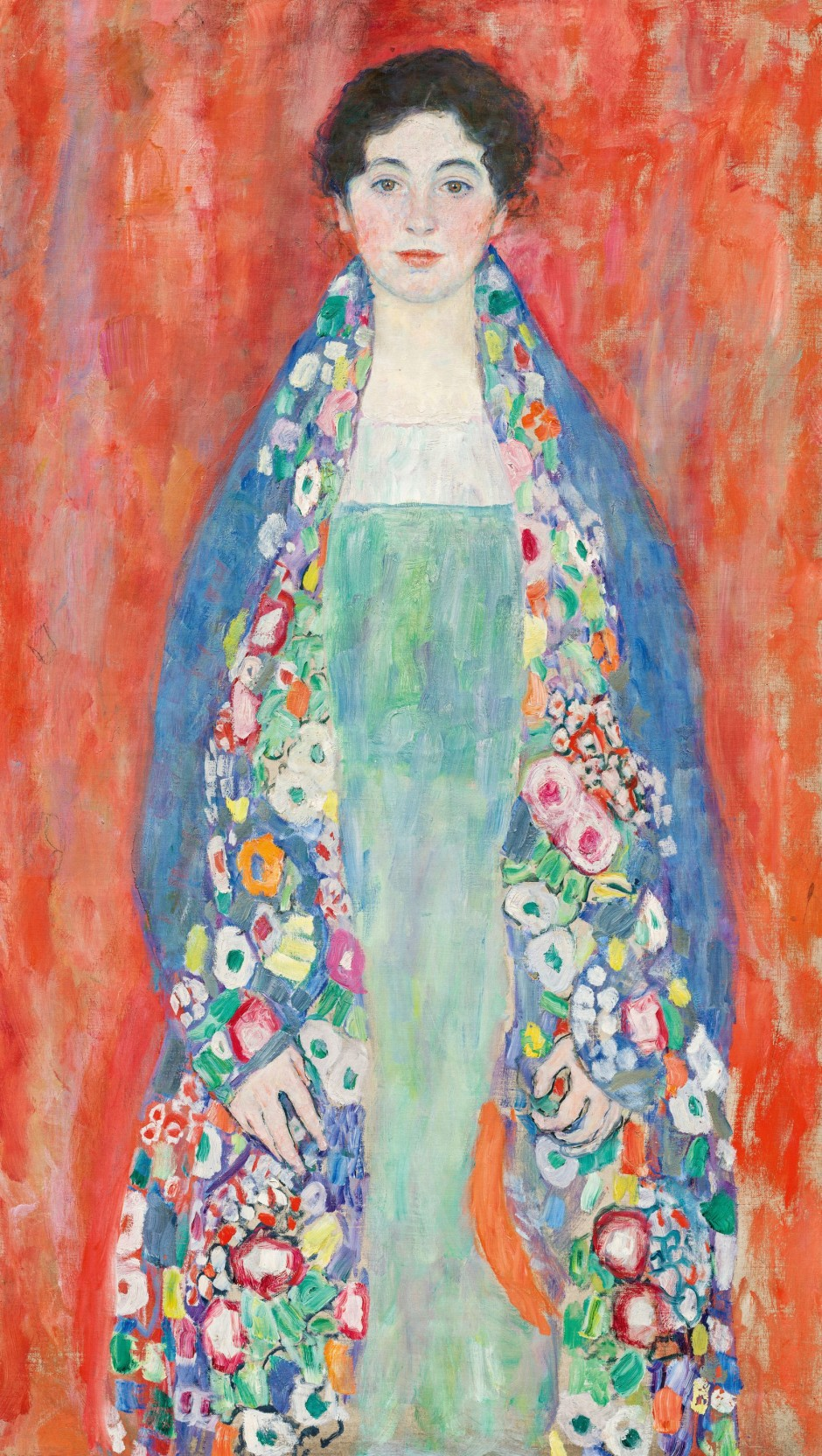
Fräulein Lieser (1917)

Regelmäßig werden Arbeiten von Gustav Klimt auf dem Kunstmarkt angeboten und erzielen Höchstpreise. Das Gemälde Bauerngarten von 1907 wurde 2017 im Rahmen einer Londoner Auktion verkauft und galt damals mit 47,9 Millionen britischen Pfund nicht nur als teuerstes Landschaftsgemälde des Künstlers, sondern auch als drittteuerstes in Europa verkauftes Kunstwerk überhaupt. Am 27. Juni 2023 wurde Klimts letztes Werk Dame mit Fächer nach einer zehn Minuten dauernden Auktion bei Sotheby’s durch einen unbekannten Bieter aus Hongkong für 85,3 Millionen £ (99,2 Millionen €) ersteigert. Es war zu diesem Zeitpunkt der höchste Auktionspreis, der jemals für ein Gemälde in Europa erzielt worden war. Vor der Auktion war der Auktionswert des Gemäldes auf 65 Millionen £ geschätzt worden. Zuletzt hatte das Gemälde auf einer Auktion 1994 für 11,6 Millionen US$ den Besitzer gewechselt. Am 24. April 2024 erzielte das unvollendete, lange verschollen geglaubte Gemälde Fräulein Lieser bei einer Auktion in Wien den Preis von 30 Millionen Euro.

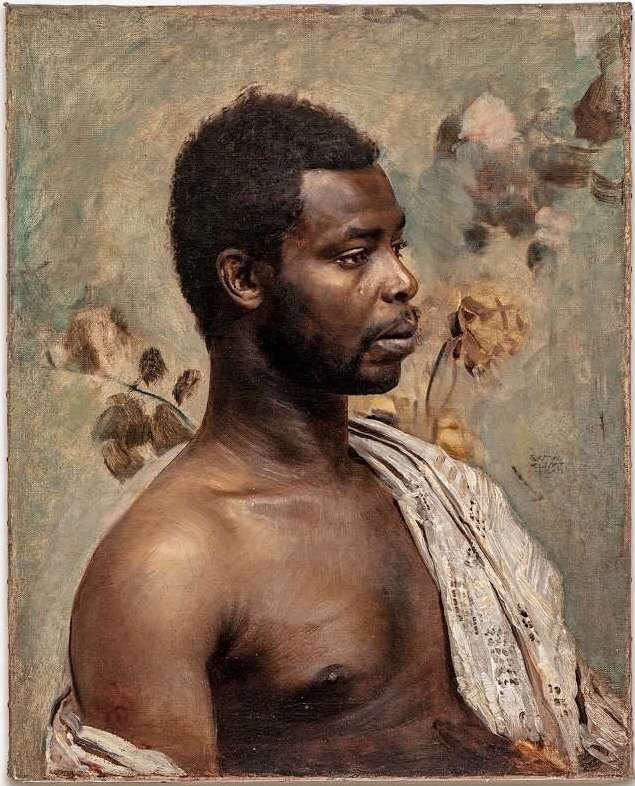
Prinz William Nil Nortey Dowuona (1897)

Im Jahr 2021 wurde das verschollen geglaubte Porträt des jungen Afrikaners „Prinz William Nil Nortey Dowuona“ (1897) von der Galerie W&K - Wienerroither & Kohlbacher in Wien wiederentdeckt, restauriert und bis zum 25. März 2025 für 15 Millionen Euro zum Verkauf angeboten. Das Gemälde wurde von Alfred Weidinger, einem bekannten Klimt-Experten, authentifiziert. Der dargestellte junge Mann war ein Würdenträger des afrikanischen Osu-Stammes, der Wien besuchte. Das Gemälde blieb bis zu seinem Tod in Klimts Atelier und gelangte danach in die Sammlung der Wiener Jüdin Ernestine Klein, die 1938 nach dem „Anschluss“ ins Exil musste. Die Erben haben eine Rückerstattung beantragt.
Auch die Gemälde von Gustav Klimt blieben von Fälschungen nicht verschont. Seit 2000 tauchen auch immer häufiger vermeintliche Werke des Künstlers in Auktionen auf. So erregte im Jahre 2012 ein vermeintliches Klimt-Gemälde in Österreich Aufmerksamkeit, das sich 2018 jedoch als unecht entpuppte.
Häufiger als Gemälde sind jedoch Papierarbeiten des Künstlers auf dem Kunstmarkt zu finden. So listet die Kunstmarktdatenbank Artprice 66 Auktionseinträge für Gemälde, hingegen aber 1533 für Zeichnungen und Aquarelle. Die teuerste bisher verkaufte Zeichnung war Liegender Mädchenakt nach links, die zwischen 1914 und 1915 entstand und 2008 in London für 505.250 Pfund verkauft wurde.
Der Großteil des Kunsthandels erfolgt jedoch traditionell über Galerien wie W&K – Wienerroither & Kohlbacher, die sich auf den Handel mit originalen Werken von Gustav Klimt und Egon Schiele spezialisiert haben und diese regelmäßig im Rahmen von monografischen Ausstellungen und internationaler Messen präsentieren.

## Restitutionsfälle

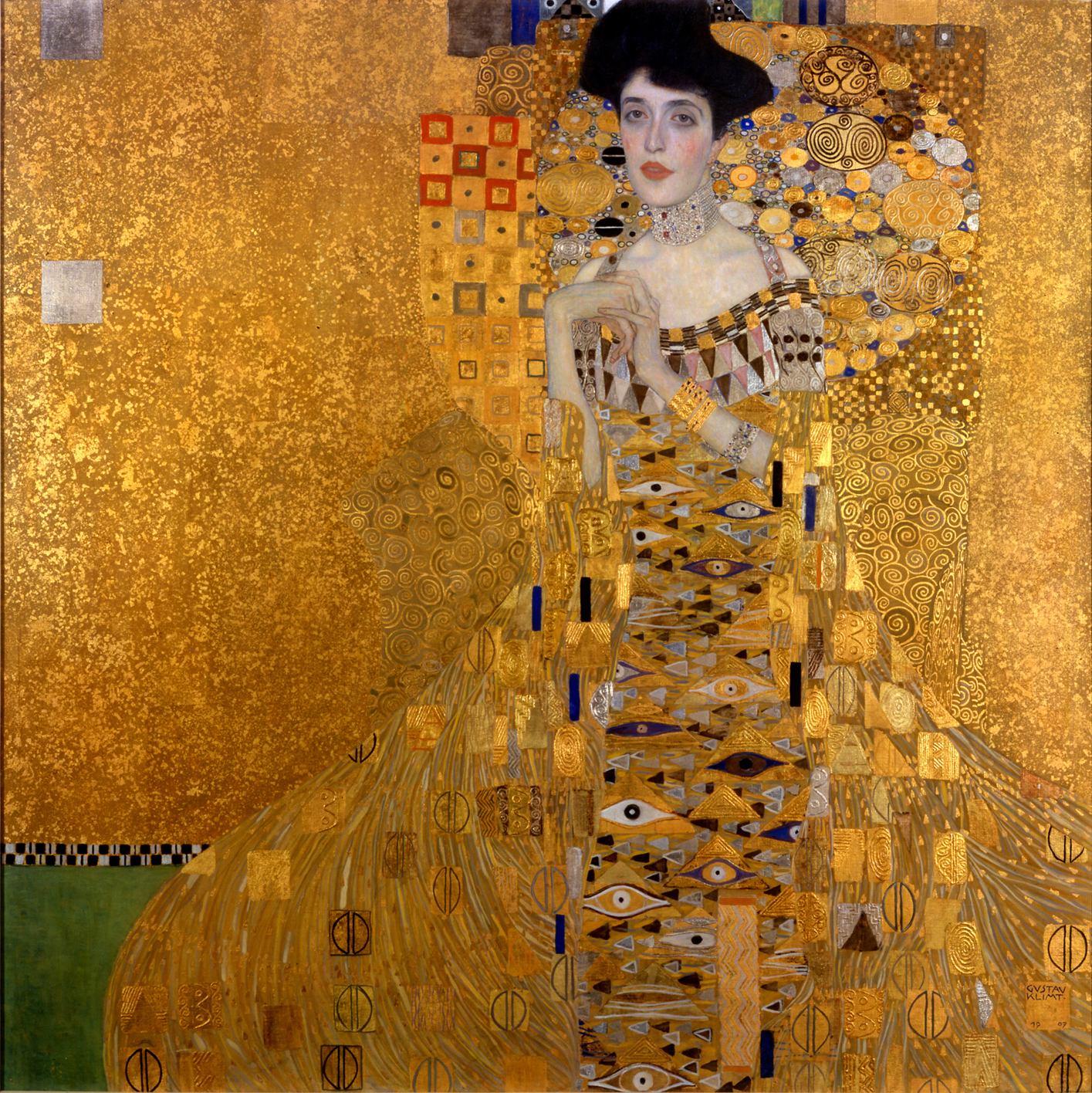
Adele Bloch-Bauer I (1907)

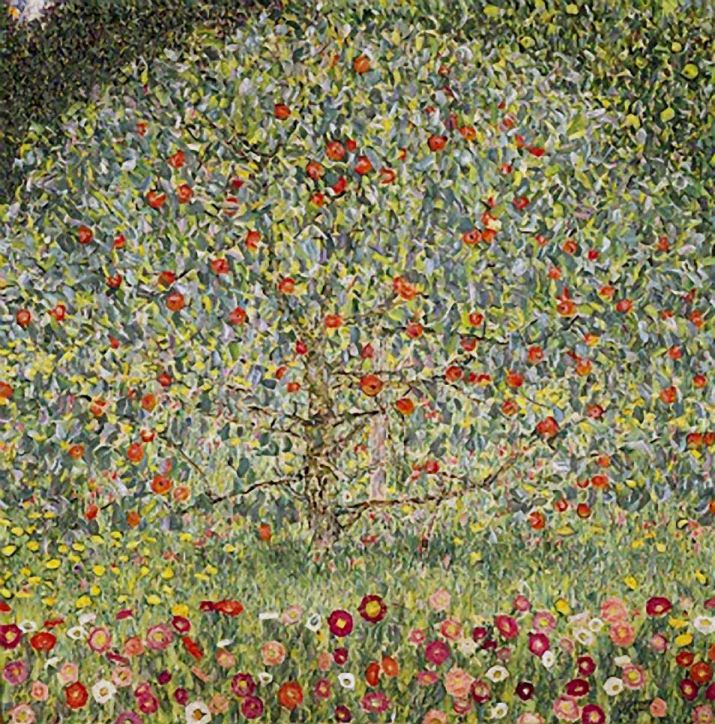
Apfelbaum I (1912)

Das nationalsozialistische Regime entzog den rechtmäßigen Eigentümern viele Kunstwerke. Die Rückstellung nach 1945 erfolgte in Österreich sehr unvollständig. Als in den 1990er Jahren die Kinder und Enkel der Enteigneten ihr Recht forderten und dies von den USA politisch massiv unterstützt wurde, musste umgedacht werden. 1998 beschloss Österreich ein Restitutionsgesetz, gegen das aber von manchen öffentlichen Kunstsammlungen hinhaltender Widerstand geleistet wurde. Da Gustav Klimt mittlerweile zu den weltweit bekanntesten Künstlern zählte, war die Frage der Restitution einiger seiner Werke aus dem Belvedere in Wien ein sehr medienwirksames Thema.
In den Jahren 2001 bis 2004 wurden fünf Klimt-Werke aus dem Belvedere an die Erben vom NS-Regime enteigneter Eigentümer zurückgegeben:
- Apfelbaum II, 2001 an die Erben nach Nora Stiasny übergeben; kurz nach der Rückgabe entstanden Zweifel darüber, ob dieses Bild nicht August Lederers und Serena Lederers Eigentum war. Diese Unklarheiten wurden 2015 thematisiert[55][56] und die fehlerhafte Rückgabe wurde 2017 bestätigt.[57] Die Republik Österreich erhielt 2023 eine Entschädigung von 10,6 Millionen Euro. Das Bild konnte nicht zurückgegeben werden, da es bereits verkauft worden war.[58] 2018 befand es sich im Besitz der Fondation Louis Vuitton.[59]
- Dame mit Federboa, 2001 an die Erben nach Hermine Lasus übergeben
- Bauernhaus mit Birken, 2001 an die Erben nach Hermine Lasus übergeben
- Landhaus am Attersee, 1914, 2001 an die Erben nach Jenny Steiner übergeben
- Bildnis einer Dame, 2004 an die Erben nach Bernhard Altmann übergeben

Einen sechs Jahre andauernden Rechtsstreit entfachten 1999 fünf Klimt-Gemälde, die 1941 von den nationalsozialistischen Behörden aus dem Besitz der Familie Bloch-Bauer beschlagnahmt und dem Belvedere übergeben worden waren. Die Galerie wähnte sich nach 1945 rechtmäßig im Besitz der Bilder, da die von Gustav Klimt zweimal porträtierte Adele Bloch-Bauer in ihrem Testament ihren Mann, Ferdinand Bloch-Bauer, 1925 gebeten hatte, „ihre Bilder“ nach seinem Tod ins Eigentum der „österreichischen Staatsgalerie in Wien“ zu übertragen. Ferdinand Bloch-Bauer betrachtete die Bilder allerdings als sein Eigentum, nicht als das seiner verstorbenen Frau, das er geerbt hätte. Die Familie Bloch-Bauer musste nach dem „Anschluss“ Österreichs flüchten; die zurückgebliebenen Bilder wurden beschlagnahmt. Ferdinand Bloch-Bauer starb 1945 im Exil in der Schweiz, ohne dass ihm der zuvor wieder errichtete österreichische Staat die Rückgabe seiner Bilder angeboten hätte.
Als die Nichte der von Klimt porträtierten Adele Bloch-Bauer, Maria Altmann, als Sprecherin der Erben Bloch-Bauers Jahrzehnte später die Rückgabe der Bilder verlangte, lehnte Unterrichtsministerin Elisabeth Gehrer es ab, darüber zu verhandeln. Da die Erben für einen Zivilprozess gegen die Republik Österreich enorme Gerichtsgebühren vorzustrecken gehabt hätten, strebten sie eine andere Form der Rechtsfindung an.
Im Jänner 2006 wurden die fünf Gemälde auf Grund des Urteils eines Schiedsgerichtes den Erben zugesprochen. Am 2. Februar 2006 verzichtete die Republik Österreich, vertreten durch Frau Gehrer, auf ihr Vorkaufsrecht, die Bilder zu einem Schätzpreis von 300 Millionen US-Dollar zu kaufen. Es handelte sich dabei um die folgenden Gemälde:
- Adele Bloch-Bauer I, bekannt als „Goldene Adele“, 1907, am 19. Juni 2006 von Ronald S. Lauder im Rahmen eines Private Sale für die Neue Galerie in New York, nach nicht offiziellen Angaben der „New York Times“ für 135 Millionen US-Dollar (106,7 Millionen Euro), von den Erben erworben. Dies war zu dieser Zeit der „höchste Preis, der jemals für ein Gemälde bezahlt wurde“. Das Bild wurde danach in Lauders „Neuer Galerie“ ausgestellt.
- Adele Bloch-Bauer II, 1912, am 8. November 2006 von einem anonymen Bieter per Telefon auf einer der größten Auktionen des Hauses Christie’s in New York für 87,936 Millionen US-Dollar (68,8 Millionen Euro) inkl. Zuschläge ersteigert. Es handelte sich damals um den fünfthöchsten Preis, der jemals für ein Gemälde bezahlt wurde. Bei einem Weiterverkauf elf Jahre später wurde der Bieter als Oprah Winfrey bekannt.[23]
- Buchenwald/Birkenwald, 1903, wurde ebenfalls bei der Auktion am 8. November 2006 für 33,056 Millionen US-Dollar (25,9 Millionen Euro) ersteigert.
- Apfelbaum I, 1912, erbrachte auf derselben Auktion des Hauses Christie’s 40,336 Millionen US-Dollar (31,6 Millionen Euro).
- Häuser in Unterach am Attersee, um 1916, ersteigerte eine Dame im Saal ebenfalls bei der Christie’s-Auktion am 8. November 2006 für 31,376 Millionen US-Dollar (24,6 Millionen Euro).

Die letzteren vier Gemälde erbrachten bei der Auktion am 8. November 2006 insgesamt 192,731 Millionen US-Dollar (150,9 Millionen Euro). Gemeinsam mit der „Goldenen Adele“ waren das 327,7 Millionen US-Dollar (257,6 Millionen Euro).
2022 erfolgten mehrere Restitutionen durch die Französische Nationalversammlung, darunter war das Gemälde Rosen unter Bäumen, das an die Erben nach Nora Stiasny übergeben wurde. Dabei handelt es sich um das Bild, das 2001 mit Apfelbaum II verwechselt worden war.
Zu den Klimt-Bildern Ursula Ucickys siehe Abschnitt Nachleben.

## Ausstellungen

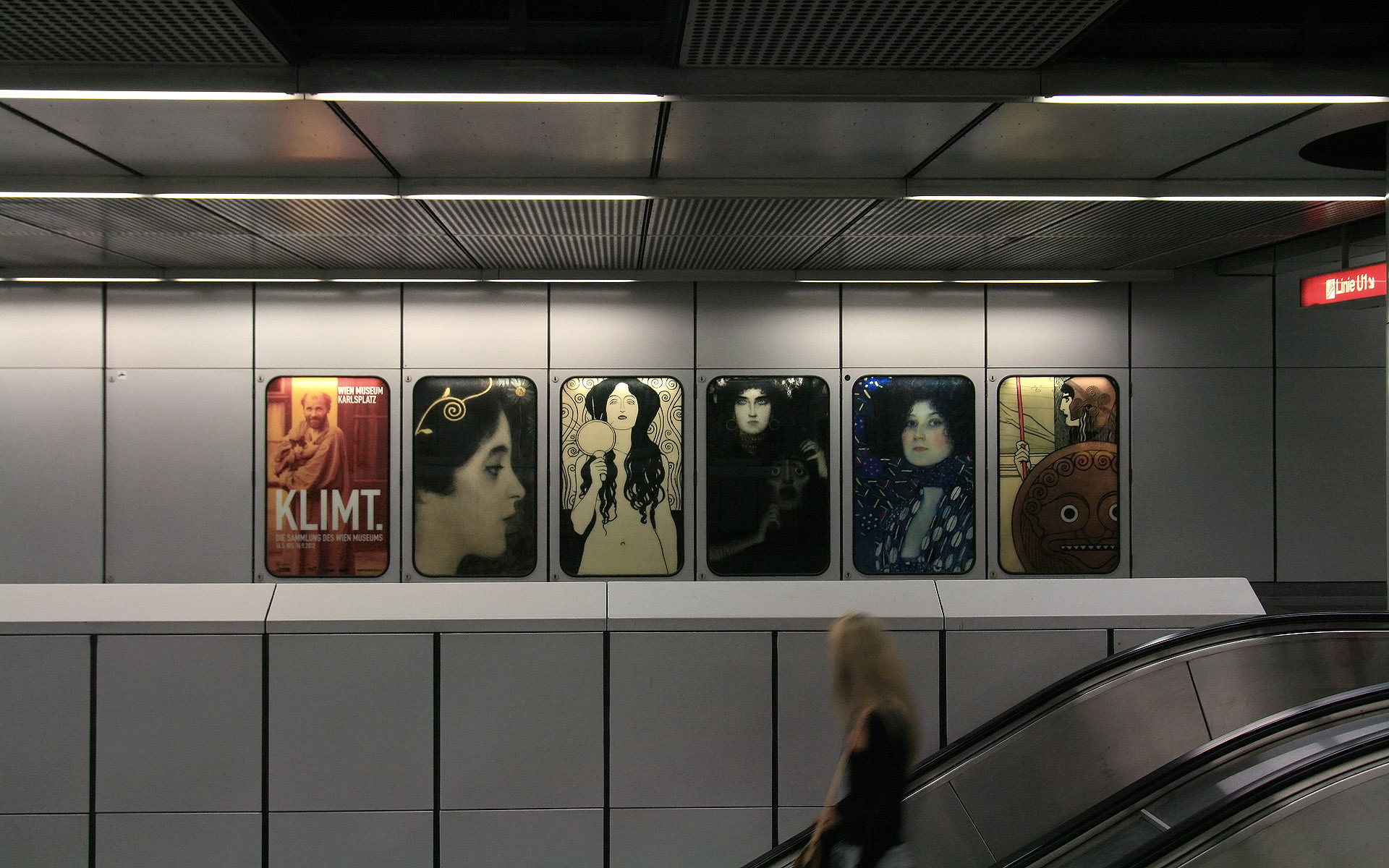
Plakate zur Klimt-Ausstellung 2012 des Wien Museums

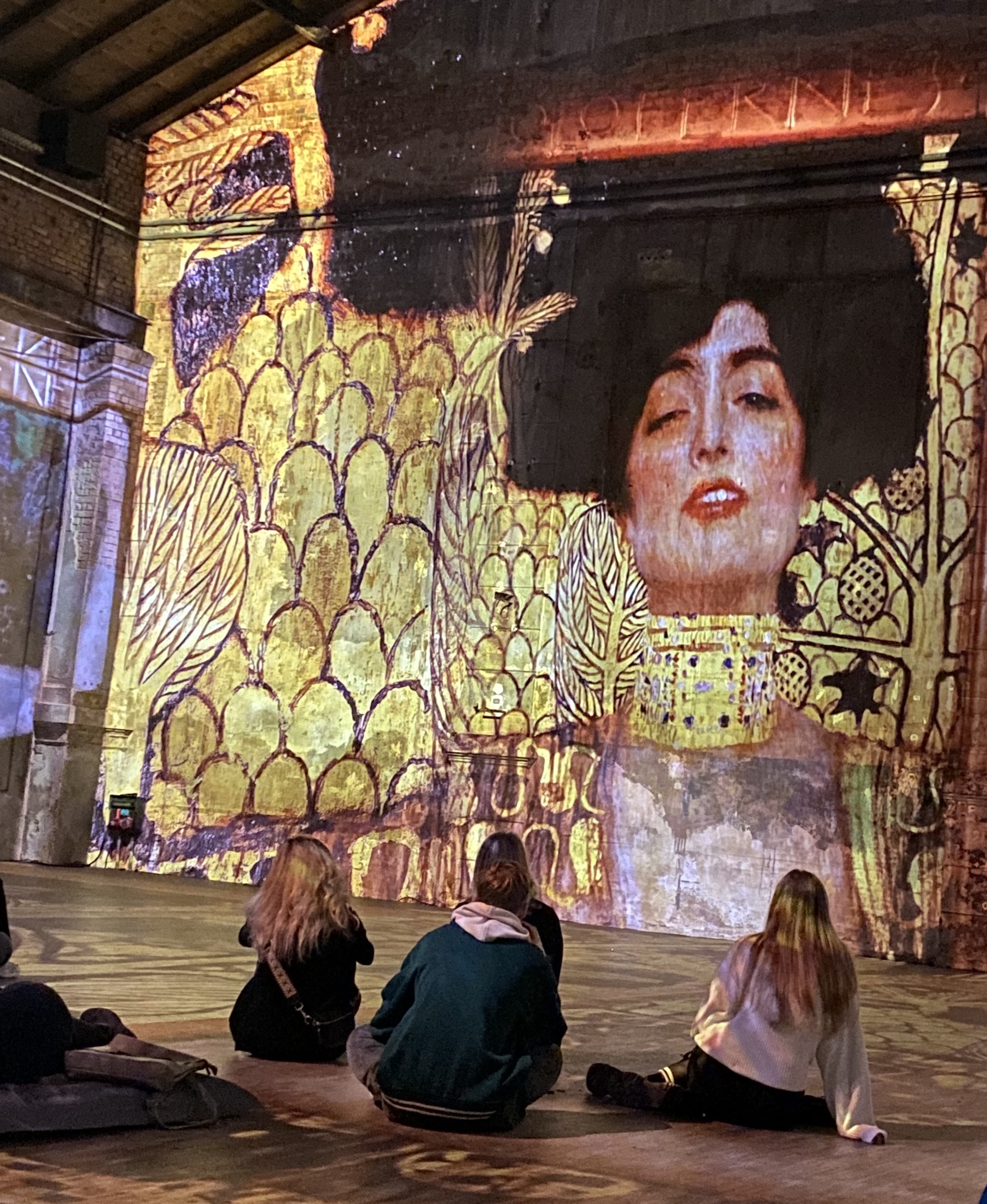
Klimt im Kunstkraftwerk Leipzig 2023

2018 wurde in Wien des 100. Todestages von Gustav Klimt gedacht. Das Leopold Museum zeigte aus diesem Anlass eine umfassende Ausstellung:
- Leopold Museum, 22. Juni bis 4. November 2018: Gustav Klimt. Jahrhundertkünstler

2012 wurde in Wien der 150. Geburtstag von Gustav Klimt mit zahlreichen Ausstellungen begangen:
- Unteres Belvedere, 25. Oktober 2011 bis 4. März 2012: Gustav Klimt / Josef Hoffmann. Pioniere der Moderne
- Kunsthistorisches Museum, 14. Februar bis 6. Mai 2012: Gustav Klimt im Kunsthistorischen Museum
- Leopold Museum, 24. Februar bis 27. August 2012: Gustav Klimt persönlich – Bilder, Briefe, Einblicke
- Albertina, 14. März bis 10. Juni 2012: Gustav Klimt. Die Zeichnungen
- MAK – Österreichisches Museum für angewandte Kunst, 21. März bis 15. Juli 2012: Gustav Klimt: Erwartung und Erfüllung. Entwürfe zum Mosaikfries im Palais Stoclet
- Secession, 23. März bis 4. November 2012: Plattform von Gerwald Rockenschaub (Klimts Beethovenfries auf Augenhöhe betrachten)
- Österreichisches Theatermuseum, 10. Mai bis 29. Oktober 2012: Gegen Klimt. Die Nuda Veritas und ihr Verteidiger Hermann Bahr
- Wien Museum, 16. Mai bis 16. September 2012: Klimt. Die Sammlung des Wien Museums
- Künstlerhaus, 6. Juli bis 2. September 2012: Gustav Klimt und das Künstlerhaus
- Oberes Belvedere, 12. Juli 2012 bis 27. Jänner 2013: 150 Jahre Gustav Klimt
- Österreichisches Museum für Volkskunde, 25. Mai bis 14. Oktober 2012: Objekte im Fokus: Die Textilmustersammlung Emilie Flöge
- Secession, 22. November 2012 bis Jänner 2013: Soundinstallation von Susan Philipsz zum Beethovenfries
- Kunstkraftwerk Leipzig, 28. Januar bis 28. Mai 2023: Gustav Klimt: Gold Experience